# 1923
Portal Geschichte | Portal Biografien | Aktuelle Ereignisse | Jahreskalender | Tagesartikel

◄ |
19. Jahrhundert |
20. Jahrhundert
| 21. Jahrhundert

◄ |
1890er |
1900er |
1910er |
1920er
| 1930er | 1940er | 1950er | ►

◄◄ |
◄ |
1919 |
1920 |
1921 |
1922 |
1923
| 1924 | 1925 | 1926 | 1927 | ► | ►►
Staatsoberhäupter · Wahlen · Nekrolog · Kunstjahr · Literaturjahr · Musikjahr · Filmjahr · Rundfunkjahr · Sportjahr
| Januar | Januar | Januar | Januar | Januar | Januar | Januar | Januar |
| Kw     | Mo     | Di     | Mi     | Do     | Fr     | Sa     | So     |
| ------ | ------ | ------ | ------ | ------ | ------ | ------ | ------ |
| 1      | 1      | 2      | 3      | 4      | 5      | 6      | 7      |
| 2      | 8      | 9      | 10     | 11     | 12     | 13     | 14     |
| 3      | 15     | 16     | 17     | 18     | 19     | 20     | 21     |
| 4      | 22     | 23     | 24     | 25     | 26     | 27     | 28     |
| 5      | 29     | 30     | 31     |        |        |        |        |

| Februar | Februar | Februar | Februar | Februar | Februar | Februar | Februar |
| Kw      | Mo      | Di      | Mi      | Do      | Fr      | Sa      | So      |
| ------- | ------- | ------- | ------- | ------- | ------- | ------- | ------- |
| 5       |         |         |         | 1       | 2       | 3       | 4       |
| 6       | 5       | 6       | 7       | 8       | 9       | 10      | 11      |
| 7       | 12      | 13      | 14      | 15      | 16      | 17      | 18      |
| 8       | 19      | 20      | 21      | 22      | 23      | 24      | 25      |
| 9       | 26      | 27      | 28      |         |         |         |         |

| März | März | März | März | März | März | März | März |
| Kw   | Mo   | Di   | Mi   | Do   | Fr   | Sa   | So   |
| ---- | ---- | ---- | ---- | ---- | ---- | ---- | ---- |
| 9    |      |      |      | 1    | 2    | 3    | 4    |
| 10   | 5    | 6    | 7    | 8    | 9    | 10   | 11   |
| 11   | 12   | 13   | 14   | 15   | 16   | 17   | 18   |
| 12   | 19   | 20   | 21   | 22   | 23   | 24   | 25   |
| 13   | 26   | 27   | 28   | 29   | 30   | 31   |      |

| April | April | April | April | April | April | April | April |
| Kw    | Mo    | Di    | Mi    | Do    | Fr    | Sa    | So    |
| ----- | ----- | ----- | ----- | ----- | ----- | ----- | ----- |
| 13    |       |       |       |       |       |       | 1     |
| 14    | 2     | 3     | 4     | 5     | 6     | 7     | 8     |
| 15    | 9     | 10    | 11    | 12    | 13    | 14    | 15    |
| 16    | 16    | 17    | 18    | 19    | 20    | 21    | 22    |
| 17    | 23    | 24    | 25    | 26    | 27    | 28    | 29    |
| 18    | 30    |       |       |       |       |       |       |

| Mai | Mai | Mai | Mai | Mai | Mai | Mai | Mai |
| Kw  | Mo  | Di  | Mi  | Do  | Fr  | Sa  | So  |
| --- | --- | --- | --- | --- | --- | --- | --- |
| 18  |     | 1   | 2   | 3   | 4   | 5   | 6   |
| 19  | 7   | 8   | 9   | 10  | 11  | 12  | 13  |
| 20  | 14  | 15  | 16  | 17  | 18  | 19  | 20  |
| 21  | 21  | 22  | 23  | 24  | 25  | 26  | 27  |
| 22  | 28  | 29  | 30  | 31  |     |     |     |

| Juni | Juni | Juni | Juni | Juni | Juni | Juni | Juni |
| Kw   | Mo   | Di   | Mi   | Do   | Fr   | Sa   | So   |
| ---- | ---- | ---- | ---- | ---- | ---- | ---- | ---- |
| 22   |      |      |      |      | 1    | 2    | 3    |
| 23   | 4    | 5    | 6    | 7    | 8    | 9    | 10   |
| 24   | 11   | 12   | 13   | 14   | 15   | 16   | 17   |
| 25   | 18   | 19   | 20   | 21   | 22   | 23   | 24   |
| 26   | 25   | 26   | 27   | 28   | 29   | 30   |      |

| Juli | Juli | Juli | Juli | Juli | Juli | Juli | Juli |
| Kw   | Mo   | Di   | Mi   | Do   | Fr   | Sa   | So   |
| ---- | ---- | ---- | ---- | ---- | ---- | ---- | ---- |
| 26   |      |      |      |      |      |      | 1    |
| 27   | 2    | 3    | 4    | 5    | 6    | 7    | 8    |
| 28   | 9    | 10   | 11   | 12   | 13   | 14   | 15   |
| 29   | 16   | 17   | 18   | 19   | 20   | 21   | 22   |
| 30   | 23   | 24   | 25   | 26   | 27   | 28   | 29   |
| 31   | 30   | 31   |      |      |      |      |      |

| August | August | August | August | August | August | August | August |
| Kw     | Mo     | Di     | Mi     | Do     | Fr     | Sa     | So     |
| ------ | ------ | ------ | ------ | ------ | ------ | ------ | ------ |
| 31     |        |        | 1      | 2      | 3      | 4      | 5      |
| 32     | 6      | 7      | 8      | 9      | 10     | 11     | 12     |
| 33     | 13     | 14     | 15     | 16     | 17     | 18     | 19     |
| 34     | 20     | 21     | 22     | 23     | 24     | 25     | 26     |
| 35     | 27     | 28     | 29     | 30     | 31     |        |        |

| September | September | September | September | September | September | September | September |
| Kw        | Mo        | Di        | Mi        | Do        | Fr        | Sa        | So        |
| --------- | --------- | --------- | --------- | --------- | --------- | --------- | --------- |
| 35        |           |           |           |           |           | 1         | 2         |
| 36        | 3         | 4         | 5         | 6         | 7         | 8         | 9         |
| 37        | 10        | 11        | 12        | 13        | 14        | 15        | 16        |
| 38        | 17        | 18        | 19        | 20        | 21        | 22        | 23        |
| 39        | 24        | 25        | 26        | 27        | 28        | 29        | 30        |

| Oktober | Oktober | Oktober | Oktober | Oktober | Oktober | Oktober | Oktober |
| Kw      | Mo      | Di      | Mi      | Do      | Fr      | Sa      | So      |
| ------- | ------- | ------- | ------- | ------- | ------- | ------- | ------- |
| 40      | 1       | 2       | 3       | 4       | 5       | 6       | 7       |
| 41      | 8       | 9       | 10      | 11      | 12      | 13      | 14      |
| 42      | 15      | 16      | 17      | 18      | 19      | 20      | 21      |
| 43      | 22      | 23      | 24      | 25      | 26      | 27      | 28      |
| 44      | 29      | 30      | 31      |         |         |         |         |

| November | November | November | November | November | November | November | November |
| Kw       | Mo       | Di       | Mi       | Do       | Fr       | Sa       | So       |
| -------- | -------- | -------- | -------- | -------- | -------- | -------- | -------- |
| 44       |          |          |          | 1        | 2        | 3        | 4        |
| 45       | 5        | 6        | 7        | 8        | 9        | 10       | 11       |
| 46       | 12       | 13       | 14       | 15       | 16       | 17       | 18       |
| 47       | 19       | 20       | 21       | 22       | 23       | 24       | 25       |
| 48       | 26       | 27       | 28       | 29       | 30       |          |          |

| Dezember | Dezember | Dezember | Dezember | Dezember | Dezember | Dezember | Dezember |
| Kw       | Mo       | Di       | Mi       | Do       | Fr       | Sa       | So       |
| -------- | -------- | -------- | -------- | -------- | -------- | -------- | -------- |
| 48       |          |          |          |          |          | 1        | 2        |
| 49       | 3        | 4        | 5        | 6        | 7        | 8        | 9        |
| 50       | 10       | 11       | 12       | 13       | 14       | 15       | 16       |
| 51       | 17       | 18       | 19       | 20       | 21       | 22       | 23       |
| 52       | 24       | 25       | 26       | 27       | 28       | 29       | 30       |
| 1        | 31       |          |          |          |          |          |          |

| Januar | Januar | Januar | Januar | Januar | Januar | Januar | Januar |
| Kw     | Mo     | Di     | Mi     | Do     | Fr     | Sa     | So     |
| ------ | ------ | ------ | ------ | ------ | ------ | ------ | ------ |
| 1      | 1      | 2      | 3      | 4      | 5      | 6      | 7      |
| 2      | 8      | 9      | 10     | 11     | 12     | 13     | 14     |
| 3      | 15     | 16     | 17     | 18     | 19     | 20     | 21     |
| 4      | 22     | 23     | 24     | 25     | 26     | 27     | 28     |
| 5      | 29     | 30     | 31     |        |        |        |        |

| Februar | Februar | Februar | Februar | Februar | Februar | Februar | Februar |
| Kw      | Mo      | Di      | Mi      | Do      | Fr      | Sa      | So      |
| ------- | ------- | ------- | ------- | ------- | ------- | ------- | ------- |
| 5       |         |         |         | 1       | 2       | 3       | 4       |
| 6       | 5       | 6       | 7       | 8       | 9       | 10      | 11      |
| 7       | 12      | 13      | 14      | 15      | 16      | 17      | 18      |
| 8       | 19      | 20      | 21      | 22      | 23      | 24      | 25      |
| 9       | 26      | 27      | 28      |         |         |         |         |

| März | März | März | März | März | März | März | März |
| Kw   | Mo   | Di   | Mi   | Do   | Fr   | Sa   | So   |
| ---- | ---- | ---- | ---- | ---- | ---- | ---- | ---- |
| 9    |      |      |      | 1    | 2    | 3    | 4    |
| 10   | 5    | 6    | 7    | 8    | 9    | 10   | 11   |
| 11   | 12   | 13   | 14   | 15   | 16   | 17   | 18   |
| 12   | 19   | 20   | 21   | 22   | 23   | 24   | 25   |
| 13   | 26   | 27   | 28   | 29   | 30   | 31   |      |

| April | April | April | April | April | April | April | April |
| Kw    | Mo    | Di    | Mi    | Do    | Fr    | Sa    | So    |
| ----- | ----- | ----- | ----- | ----- | ----- | ----- | ----- |
| 13    |       |       |       |       |       |       | 1     |
| 14    | 2     | 3     | 4     | 5     | 6     | 7     | 8     |
| 15    | 9     | 10    | 11    | 12    | 13    | 14    | 15    |
| 16    | 16    | 17    | 18    | 19    | 20    | 21    | 22    |
| 17    | 23    | 24    | 25    | 26    | 27    | 28    | 29    |
| 18    | 30    |       |       |       |       |       |       |

| Mai | Mai | Mai | Mai | Mai | Mai | Mai | Mai |
| Kw  | Mo  | Di  | Mi  | Do  | Fr  | Sa  | So  |
| --- | --- | --- | --- | --- | --- | --- | --- |
| 18  |     | 1   | 2   | 3   | 4   | 5   | 6   |
| 19  | 7   | 8   | 9   | 10  | 11  | 12  | 13  |
| 20  | 14  | 15  | 16  | 17  | 18  | 19  | 20  |
| 21  | 21  | 22  | 23  | 24  | 25  | 26  | 27  |
| 22  | 28  | 29  | 30  | 31  |     |     |     |

| Juni | Juni | Juni | Juni | Juni | Juni | Juni | Juni |
| Kw   | Mo   | Di   | Mi   | Do   | Fr   | Sa   | So   |
| ---- | ---- | ---- | ---- | ---- | ---- | ---- | ---- |
| 22   |      |      |      |      | 1    | 2    | 3    |
| 23   | 4    | 5    | 6    | 7    | 8    | 9    | 10   |
| 24   | 11   | 12   | 13   | 14   | 15   | 16   | 17   |
| 25   | 18   | 19   | 20   | 21   | 22   | 23   | 24   |
| 26   | 25   | 26   | 27   | 28   | 29   | 30   |      |

| Juli | Juli | Juli | Juli | Juli | Juli | Juli | Juli |
| Kw   | Mo   | Di   | Mi   | Do   | Fr   | Sa   | So   |
| ---- | ---- | ---- | ---- | ---- | ---- | ---- | ---- |
| 26   |      |      |      |      |      |      | 1    |
| 27   | 2    | 3    | 4    | 5    | 6    | 7    | 8    |
| 28   | 9    | 10   | 11   | 12   | 13   | 14   | 15   |
| 29   | 16   | 17   | 18   | 19   | 20   | 21   | 22   |
| 30   | 23   | 24   | 25   | 26   | 27   | 28   | 29   |
| 31   | 30   | 31   |      |      |      |      |      |

| August | August | August | August | August | August | August | August |
| Kw     | Mo     | Di     | Mi     | Do     | Fr     | Sa     | So     |
| ------ | ------ | ------ | ------ | ------ | ------ | ------ | ------ |
| 31     |        |        | 1      | 2      | 3      | 4      | 5      |
| 32     | 6      | 7      | 8      | 9      | 10     | 11     | 12     |
| 33     | 13     | 14     | 15     | 16     | 17     | 18     | 19     |
| 34     | 20     | 21     | 22     | 23     | 24     | 25     | 26     |
| 35     | 27     | 28     | 29     | 30     | 31     |        |        |

| September | September | September | September | September | September | September | September |
| Kw        | Mo        | Di        | Mi        | Do        | Fr        | Sa        | So        |
| --------- | --------- | --------- | --------- | --------- | --------- | --------- | --------- |
| 35        |           |           |           |           |           | 1         | 2         |
| 36        | 3         | 4         | 5         | 6         | 7         | 8         | 9         |
| 37        | 10        | 11        | 12        | 13        | 14        | 15        | 16        |
| 38        | 17        | 18        | 19        | 20        | 21        | 22        | 23        |
| 39        | 24        | 25        | 26        | 27        | 28        | 29        | 30        |

| Oktober | Oktober | Oktober | Oktober | Oktober | Oktober | Oktober | Oktober |
| Kw      | Mo      | Di      | Mi      | Do      | Fr      | Sa      | So      |
| ------- | ------- | ------- | ------- | ------- | ------- | ------- | ------- |
| 40      | 1       | 2       | 3       | 4       | 5       | 6       | 7       |
| 41      | 8       | 9       | 10      | 11      | 12      | 13      | 14      |
| 42      | 15      | 16      | 17      | 18      | 19      | 20      | 21      |
| 43      | 22      | 23      | 24      | 25      | 26      | 27      | 28      |
| 44      | 29      | 30      | 31      |         |         |         |         |

| November | November | November | November | November | November | November | November |
| Kw       | Mo       | Di       | Mi       | Do       | Fr       | Sa       | So       |
| -------- | -------- | -------- | -------- | -------- | -------- | -------- | -------- |
| 44       |          |          |          | 1        | 2        | 3        | 4        |
| 45       | 5        | 6        | 7        | 8        | 9        | 10       | 11       |
| 46       | 12       | 13       | 14       | 15       | 16       | 17       | 18       |
| 47       | 19       | 20       | 21       | 22       | 23       | 24       | 25       |
| 48       | 26       | 27       | 28       | 29       | 30       |          |          |

| Dezember | Dezember | Dezember | Dezember | Dezember | Dezember | Dezember | Dezember |
| Kw       | Mo       | Di       | Mi       | Do       | Fr       | Sa       | So       |
| -------- | -------- | -------- | -------- | -------- | -------- | -------- | -------- |
| 48       |          |          |          |          |          | 1        | 2        |
| 49       | 3        | 4        | 5        | 6        | 7        | 8        | 9        |
| 50       | 10       | 11       | 12       | 13       | 14       | 15       | 16       |
| 51       | 17       | 18       | 19       | 20       | 21       | 22       | 23       |
| 52       | 24       | 25       | 26       | 27       | 28       | 29       | 30       |
| 1        | 31       |          |          |          |          |          |          |

## Ereignisse

### Politik und Weltgeschehen

#### Weimarer Republik
- 9. Januar: Die interalliierte Reparationskommission behauptet, die Weimarer Republik halte absichtlich Lieferungen zurück.

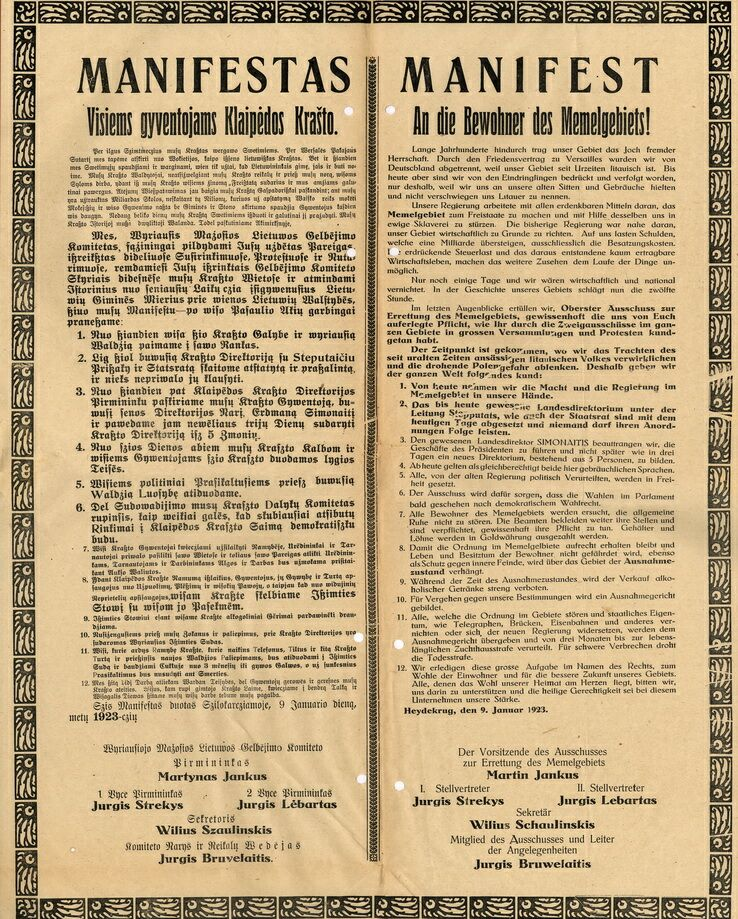
Zweisprachiges Manifest des pro-litauischen Ausschusses zur Errettung des Memelgebietes von 1923

- 10. Januar: Litauische Freischärler besetzen das unter französischer Verwaltung stehende Memelland. Offiziell wird dies als interner memelländischer Aufstand bezeichnet. Die französischen Truppen leisten kaum Widerstand. Am 19. Januar gibt Hochkommissar Gabriel Petisné sein Amt auf und verlässt mit der gesamten Militärverwaltung das Gebiet. Am 16. Februar erkennt die Botschafterkonferenz die Annexion des Memelgebietes als Faktum an und übergibt die Hoheit über das Gebiet formell an Litauen.

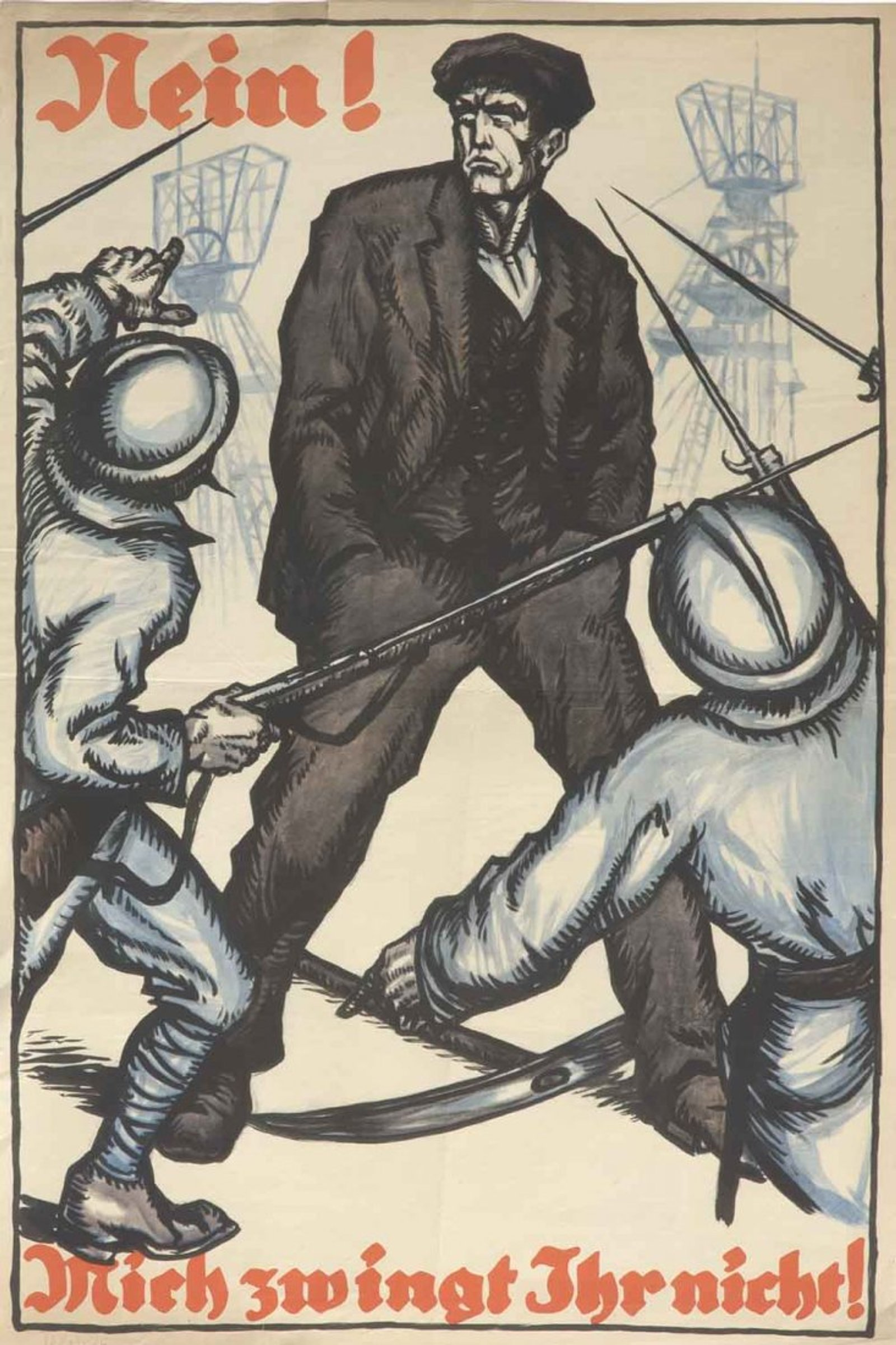
„Nein! Mich zwingt Ihr nicht!“ – Protestplakat 1923

- 11. Januar: Im Konflikt um die deutschen Reparationsleistungen beginnen französische und belgische Truppen mit der Besetzung des Ruhrgebiets. Die Besetzung löst einen Aufschrei nationaler Empörung aus. Die Reichsregierung unter dem parteilosen Kanzler Wilhelm Cuno ruft die Bevölkerung am 13. Januar zum „passiven Widerstand“ auf. An Frankreich und Belgien werden keine Reparationen mehr gezahlt, Industrie, Verwaltung und Verkehr werden durch Generalstreiks und Sabotageakte teilweise lahmgelegt. Betriebe und Behörden leisten den Anordnungen der Besatzer nicht Folge. Die Beamten und Arbeiter der Deutschen Reichsbahn verweigern den Dienst und verlassen ihre Dienstposten, oft unter Mitnahme aller dienstlichen Unterlagen und Informationen. In vielen Bahnhöfen und Stellwerken werden die Beschriftungen demontiert, Lokomotiven und Wagen in unbesetztes Gebiet abgefahren. Die Besatzungstruppen reagieren darauf mit der Übernahme des Betriebs in den Regiebetrieb durch die sogenannte Régie des Chemins de fer des Territoires occupés. Dies erfordert in erheblichem Umfang den Einsatz französischer und belgischer Eisenbahner. Aufgrund der vielfach fehlenden technischen Dokumentationen sowie der von französischen und belgischen Normen deutlich abweichenden Fahrzeug- und Sicherungstechnik der Reichsbahn führt dies zunächst zu erheblichen Problemen durch Unfälle sowie einer deutlich reduzierten Leistungsfähigkeit des Eisenbahnnetzes. Die Besatzungstruppen reagieren auf den passiven Widerstand mit 150.000 verhängten Strafen, die neben Gefängnisstrafen vor allem bei Eisenbahnern die Ausweisung aus dem besetzten Gebiet bedeuten. Eine weitere Folge des Widerstands ist eine Hyperinflation der Papiermark (s. u.)
- 11. Januar: In Halle an der Saale wird der nationalistische und republikfeindliche, paramilitärische Wehrverband Wehrwolf gegründet. In der ersten Jahreshälfte breitet sich der Verband mit der Unterstützung des Stahlhelms in Mitteldeutschland, danach im Rest des Deutschen Reichs aus. In Zusammenarbeit mit der Reichswehr beginnt die militärische Ausbildung der Mitglieder.
- 16. Februar: Mit dem von Gustav Radbruch entworfenen Jugendgerichtsgesetz (RJGG) werden Ideen des Strafrechtlers Franz von Liszt verwirklicht und in Deutschland erstmals ein gesondertes Jugendstrafrecht eingeführt.

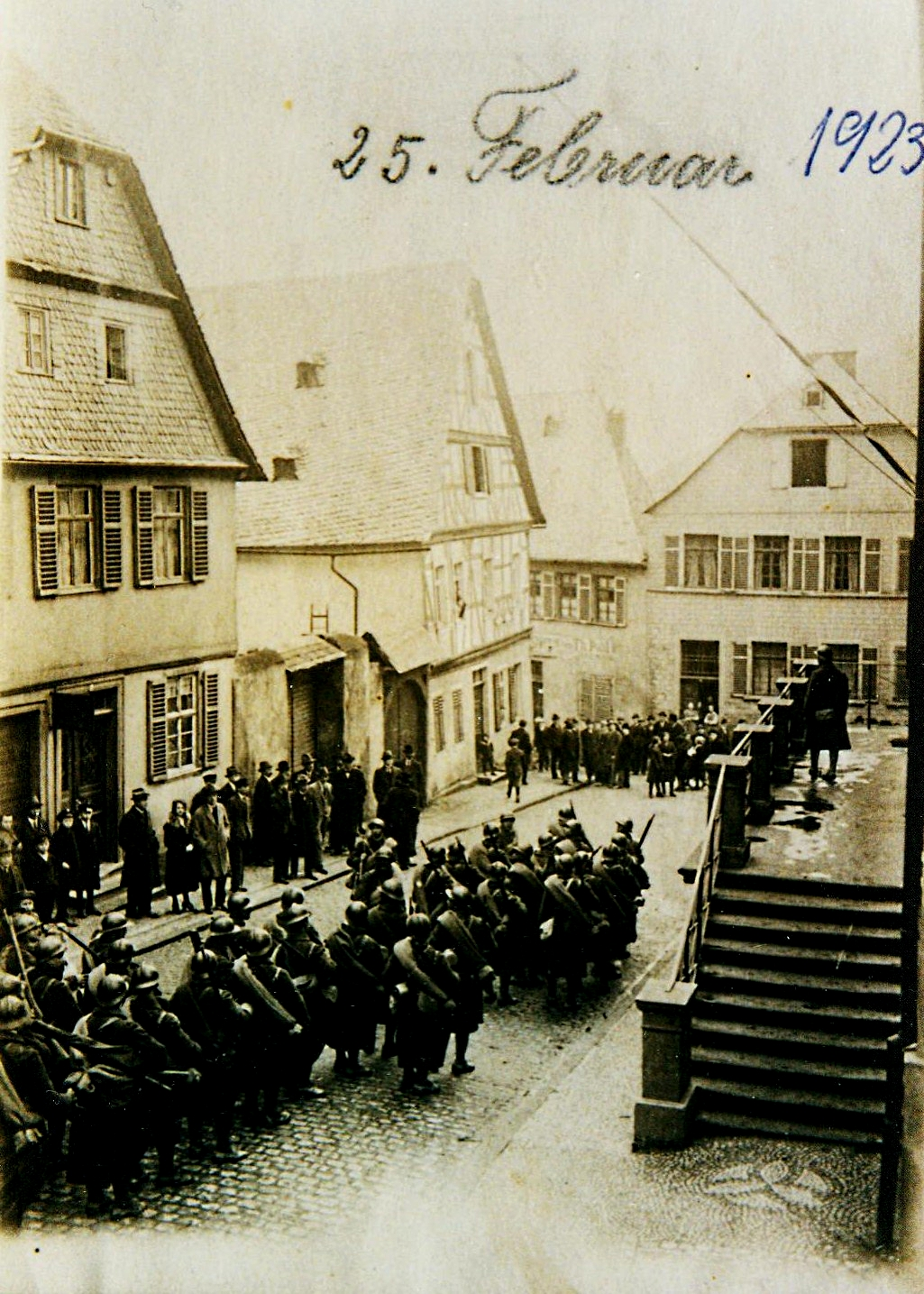
Besetzung des Lorcher Marktplatzes am 25. Februar

- 25. Februar: Die Existenz der Mikronation Freistaat Flaschenhals wird durch marokkanische Hilfstruppen der französischen Armee nach vier Jahren beendet. Der Lorcher Bürgermeister Edmund Pnischeck wird festgenommen und zu einer Haftstrafe verurteilt, ebenso Marcus Krüsmann, der Bürgermeister von Limburg an der Lahn. Auch die Einwohner des Flaschenhalses leisten passiven Widerstand.

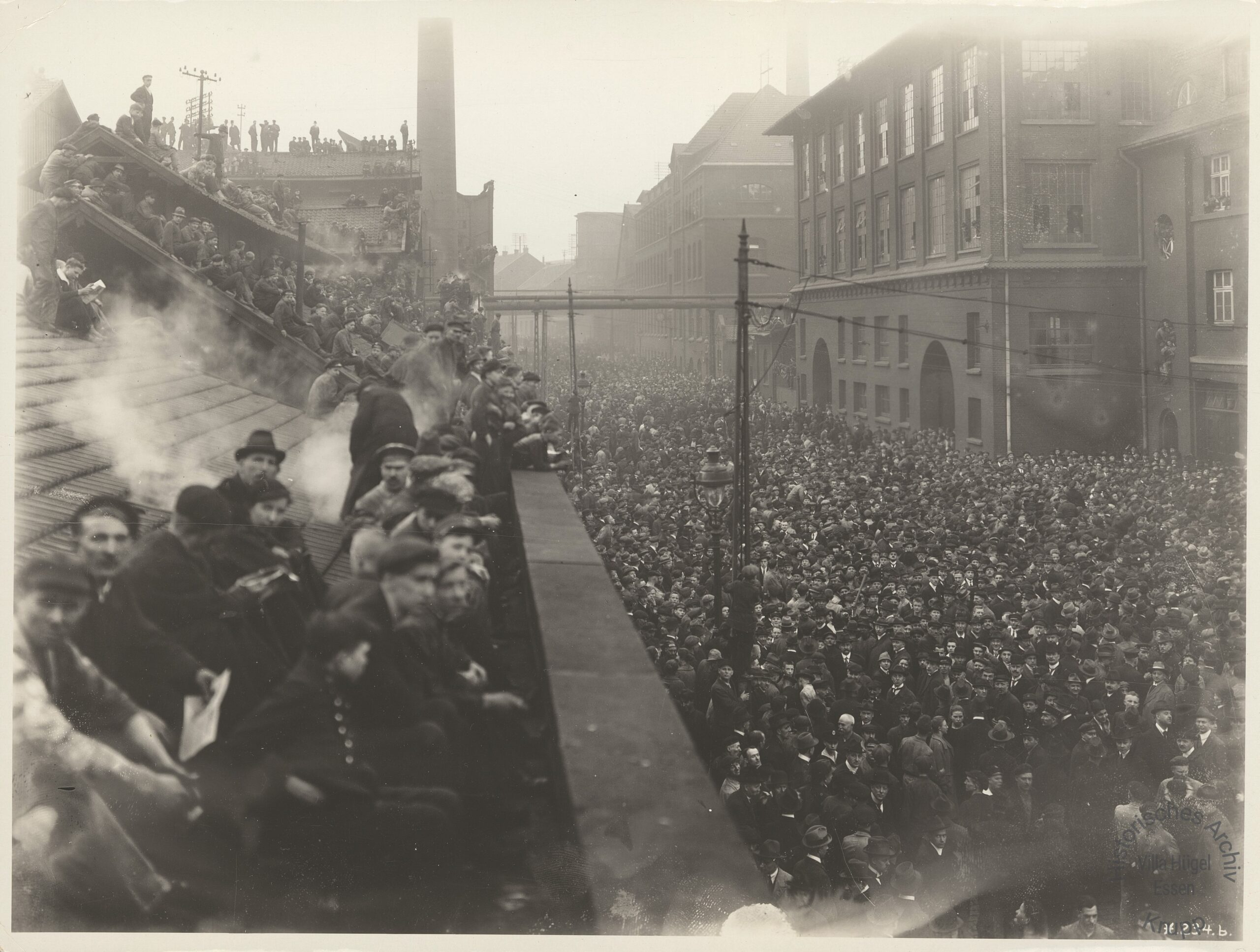
Arbeiterversammlung auf dem Gelände der Krupp-Werke in Essen am 31. März

- 31. März: Beim Essener Blutsamstag, einem Zusammenstoß zwischen französischen Besatzungstruppen und Arbeitern der Krupp-Werke, werden 13 Arbeiter erschossen und viele verletzt.
- 2. Mai: Von Angehörigen der verbotenen terroristischen Organisation Consul wird in München der Wehrverband Bund Wiking als Nachfolgeorganisation und Wehrverband gegründet. Der Bund beteiligt sich an den Vorbereitungen zum Sturz der Weimarer Reichsregierung und betreibt eine intensive militärische Schulung.
- 31. Mai: Beim Parchimer Fememord wird der Volksschullehrer und Mitglied der rechtsradikalen Deutschvölkischen Freiheitspartei (DVFP) Walter Kadow von Mitgliedern der Arbeitsgemeinschaft Roßbach ermordet. An dem Fememord sind unter anderem Rudolf Höß und Martin Bormann beteiligt.
- 12. August: Nach einer Streikwelle gegen Reichskanzler Wilhelm Cuno tritt das Kabinett Cuno zurück.
- 13. August: Gustav Stresemann (DVP) wird neuer Reichskanzler mit dem Kabinett Stresemann I.
- 30. August: Martialische Einweihung des Fliegerdenkmals auf der Wasserkuppe in der Rhön durch den Ring der Flieger e. V..
- 26. September: Gustav Stresemann erklärt das Ende des passiven Widerstands. Dies nimmt die bayerische Staatsregierung unter Führung Eugen von Knillings zum Anlass, den Ausnahmezustand auszurufen und Gustav von Kahr zum Generalstaatskommissar mit diktatorischen Vollmachten nach Artikel 64 der Bamberger Verfassung zu ernennen, was einen offenen Bruch mit dem Deutschen Reich bedeutet. Als Reaktion darauf erklärt Reichspräsident Friedrich Ebert den Ausnahmezustand im gesamten Reich und überträgt die vollziehende Gewalt dem Reichswehrminister Otto Geßler.
- 29. September: Gustav von Kahr setzt den Vollzug des Republikschutzgesetzes, das nach der Ermordung des liberalen Außenministers Walter Rathenau erlassen worden ist, in Bayern außer Kraft. Mit Otto von Lossow, Landeskommandant der Reichswehr in Bayern und Befehlshaber des Wehrkreises VII (München), und Hans von Seißer, Kommandeur der bayerischen Polizei, bildet Kahr ein „Triumvirat“, dessen Ziel es ist, eine „nationale Diktatur“ nach dem Vorbild von Benito Mussolinis ein Jahr zuvor unternommenem Marsch auf Rom zu errichten.
- Ab Mitte Oktober lässt Kahr mehrere hundert jüdische Familien, die Jahrzehnte zuvor aus Osteuropa eingewandert sind, aus Bayern ausweisen, um die Unterstützung der extremen Rechten um Adolf Hitler und des Deutschen Kampfbundes zu erhalten.
- 20. Oktober: Als Reichswehrminister Geßler von Lossow wegen Befehlsverweigerung seiner Ämter enthebt, setzt ihn Kahr als bayerischen Landeskommandanten wieder ein und betraut ihn „mit der Führung des bayerischen Teils des Reichsheeres“. Trotz dieser offen reichsfeindlichen Akte verhängt die Reichsregierung keine Reichsexekution gegen Bayern, weil die Reichswehr unter General Hans von Seeckt nicht bereit wäre, diese umzusetzen.
- 21. Oktober: In Aachen und Koblenz wird die „Rheinische Republik“ ausgerufen.
- 22. Oktober: Die Duisburger Gruppe des Rheinischen Unabhängigkeitsbundes ruft die „Rheinische Republik“ aus.
- 23. Oktober: Der ehemalige bayerische Ministerpräsident Johannes Hoffmann erklärt sich mit einigen Sozialdemokraten bereit, einen unabhängigen Pfälzischen Staat innerhalb des Deutschen Reiches zu gründen. Der Vorschlag stößt bei der Beamtenschaft und den Parteien auf Ablehnung. Auch die pfälzische Sozialdemokratie distanziert sich von Hoffmann.
- 23. Oktober: Deutscher Oktober: Beginn des Hamburger Aufstandes der KPD in Hamburg und Schleswig-Holstein
- 29. Oktober: Reichsexekution gegen Sachsen wegen der Regierungsbeteiligung der KPD unter Ministerpräsident Erich Zeigner (SPD)
- 6. November: Reichsexekution gegen Thüringen wegen der Regierungsbeteiligung der KPD unter Ministerpräsident August Frölich (SPD)

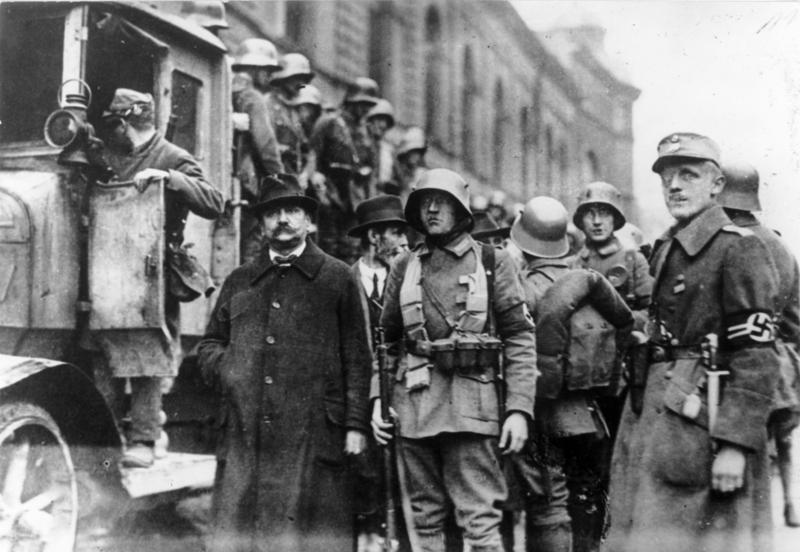
Stoßtrupp Hitlers (mit Hakenkreuz-Armbinden) mit festgenommenen sozialistischen Stadträten

- 8. November: Hitler-Ludendorff-Putsch: Adolf Hitler besetzt mit Erich Ludendorff, Hermann Göring und anderen Nationalsozialisten den Bürgerbräukeller in München und verkündet, die „nationale Revolution“ sei ausgebrochen und die Reichsregierung der Weimarer Republik abgesetzt.
- 9. November: Hitler und seine Anhänger versuchen einen Sturm auf die Feldherrnhalle in München. Der Marsch wird von der Landespolizei gestoppt, 16 Putschisten, ein Zivilist und vier Polizisten kommen im Gefecht um.
- 12. November: Heinz Orbis proklamiert in Speyer die Autonome Pfälzische Republik.
- 14./15. November: Höhepunkt der bewaffneten Auseinandersetzungen im Siebengebirge im Zusammenhang mit der Rheinischen Republik.
- 23. November: General Hans von Seeckt verbietet nach Aufstandsversuchen in Deutschland die KPD, die NSDAP und die Deutschvölkische Freiheitspartei.
- 27. November Die Regierung der Rheinischen Republik löst sich in Koblenz auf.
- 30. November: Wilhelm Marx, Mitglied der Zentrumspartei, wird Reichskanzler mit dem Kabinett Marx I
- Übernahme des bayerischen Heeres in die Reichswehr

#### Osmanisches Reich/Türkische Republik
- 30. Januar: Die Türkei und Griechenland schließen in Lausanne die Konvention über den „Bevölkerungsaustausch“ (die wechselseitige Vertreibung) zwischen Türkei und Griechenland. Als Folge dieses Vertrags werden etwa 1,6 Millionen Personen (etwa 1,2 Millionen anatolische Griechen und 400.000 Muslime in Griechenland) zwangsumgesiedelt oder vertrieben.
- 24. Juli: Die Türkei schließt mit Großbritannien, Frankreich, Italien, Japan, Griechenland, Rumänien und dem Königreich der Serben, Kroaten und Slowenen im Palais de Rumine den Vertrag von Lausanne. Darin erreicht sie eine teilweise Revision des Vertrags von Sèvres. Die aktuelle Grenze zwischen Griechenland und der Türkei hat ihren Ursprung in diesem Vertrag.

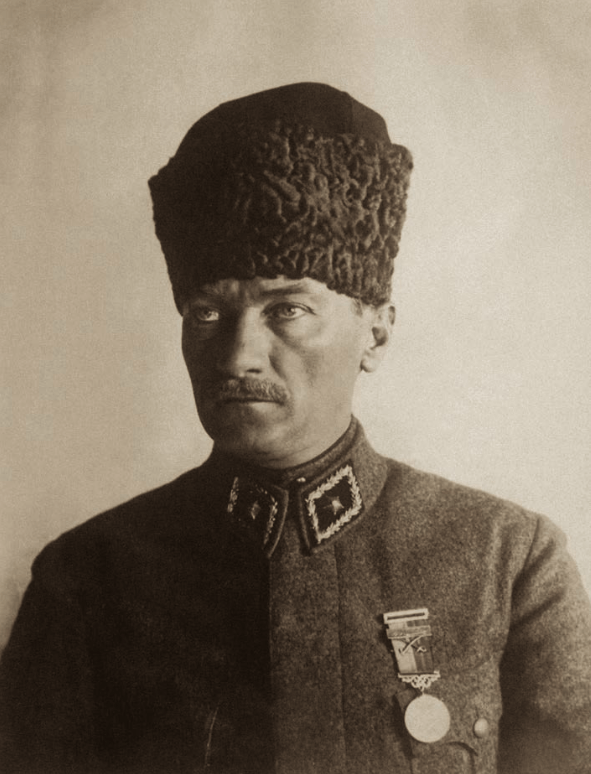
Mustafa Kemal Pascha

- 13. Oktober: Per Gesetz wird Ankara anstelle von Istanbul zur neuen Hauptstadt der Türkei bestimmt.
- 29. Oktober: Die Große Nationalversammlung der Türkei ruft als Nachfolgestaat des Osmanischen Reichs die Republik Türkei aus, obwohl Abdülmecid II. formell noch Kalif ist. Mustafa Kemal Pascha wird Staatspräsident, İsmet Pascha Ministerpräsident.

#### Schweiz/Sowjetunion
- 1. Januar: Karl Scheurer wird Bundespräsident der Schweiz.

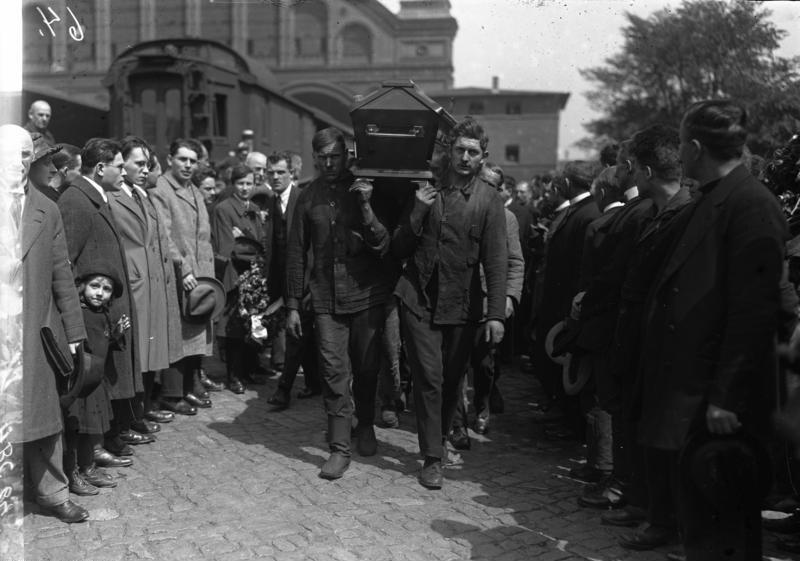
Überführung von Worowskis Leichnam nach Moskau

- 10. Mai: Am Rande der Verhandlungen zum Vertrag von Lausanne erschießt der aus St. Petersburg in die Schweiz geflohene Moritz Conradi im Hotel Cécil in Lausanne den sowjetischen Diplomaten Wazlaw Worowski. Der Mordanschlag ist ein Racheakt als Folge der Entrechtung der Familie, der Verstaatlichung des Familienbesitzes und des folgenden Todes seines Vaters an Hunger und Krankheit. Da der getötete Diplomat bei der Meerengen-Konferenz keine offizielle Akkreditierung besitzt, wird der Mordfall von der Justiz des Kantons Waadt als normale Strafsache beurteilt. Im Prozess wird der von Théodore Aubert verteidigte Conradi unter Zustimmung der Öffentlichkeit von den Geschworenen freigesprochen. Obwohl der Bundesrat das Urteil kritisiert, schadet es der Schweiz als Völkerbund-Sitz und als Gastgeberin diverser internationaler Konferenzen. Zudem verschlechtern sich die Beziehungen der Schweiz zur Sowjetunion.

Flagge der Burjatischen ASSR

- 30. Mai: Durch Zusammenschluss mehrerer Oblaste wird die Burjatische Autonome Sozialistische Sowjetrepublik mit der Hauptstadt Ulan-Ude gegründet.
- Die Schweiz und Liechtenstein schließen einen Zollanschlussvertrag, der Liechtenstein ab dem 1. Januar 1924 an das schweizerische Wirtschafts- und Zollgebiet anschließt.

#### Iberische Halbinsel
- 13. September: General Miguel Primo de Rivera errichtet mit Einverständnis von König Alfons XIII. eine Militärdiktatur in Spanien.

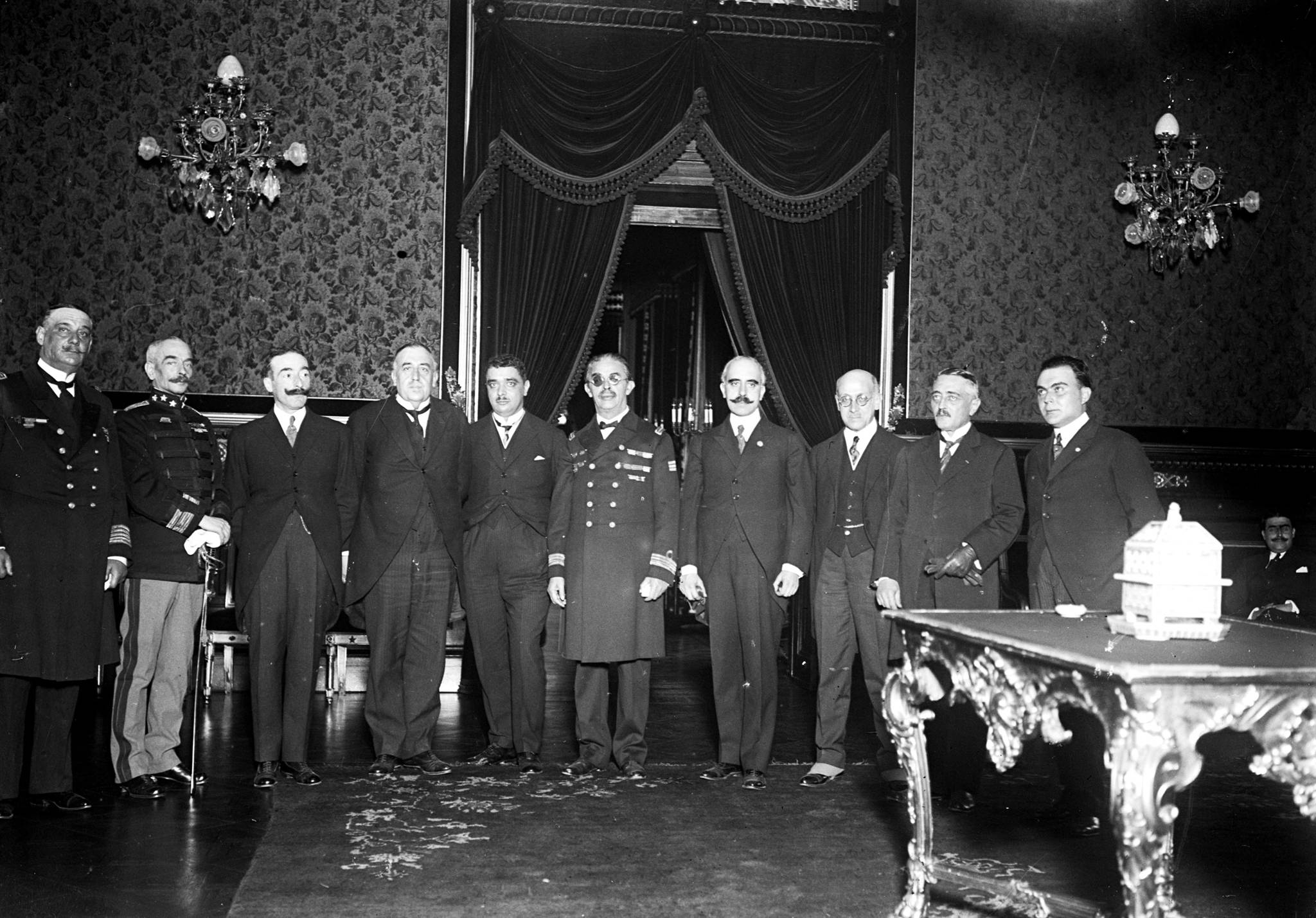
Amtsantritt der Regierung unter Premierminister António Ginestal Machado am 15. November 1923

- 6. Oktober: Manuel Teixeira Gomes wird als Nachfolger von António José de Almeida zum Staatspräsidenten von Portugal gewählt. Ministerpräsident António Maria da Silva beginnt mit voller Härte eine Kampagne gegen den neuen Präsidenten, muss allerdings am 15. November selbst einer neuen Minderheitsregierung unter António Ginestal Machado weichen. Eigentlicher starker Mann in dieser Regierung ist jedoch Kriegsminister António Óscar de Fragoso Carmona. Am 18. Dezember wird Álvaro de Castro neuer Ministerpräsident.

#### Weitere Ereignisse in Europa
- 9. Juni: In Bulgarien übernimmt durch einen Putsch gegen die Regierung Aleksandar Stambolijski das Militär die Macht und öffnet dem rechtsgerichteten Professor Aleksandar Zankow den Weg als Ministerpräsident.
- 21. Oktober: Bei der Nationalratswahl in Österreich erhält die Christlichsoziale Partei unter Bundeskanzler Ignaz Seipel die meisten Stimmen und Mandate.

#### Naher Osten und Nordafrika
- 25. März: Großbritannien trennt Transjordanien von Palästina ab und bildet im Mandatsgebiet Palästina ein selbständiges Emirat. Daraus entsteht mit der Zeit das Königreich Jordanien.
- 19. April: Das im Vorjahr entstandene Königreich Ägypten erhält eine Verfassung, die den Staat zur konstitutionellen Monarchie bestimmt.
- 27. September: Der erste Teil der Parlamentswahlen in Ägypten 1923/1924 wird durchgeführt.
- 18. Dezember: Großbritannien, Frankreich und Spanien vereinbaren in Paris die Einrichtung der Internationalen Zone von Tanger. Da dem Hafen von Tanger ein zollfreier Status gewährt wird, blüht in der Folge der Schmuggel auf.

#### Iran
- 26. Januar: Ahmad Qavām tritt als Premierminister des Iran zurück. Hassan Mostofi wird Premierminister. Er stößt im Parlament allerdings auf erheblichen Widerstand, und nachdem sein Haushaltsentwurf für das kommende Jahr im Parlament abgelehnt worden ist, tritt auch Mostofi zurück und Hassan Pirnia wird wieder Premierminister. Bereits am 23. Oktober tritt auch er zurück.
- 26. Oktober: Reza Chan, der in allen Vorgängerregierungen da Verteidigungsministerium innehatte, wird vom iranischen Parlament zum Premierminister Irans gewählt. König Ahmad Schah Kadschar ernennt daraufhin seinen Bruder zum Regenten und reist nach Paris ab. Reza Chan bemüht sich im folgenden Jahr um die Umwandlung des Irans in eine Republik nach türkischem Vorbild.

#### Weitere Ereignisse in Asien
- 26. Januar: Der Führer der chinesischen Kuomintang-Bewegung, Sun Yat-sen, und der sowjetische Botschafter in China, Adolf Joffe, geben ein gemeinsames Manifest heraus, in dem die Kooperation der Sowjetunion bei der Wiedervereinigung Chinas durch die Kuomintang zugesagt wird. In der Folge kommt es zur Bildung der Ersten Einheitsfront zwischen KMT und Kommunisten.
- 16. September: Amakasu-Zwischenfall, Japan
- 5. Oktober: Der chinesische Kriegsherr Cao Kun, Anführer der Zhili-Clique, gewinnt dank massiven Wahlbetrugs die Präsidentschaftswahl mit über 80 % der abgegebenen Stimmen in der Nationalversammlung.

#### Amerika

Coolidge wird durch seinen Vater zum Präsidenten vereidigt

- 2. August: Nach dem Tod von Warren G. Harding wird Calvin Coolidge als 30. Präsident der Vereinigten Staaten vereidigt. Er verbringt beim Tod Hardings gerade seinen Sommerurlaub in seinem Heimatort Plymouth Notch bei seinem Vater. Dieser vereidigt ihn, da er Friedensrichter und Notar ist. Nach der Vereidigung erhebt der Justizminister Harry M. Daugherty Zweifel, ob ein Richter auf Bundesstaatsebene überhaupt einen Präsidenten vereidigen könne, woraufhin die Zeremonie zwei Wochen später durch einen Bundesrichter in Washington D.C. wiederholt wird. Coolidge übernahm in sein Kabinett die meisten von Hardings Ministern. Coolidge steigt schnell zu einem beliebten Präsidenten auf. Nicht geringen Anteil daran haben die landesweiten Hörfunk-Ansprachen, die er als erster hält. Außerdem hält er zweimal wöchentlich Pressekonferenzen ab.
- 23. Oktober: Im Senat beginnen unter Vorsitz des Demokraten Thomas J. Walsh die Anhörungen zum Teapot-Dome-Skandal, in den die sogenannte Ohio Gang um den verstorbenen Präsidenten Harding verwickelt ist. Coolidge setzt den demokratischen Senator Atlee Pomerene und den republikanischen Anwalt Owen Roberts als Sonderermittler ein.

#### Weitere internationale Ereignisse
- 7. September: Der Internationale Polizeikongress in Wien beschließt, die Internationale Kriminalpolizeiliche Kommission zu gründen, eine Vorläuferorganisation der Interpol. Damit soll die Verbrechensbekämpfung über Grenzen hinweg verbessert werden.
- 17. August: Mit seiner Ratifizierung tritt das im Vorjahr unterzeichnete Washingtoner Flottenabkommen in Kraft. Die Regierungen Großbritanniens, der Vereinigten Staaten, Frankreichs, Italiens und Japans versuchen damit, ein Wettrüsten durch Begrenzung des Flottenbaus zu verhindern.

### Wirtschaft

#### Hyperinflation in Deutschland/Währungsreform

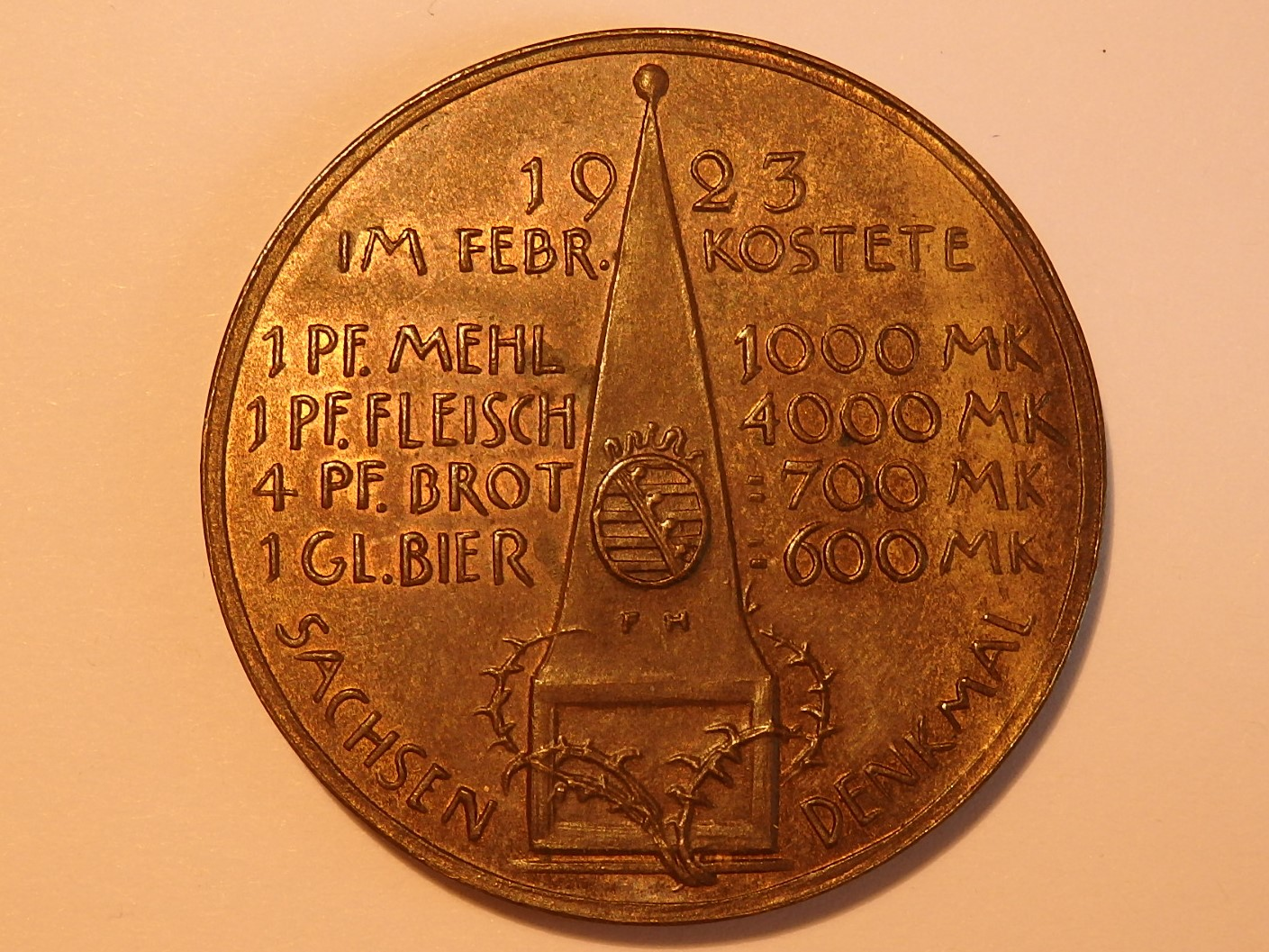
Teuerungsmedaille mit Preisen vom Februar 1923

- Deutsche Währungsgeschichte: Der passive Widerstand und die Streiks gegen die Ruhrbesetzung am 11. Januar wird von Reichskanzler Wilhelm Cuno gefördert und finanziell unterstützt. Um den Streikenden weiter ihre Löhne auszahlen zu können, wird die Geldmenge erhöht, was zu einer Hyperinflation und schließlich im August zum Rücktritt der Regierung Cuno führt.

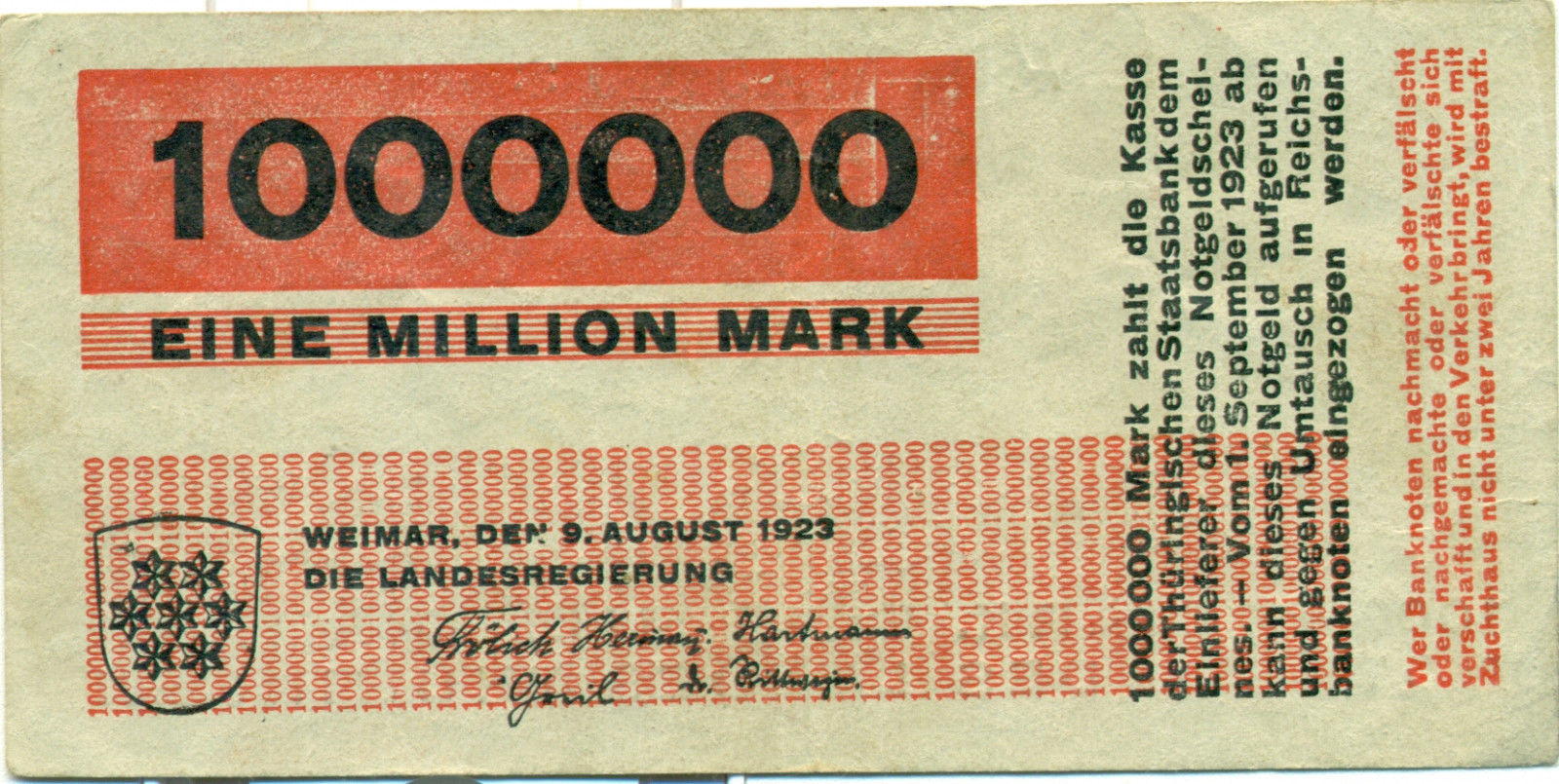
Notgeld in Höhe von einer Million Mark aus dem Jahr 1923

- 30. August: Die deutsche Papiermark erlebt einen tiefen Sturz. An der New Yorker Devisenbörse müssen für einen US-Dollar 11.111.111 Mark gezahlt werden. Mit sogenanntem „wertstabilem Papiernotgeld“ mit aufgedrucktem „Goldmark“- und „Golddollar“-Bezug wird erfolglos versucht, die Inflation einzudämmen.
- 15. Oktober: Auf Grundlage der Verordnung über die Errichtung der Deutschen Rentenbank wird die Deutsche Rentenbank gegründet. Zu deren Gunsten werden Immobilien von Landwirtschaft, Industrie und Gewerbe zwangsweise mit Hypotheken und Grundschulden belegt. Diese Sachwerte haben unter der Hyperinflation nicht gelitten.
- 31. Oktober: Wilhelm Kollhoff meldet als erster Rundfunkteilnehmer in Deutschland sein Radio an. Aufgrund der Inflationszeit zahlt er 350 Milliarden Mark für die Genehmigung.

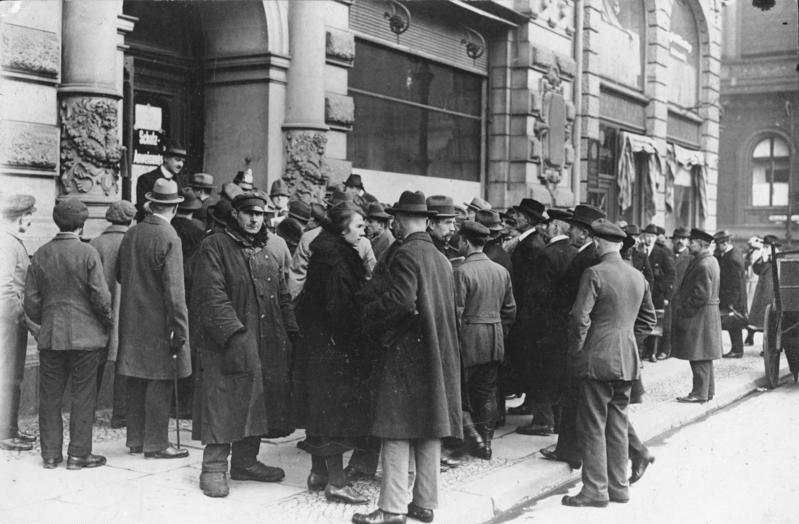
Erstausgabestelle von Rentenmarknoten in Berlin

- 15. November: Mit dem Datum 1. November gibt die Deutsche Rentenbank erste Banknoten sowie neue Rentenpfennig-Münzen mit der Jahreszahl 1923 an die Bevölkerung parallel zu den umlaufenden hohen Milliarden- und Billionen-Papiermark-Nominalen sowie den in geringerer Anzahl kursierenden wertbeständigen Notgeldbanknoten aus. Die Rentenmark ist „kein gesetzliches Zahlungsmittel, sondern Inhaberschuldverschreibung der Rentenbank“. Der Wechselkurs zur Papiermark wird mit 1:1 Billion festgesetzt. Diese Maßnahme bringt die Inflation nahezu schlagartig zum Stoppen.
- 23. Dezember: Hjalmar Schacht, der maßgeblich an der Einführung der Rentenmark mitgewirkt hat, wird Präsident der Reichsbank.
- Das 1923 geprägte 1-Billion-Mark-Stück, eine staatliche Notmünze der Landesbank der preußischen Provinz Westfalen, ist kein Zahlungsmittel, sondern hat nur Sammlercharakter.

#### Messen und Ausstellungen
- MAN entwickelt das erste Straßenfahrzeug mit Dieselmotor. Der Lkw wird 1924 auf der Berliner Automobil-Ausstellung der Öffentlichkeit vorgestellt.

#### Patente
- 16. Oktober: John Harwood beantragt in der Schweiz ein Patent für die von ihm erfundene automatische Armbanduhr.
- 29. Dezember: Für das von ihm erfundene Ikonoskop stellt Vladimir Zworykin in den USA einen Patentantrag. Es handelt sich um eine grundlegende Entwicklung für das Fernsehsystem.

#### Unternehmensgründungen
- 18. Februar: Das Pulp-Magazin Weird Tales, in dem Science-Fiction-, Fantasy- und Horror-Geschichten veröffentlicht werden, erscheint erstmals.

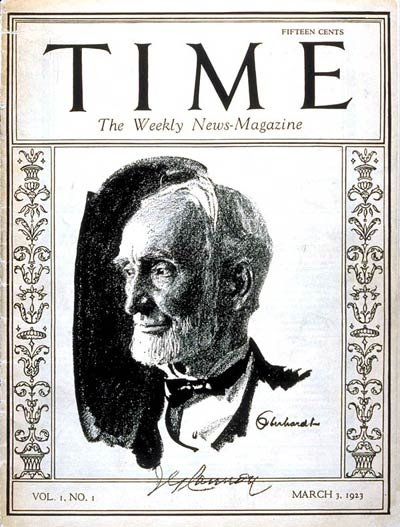
TIME-Erstausgabe

- 3. März: Die Erstausgabe des US-Nachrichtenmagazins TIME erscheint.
- 4. April: Harry Warner, Albert Warner, Sam Warner und Jack L. Warner gründen das Unternehmen Warner Bros. Pictures, Incorporated, aus der die Filmproduktionsgesellschaft Warner Bros. hervorgeht.
- 20. April: Die von Julius Streicher in Nürnberg gegründete und herausgegebene antisemitische Wochenzeitung Der Stürmer erscheint zum ersten Mal. Der Stürmer bedient sich einer besonders hetzerischen Sprache und zeichnet sich durch drastische – bei Schilderungen von „Rassendelikten“ pornographische – Berichte, Bilder und Karikaturen aus. Die Zeitung wird nie offizielle NS-Publikation, sondern ist Streichers Privatbesitz.
- 23. Mai: Die Sabena wird als staatliche belgische Fluggesellschaft gegründet.
- 13. Juli: Eine Maklerfirma wirbt mit dem Schriftzug „Hollywoodlands“ in Los Angeles für Immobilienkäufe. Das bekannte Hollywood Sign bleibt ab 1949 schließlich hiervon erhalten.
- 8. Oktober: Der Flughafen Berlin-Tempelhof erhält die vorläufige Konzession für den Betrieb.
- 9. Oktober: Die Preußische Bergwerks- und Hütten-Aktiengesellschaft (Preussag AG) wird gegründet.
- 16. Oktober: Walt Disney und Roy Disney gründen das Unternehmen Disney Brothers Studio, aus der die Filmproduktionsgesellschaft The Walt Disney Company hervorgeht.
- Das Unternehmen Gucci wird vom Sattlermeister Guccio Gucci als kleine Werkstatt in Florenz gegründet.
- Das Bauunternehmen Heijmans NV wird in den Niederlanden gegründet.

#### Verkehr
- 1. Januar: Der Railways Act 1921 tritt in Kraft. Damit werden die 120 britischen Eisenbahnunternehmen zu vier Unternehmen, den sogenannten Big Four vereinigt. Es sind dies die London, Midland and Scottish Railway (LMS), die Great Western Railway (GWR), die London and North Eastern Railway (LNER) und die Southern Railway (SR).

### Wissenschaft und Technik

#### Archäologie
- 16. Februar: Das im November 1922 im Tal der Könige entdeckte Grabmal (KV62) des Pharaos Tutanchamun wird erstmals geöffnet.

#### Astronomie
- 21. Oktober: Das Deutsche Museum stellt in München das weltweit erste Projektionsplanetarium vor, das Walther Bauersfeld in der Jenaer Firma Zeiss entwickelt hat.
- 7. Dezember: Edwin Hubble beweist die Existenz von Himmelskörpern, die außerhalb unserer Milchstraße liegen, anhand des Andromedanebels.

#### Aviation
- 8. Juli: Auf der Junkers-Spitzbergen-Expedition überfliegen Arthur Neumann und Walter Mittelholzer mit der Junkers F 13 Eisvogel erstmals den 80. Breitengrad.

#### Rundfunk
- 29. Oktober: Von einer Dachkammer des Vox-Hauses in Berlin aus nimmt die Funk-Stunde Berlin als erster Hörfunksender in Deutschland den regelmäßigen Betrieb auf.

#### Lehre und Forschung
- Gründung der Universität Mailand infolge einer Reform des italienischen Bildungssystems durch Bildungsminister Giovanni Gentile.
- Gründung des Mazedonischen Wissenschaftlichen Instituts in Sofia, Bulgarien
- Das vom Wissenschaftlich-humanitären Komitee unter Leitung von Magnus Hirschfeld herausgegebene Jahrbuch für sexuelle Zwischenstufen erscheint zum letzten Mal.

### Kultur

#### Architektur und Bildende Kunst

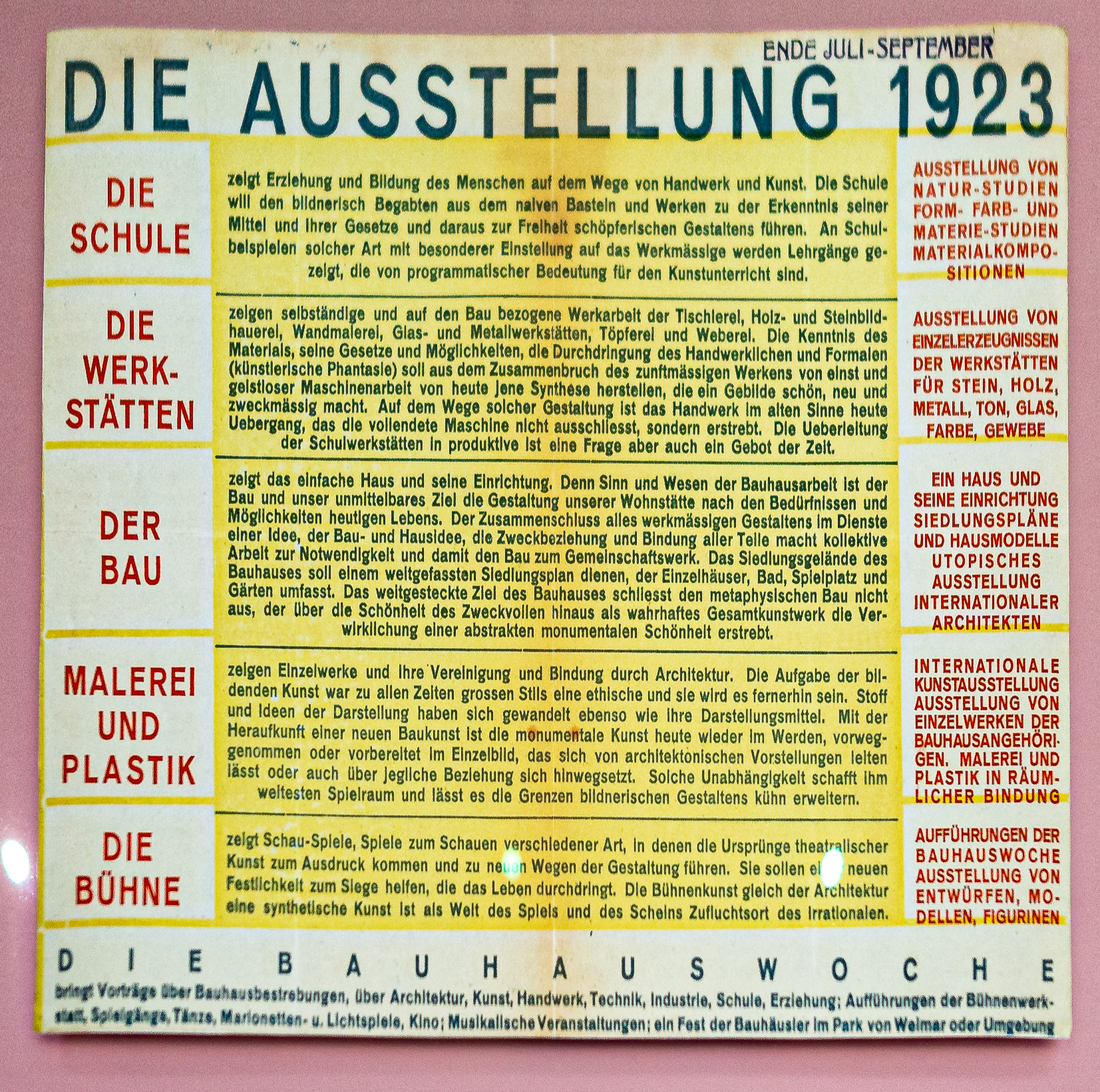
Werbeblatt zur Ausstellung von Oskar Schlemmer

- 15. August bis 30. September: An drei Standorten in Weimar findet die Bauhausausstellung von 1923 statt, die erste öffentliche Präsentation des 1919 gegründeten Staatlichen Bauhauses. Das in diesem Zusammenhang errichtete Musterhaus Am Horn veranschaulicht das neue architektonische Denken.

#### Film
- 24. Januar: Der Kurzfilm Der Pilger von Charlie Chaplin hat in New York City seine Uraufführung. Im US-Bundesstaat Pennsylvania wird der Film verboten, da er angeblich das Priesteramt lächerlich mache.

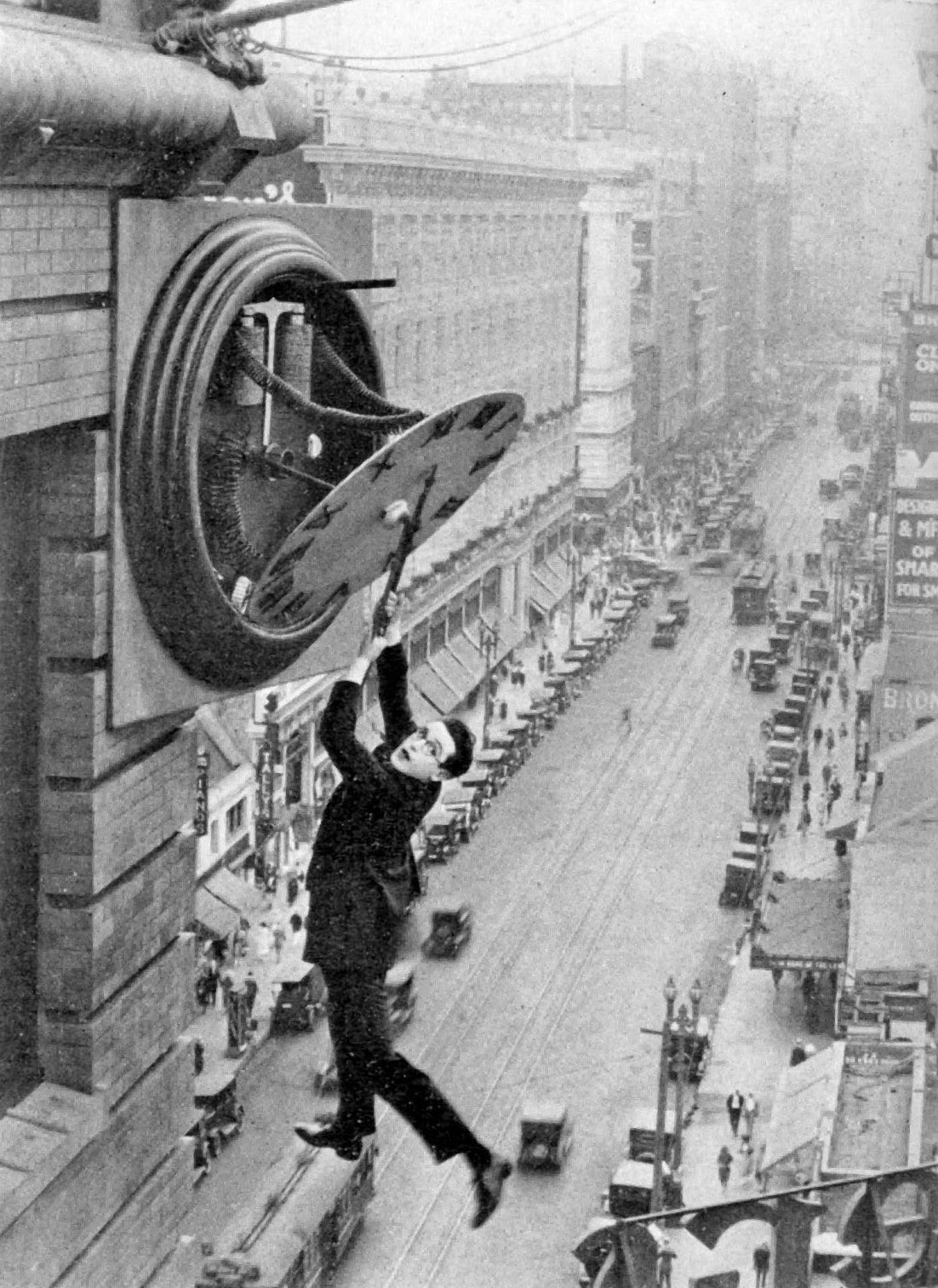
Die berühmteste Szene aus Safety Last!

- 1. April: Mit der Stummfilmkomödie Safety Last! von Hal Roach kommt der bekannteste Film mit Harold Lloyd in die Kinos.
- 24. September: Three Ages ist Buster Keatons erste abendfüllende Stummfilmkomödie, besteht jedoch eigentlich aus drei Kurzfilmen. Keaton parodiert darin den Film Intolerance von David Wark Griffith aus dem Jahr 1916.
- 1. Oktober: Charlie Chaplins Melodram A Woman of Paris hat seine Uraufführung in Hollywood. Edna Purviance und Adolphe Menjou sind in den Hauptrollen zu sehen. Chaplin führt Regie in seinem ersten Film für United Artists und ist selbst nur in einer kurzen Szene in einer Nebenrolle zu sehen. Der Film wird begeistert von den Kritikern aufgenommen, fällt jedoch anschließend beim Kinopublikum durch.
- 19. November: In seinem zweiten abendfüllenden Film Our Hospitality konzentriert sich Buster Keaton erstmals auf die Handlung seiner Geschichte zugunsten einer Reduktion absurder Gags. Die Komödie steht somit im Gegensatz zu den allermeisten der damaligen Slapstick-Komödien und gilt daher in der Entwicklung der Filmkomödie als besonders bedeutsam.
- 4. Dezember: Der Monumentalfilm The Ten Commandments (Die Zehn Gebote) von Cecil B. DeMille mit Theodore Roberts als Moses kommt in die Kinos. Einige Szenen dieses Stummfilms wurden in einer frühen Form von Technicolor gedreht.

#### Musik und Theater
- 9. Februar: Die Uraufführung der Operette Die gelbe Jacke von Franz Lehár erfolgt am Theater an der Wien in Wien.
- 30. März: Die Operette Libellentanz von Franz Lehár wird am Stadt Theater Wien uraufgeführt. Das Werk ist eine Neubearbeitung der Operette Der Sterngucker aus dem Jahr 1916.
- 1. April: Die Uraufführung der Operette Mädi von Robert Stolz findet in Berlin statt.
- 5. April: Geschichte des Jazz: King Oliver’s Creole Jazz Band (mit Louis Armstrong, Honoré Dutrey, Johnny Dodds, Lil Armstrong, Bud Scott und Baby Dodds) nimmt für Gennett Records den bahnbrechenden Titel Chimes Blues auf, der bis heute zu den Jazzstandards gehört und mit Louis Armstrongs erstem Kornett-Solo assoziiert wird.
- 9. Mai: Die Uraufführung des Dramas Im Dickicht von Bertolt Brecht am Münchener Residenztheater wird zu einem Skandal, nachdem Nazis das Stück mehrfach unterbrochen haben.
- 14. Mai: Die Uraufführung der Oper The Perfect Fool von Gustav Holst erfolgt in London.
- 17. November: Die Uraufführung der Operette Die Perlen der Cleopatra von Oscar Straus findet am Theater an der Wien in Wien statt.
- 8. Dezember: Die Uraufführung von Bertolt Brechts Stück Baal am Leipziger Alten Theater löst einen Skandal aus. Das Drama wird auf Drängen des Oberbürgermeisters abgesetzt.
- 28. Dezember: Das Drama Saint Joan (Die heilige Johanna) des irischen Autors George Bernard Shaw hat seine Uraufführung am Garrick Theatre in New York City. Die dramatische Bearbeitung beruht auf den Überlieferungen über ihr Leben und auf Dokumenten des Prozesses gegen sie.

#### Sonstiges
- 17. Juni: Das Bundesradfahrerdenkmal wird vom Bund Deutscher Radfahrer in Bad Schmiedeberg eingeweiht.
- 30. Juni: In Kassel wird das weltweit erste Tapetenmuseum eröffnet.
- Gründung der Jugendbewegung Bund Neudeutschland

### Gesellschaft
- 26. April: Der spätere britische König Georg VI. heiratet Elizabeth Bowes-Lyon.

### Katastrophen
- 1. Januar: Das anthroposophische Zentrum Goetheanum bei Basel brennt bis auf die Grundmauern nieder.
- 24. März: Ein Erdbeben der Stärke 7,3 in der Republik China fordert etwa 5.000 Tote
- 25. Mai: Ein Erdbeben der Stärke 5,7 im Iran kostet etwa 2.200 Menschenleben.

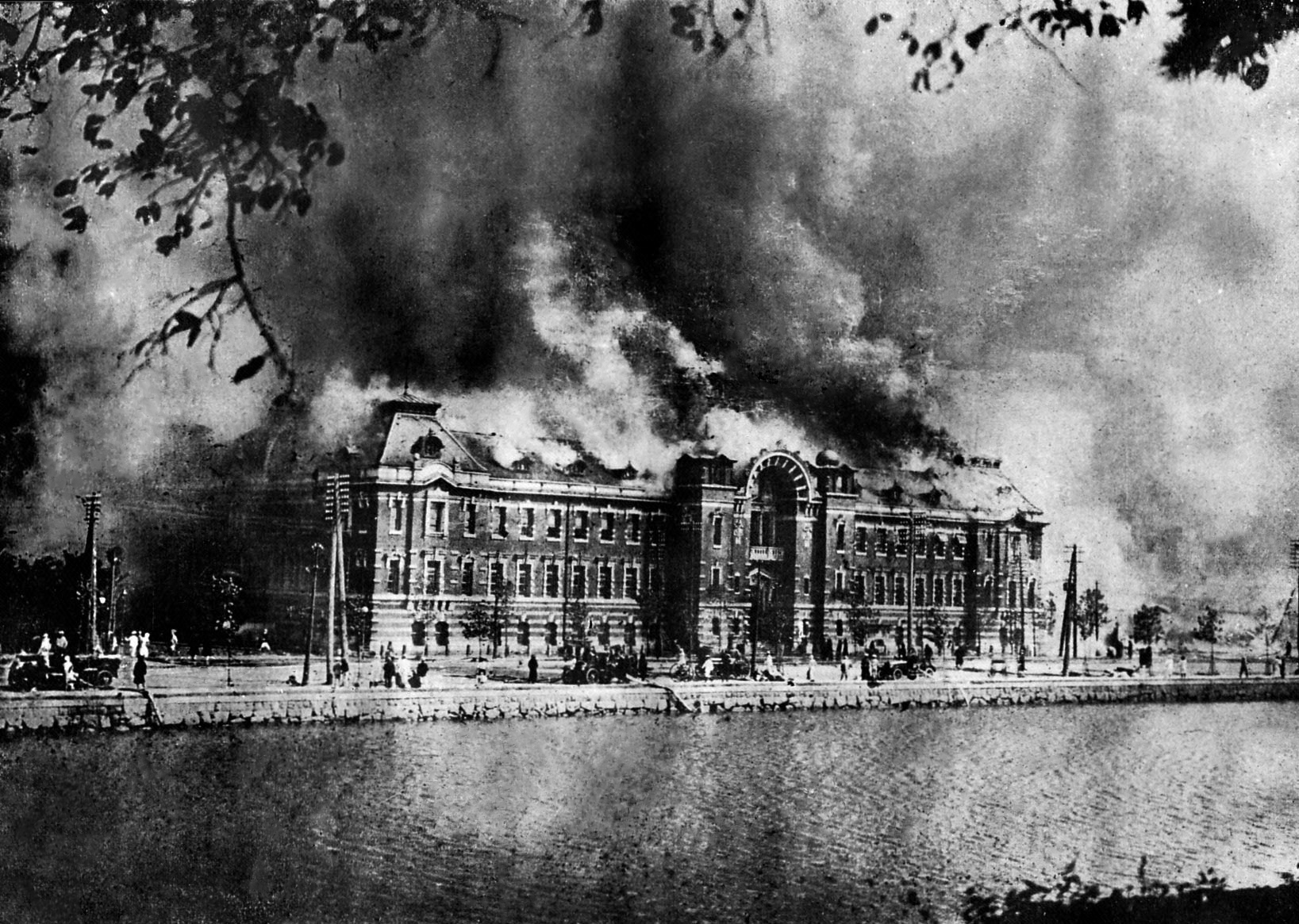
Brennendes Gebäude nach dem Kantō-Beben

- 1. September: Das Große Kantō-Erdbeben der Stärke 7,9 und die daraus resultierenden Brände in der Kantō-Ebene auf der japanischen Hauptinsel Honshū zerstören die Hafenstadt Yokohama und große Bereiche des benachbarten Tokio. Rund 143.000 Menschen kommen ums Leben.
- 8. September: In der Schiffskatastrophe bei Honda Point verliert die United States Navy sieben von neun darin verwickelte Zerstörer. Bei dichtem Nebel läuft der Schiffspulk auf Felsen nahe dem Santa-Barbara-Kanal auf.
- 1. Dezember: Die Gleno-Talsperre im Valle di Scalve in Bergamo/Italien bricht. Bei der Katastrophe sterben bis zu 600 Menschen.
- 23. Dezember: Das Starrluftschiff LZ 114 der Deutschen Marina geht in einem Gewitter bei Pantelleria südwestlich von Sizilien in Flammen auf. Mindestens 50 Menschen kommen ums Leben. Es ist dies zu diesem Zeitpunkt die schwerste Katastrophe der Luftschifffahrt.
- Wegen des Regiebetriebs und durch Sabotageakte und Anschläge während und kurz nach der Ruhrbesetzung kommt es in den französisch besetzten Gebieten an Rhein und Ruhr zu zahlreichen Unfällen, bei denen Personen zu Schaden kommen.

Kleinere Unglücksfälle sind in den Unterartikeln von Katastrophe und in der Liste von Katastrophen aufgeführt.

### Sport
- 10. März: Der spanische Fußballverein FC Villarreal wird ins Leben gerufen.
- 28. April: Das Wembley-Stadion in London wird mit dem Cupfinale zwischen West Ham United und den Bolton Wanderers eröffnet.

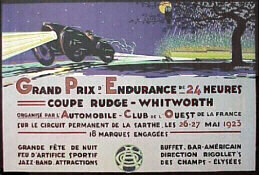
Werbung für das erste 24-Stunden-Rennen von Le Mans

- 26. bis 27. Mai: Das erste 24-Stunden-Rennen von Le Mans findet statt.
- 30. Dezember: In Johanngeorgenstadt wird die Hans-Heinz-Schanze genannte Skisprungschanze eingeweiht.
- Martin Gebhardt turnt den ersten Flickflack.

## Nobelpreise
- Physik: Robert Andrews Millikan
- Chemie: Fritz Pregl
- Medizin: Frederick Banting und John James Richard Macleod
- Literatur: William Butler Yeats

Ein Friedensnobelpreis wird nicht verliehen.

## Geboren

### Januar
- 01. Januar: Alexander Abian, US-amerikanischer Mathematiker († 1999)
- 01. Januar: Doğan Andaç, türkischer Oberstleutnant, Fußballtrainer und -funktionär († 2013)
- 01. Januar: Helga Anton, deutsche Beterin und Autorin († 2007)
- 01. Januar: Salamo Arouch, griechisch-israelischer Boxer († 2009)
- 01. Januar: Valentina Cortese, italienische Schauspielerin († 2019)
- 03. Januar: Abd al-Aziz Muhammad Hidschazi, ägyptischer Politiker († 2014)
- 03. Januar: Hank Stram, US-amerikanischer American-Football-Trainer († 2005)
- 03. Januar: Charles Tingwell, australischer Schauspieler († 2009)
- 04. Januar: Antoni Marianowicz, polnischer Diplomat, Journalist und Schriftsteller († 2003)
- 05. Januar: Virginia Halas McCaskey, US-amerikanische Unternehmerin († 2025)
- 05. Januar: Karl Hoppe, deutscher Motorradrennfahrer († 1987)
- 05. Januar: Robert Krapfenbauer, österreichischer Statiker und Bauingenieur († 2005)
- 05. Januar: Boris Ljoskin, sowjetischer bzw. US-amerikanischer Schauspieler († 2020)
- 05. Januar: Sam Phillips, Gründer der Plattenfirma Sun Records († 2003)
- 06. Januar: Jacobo ben Nathan Timmerman, argentinischer Verleger, Journalist und Autor († 1999)
- 07. Januar: Pinkas Braun, Schweizer Schauspieler, Regisseur und Übersetzer († 2008)
- 08. Januar: Elfriede Aulhorn, deutsche Professorin († 1991)
- 08. Januar: Bryce DeWitt, US-amerikanischer theoretischer Physiker († 2004)
- 08. Januar: Larry Storch, US-amerikanischer Schauspieler († 2022)
- 08. Januar: Alexander von Waldow, deutscher Architekt († 2023)
- 08. Januar: Joseph Weizenbaum, deutsch-amerikanischer Informatiker und Computerkritiker († 2008)

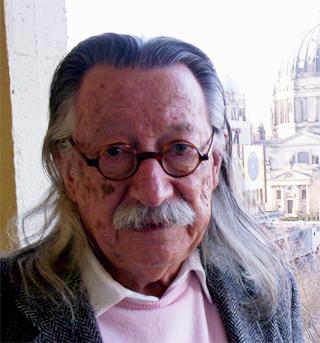
Joseph Weizenbaum (2005)

- 09. Januar: Karl-Heinz Metzner, deutscher Fußballspieler († 1994)
- 09. Januar: Takayanagi Shigenobu, japanischer Lyriker († 1983)
- 10. Januar: Ingeborg Drewitz, deutsche Schriftstellerin († 1986)
- 10, Januar: Paul Mercey, schweizerisch-französischer Schauspieler († 1988)
- 10. Januar: Franz Schönhuber, deutscher Journalist, Buchautor und Gründer der Partei Die Republikaner († 2005)
- 11. Januar: Thomas William Ludlow Ashley, US-amerikanischer Politiker († 2010)
- 11. Januar: Osie Johnson, US-amerikanischer Jazzschlagzeuger († 1966)
- 11. Januar: Ernst Nolte, deutscher Historiker († 2016)
- 11. Januar: Carroll Shelby, US-amerikanischer Automobilrennfahrer, Konstrukteur, Unternehmer († 2012)
- 12. Januar: Alice Miller, Schweizer Kindheitsforscherin, Autorin und Malerin († 2010)
- 12. Januar: Sune Wehlin, schwedischer Moderner Fünfkämpfer († 2020)
- 14. Januar: Branko Bošnjak, Professor für Philosophie in Zagreb († 1996)
- 15. Januar: Hans-Joachim Arndt, deutscher Politikwissenschaftler († 2004)
- 15. Januar: Lee Teng-hui, taiwanischer Politiker († 2020)
- 16. Januar: Willem Aantjes, niederländischer Politiker († 2015)
- 16. Januar: Menotti Avanzolini, italienischer Fußballspieler († 2007)
- 16. Januar: Antonio Riboldi, italienischer Bischof († 2017)
- 17. Januar: Horst E. Brandt, deutscher Film- und Fernsehregisseur († 2009)
- 17. Januar: Hans Moeckel, Schweizer Komponist und Dirigent († 1983)
- 19. Januar: Eugénio de Andrade, portugiesischer Lyriker († 2005)
- 19. Januar: Zeffiro Furiassi, italienischer Fußballspieler und -trainer († 1974)
- 19. Januar: Hellmut Lange, deutscher Schauspieler († 2011)
- 19. Januar: Jean Stapleton, US-amerikanische Schauspielerin († 2013)
- 19. Januar: Markus Wolf, Leiter des Nachrichtendienstes der DDR († 2006)
- 20. Januar: Slim Whitman, US-amerikanischer Countrysänger († 2013)
- 21. Januar: Jud Larson, US-amerikanischer Automobilrennfahrer († 1966)
- 22. Januar: Michał Bałasz, polnischer Architekt († 2025)
- 22. Januar: Justinas Bašinskas, litauischer Komponist († 2003)
- 22. Januar: Fritz Deumlich, deutscher Geodät († 2005)
- 22. Januar: Susanne von Paczensky, deutsche Journalistin und Sachbuchautorin († 2010)
- 23. Januar: Horace Ashenfelter III., US-amerikanischer Leichtathlet († 2018)
- 23. Januar: Walter M. Miller, US-amerikanischer Schriftsteller († 1996)
- 23. Januar: Alfonsín Quintana, kubanischer Sänger († 2018)
- 23. Januar: Franz Rieger, österreichischer Schriftsteller († 2005)
- 24. Januar: Vlado Kristl, deutsch-kroatischer Filmkünstler († 2004)
- 25. Januar: Rudolf Arendt, deutscher Konteradmiral († 2021)
- 25. Januar: Arvid Carlsson, schwedischer Pharmakologe († 2018)
- 25. Januar: Spiro Dellerba, US-amerikanischer American-Football-Spieler († 1968)
- 25. Januar: Bob Heinz, deutscher Comiczeichner († 1984)
- 25. Januar: Eva Zeller, deutsche Schriftstellerin († 2022)
- 26. Januar: Anne Jeffreys, US-amerikanische Schauspielerin († 2017)
- 27. Januar: Waldir Azevedo, brasilianischer Komponist und Cavaquinhospieler († 1980)
- 27. Januar: Roger Bourdin, französischer Flötist († 1976)
- 28. Januar: Richard Herrmann, deutscher Fußballspieler († 1962)
- 28. Januar: Franz Liebl, sudetendeutscher Autor der egerländischen und oberpfälzischen Mundart († 2002)
- 28. Januar: Ivo Robić, kroatischer Schlagersänger († 2000)
- 29. Januar: Paddy Chayefsky, US-amerikanischer Autor († 1981)
- 29. Januar: Walde Huth, deutsche Fotografin († 2011)
- 29. Januar: Eddie Taylor, US-amerikanischer Blues-Gitarrist († 1985)
- 30. Januar: Václav Chochola, tschechischer Fotograf († 2005)
- 31. Januar: Norman Mailer, US-amerikanischer Schriftsteller († 2007)

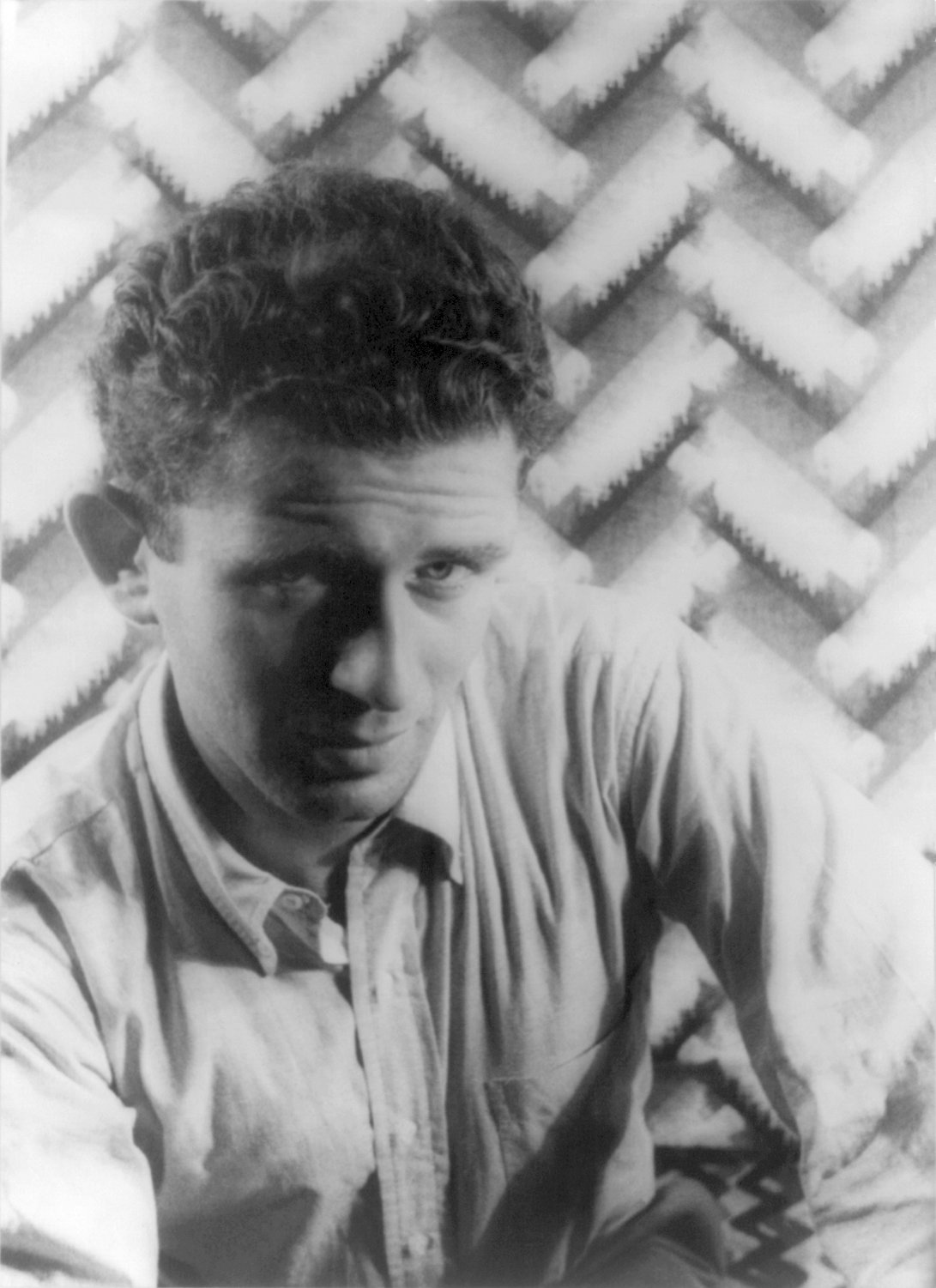
Norman Mailer (1948, Foto von Carl van Vechten)

- 31. Januar: Jorge María Mejía, argentinischer Kardinal der römisch-katholischen Kirche († 2014)
- 31. Januar: Hermann Schmitt-Vockenhausen, deutscher Politiker und MdB († 1979)

### Februar
- 02. Februar: Hans Berge, deutscher Chemiker und Hochschullehrer († 2018)
- 02. Februar: Svetozar Gligorić, serbischer Schachmeister († 2012)
- 03. Februar: Alys Robi, kanadische Sängerin († 2011)
- 03. Februar: László Vajda, ungarisch-deutscher Ethnologe († 2010)
- 04. Februar: Raymond Arnette, französischer Spion († 2004)
- 04. Februar: Belisario Betancur, kolumbianischer Politiker († 2018)
- 04. Februar: Kurt Brumme, deutscher Sportmoderator im Hörfunk († 2005)
- 05. Februar: Hans-Heinrich Isenbart, deutscher Moderator und Pferdefachmann († 2011)
- 05. Februar: Claude King, US-amerikanischer Country-Sänger († 2013)
- 06. Februar: Gyula Lóránt, ungarischer Fußballspieler und -trainer († 1981)
- 07. Februar: Egil Abrahamsen, norwegischer Schiffsingenieur und Geschäftsmann († 2023)
- 09. Februar: Brendan Behan, irischer Schriftsteller, Journalist und IRA-Aktivist († 1964)
- 09. Februar: Heinz Drache, deutscher Schauspieler († 2002)
- 10. Februar: Ahti Karjalainen, finnischer Politiker, der dem Zentrum angehörte († 1990)
- 11. Februar: Antony Flew, britischer Philosoph, Vertreter des Libertarismus und Atheismus († 2010)
- 12. Februar: Ernst Bruun Olsen, dänischer Schauspieler, Dramatiker, Hörspielautor und Regisseur († 2011)
- 12. Februar: Reinhard Federmann, österreichischer Schriftsteller († 1976)
- 12. Februar: Franco Zeffirelli, italienischer Regisseur († 2019)
- 13. Februar: James Abdnor, US-amerikanischer Politiker († 2012)
- 13. Februar: František Maxa, tschechoslowakischer Sportschütze († 2021)
- 13. Februar: Chuck Yeager, Testpilot, US-amerikanischer General († 2020)
- 14. Februar: Vera Ferra-Mikura, österreichische Kinder- und Jugendbuchautorin († 1997)
- 15. Februar: Jelena Bonner, sowjetische Dissidentin, russische Menschenrechtlerin († 2011)
- 15. Februar: Arno Hamburger, erster Vorsitzende der Israelitischen Kultusgemeinde (IKG) in Nürnberg († 2013)
- 16. Februar: Karl Otto Mühl, deutscher Schriftsteller († 2020)
- 17. Februar: Buddy DeFranco, US-amerikanischer Jazzklarinettist († 2014)
- 17. Februar: Kathleen Freeman, US-amerikanische Schauspielerin († 2001)
- 17. Februar: Abdel Rahman Hafez, ägyptischer Basketballspieler († 1984)
- 17. Februar: Kihachi Okamoto, japanischer Filmregisseur († 2005)
- 18. Februar: Wilhelm Hennis, deutscher Politologe († 2012)
- 19. Februar: Giulio Cabianca, italienischer Automobilrennfahrer († 1961)
- 20. Februar: Victor George Atiyeh, US-amerikanischer Politiker († 2014)
- 20. Februar: Forbes Burnham, guyanischer Politiker und Präsident († 1985)
- 20. Februar: Helen Free, US-amerikanische Chemikerin († 2021)
- 20. Februar: Ebbe Weiss-Weingart, deutsche Schmuckdesignerin († 2019)
- 21. Februar: Hans Blickensdörfer, deutscher Sportjournalist und Schriftsteller († 1997)
- 21. Februar: Pat West, US-amerikanischer American-Football-Spieler († 1996)
- 21. Februar: William Winter, US-amerikanischer Politiker († 2020)
- 22. Februar: Albino Aroso, portugiesischer Arzt und Politiker († 2013)
- 22. Februar: Heimar Fischer-Gaaden, deutscher Bildnismaler († 2014) Heimar Fischer-Gaaden

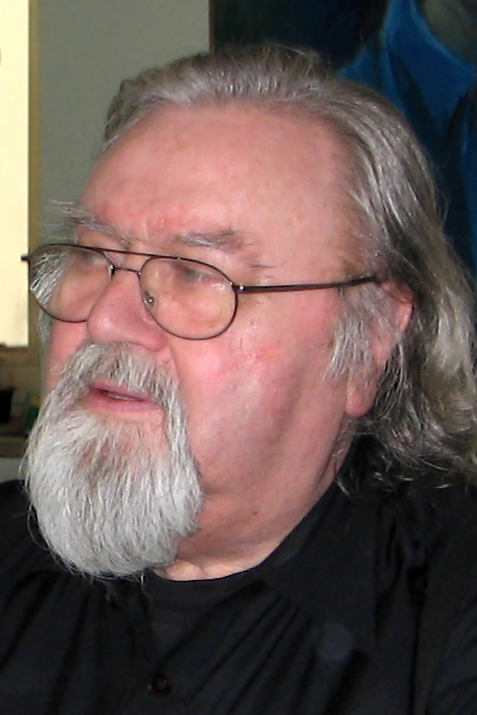
Heimar Fischer-Gaaden

- 22. Februar: Billy Mo, deutscher Jazz-Trompeter und Schlagersänger († 2004)
- 22. Februar: Richard B. Ogilvie, US-amerikanischer Politiker († 1988)
- 22. Februar: Heinz Singer, deutscher Handballspieler († 2020)
- 22. Februar: Bleddyn Williams, walisischer Rugbyspieler († 2009)
- 23. Februar: Rafael José Addiego Bruno, uruguayischer Anwalt und Jurist († 2014)
- 23. Februar: Dante Lavelli, US-amerikanischer American-Football-Spieler († 2009)
- 23. Februar: Moritz Mebel, deutscher Mediziner († 2021)
- 24. Februar: Paul Maria Hafner, Offizier der Waffen-SS († 2010)
- 24. Februar: David Soyer, US-amerikanischer Cellist und Musikpädagoge († 2010)
- 25. Februar: John Edvard Anderberg, schwedischer Fußballspieler († 2012)
- 25. Februar: André Asselin, kanadischer Pianist und Komponist († 2012)
- 25. Februar: Kurt Blecha, SED-Funktionär in der DDR († 2013)
- 25. Februar: Nathan Glazer, US-amerikanischer Soziologe († 2019)
- 25. Februar: Jacob Taubes, Religionssoziologe, Philosoph und Judaist († 1987)
- 26. Februar: Antonín Kachlík, tschechoslowakischer Regisseur und Drehbuchautor († 2022)
- 27. Februar: Bienvenido Bustamante López, dominikanischer Komponist und Klarinettist († 2001)
- 27. Februar: Dexter Gordon, US-amerikanischer Tenorsaxophonist († 1990)
- 28. Februar: Charles Durning, US-amerikanischer Schauspieler († 2012)
- 28. Februar: David Ricardo Williams, kanadischer Jurist, Historiker und Schriftsteller († 1999)

### März
- 01. März: Charles Cyroulnik, französischer Geiger († 2003)
- 02. März: György Pásztor, ungarischer Eishockeyspieler und Sportfunktionär († 2022)
- 03. März: Barney Martin, US-amerikanischer Schauspieler († 2005)
- 03. März: Gunnar Nilsson, schwedischer Boxer († 2005)
- 03. März: Doc Watson, US-amerikanischer Gitarrist und Sänger († 2012)
- 04. März: Willie Johnson, US-amerikanischer Blues-Musiker († 1995)
- 04. März: Patrick Moore, englischer Astronom, Autor und Fernsehmoderator († 2012)
- 04. März: Kurt Schubert, österreichischer Judaist († 2007)
- 05. März: Andrea Aureli, italienischer Schauspieler († 2007)
- 06. März: Erhard Karkoschka, deutscher Komponist († 2009)
- 06. März: Albert Leibenfrost, österreichischer Politiker († 2005)
- 06. März: Jürgen von Manger, deutscher Schauspieler, politischer Kabarettist und Komiker († 1994)
- 06. März: Wes Montgomery, US-amerikanischer Jazz-Gitarrist († 1968)
- 07. März: Milo Dor, österreichischer Schriftsteller († 2005)
- 08. März: Walter Jens, deutscher Altphilologe und Schriftsteller († 2013)

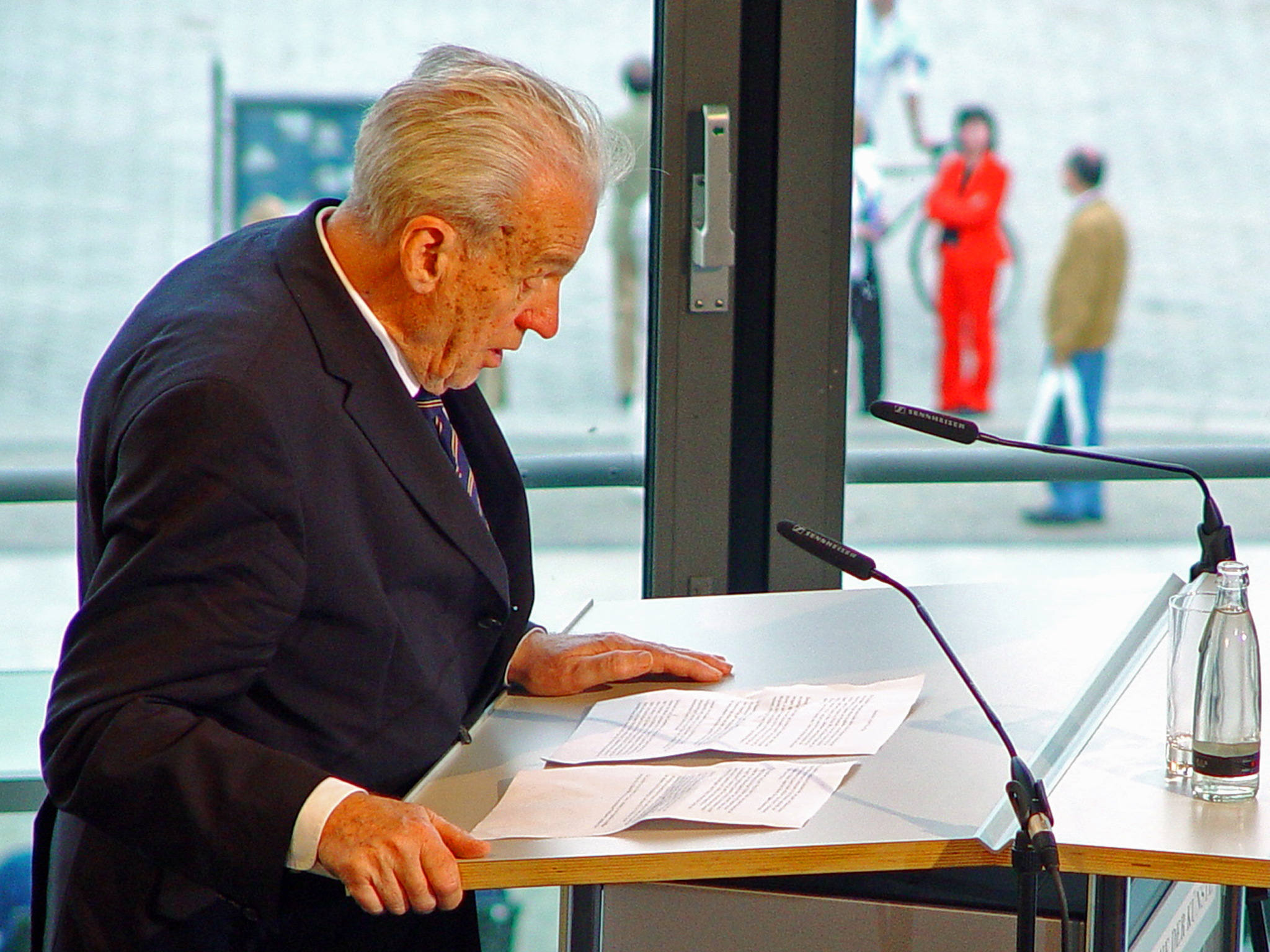
Walter Jens, 2005

- 09. März: James L. Buckley, US-amerikanischer Jurist und Politiker († 2023)
- 09. März: Benito Jacovitti, italienischer Comiczeichner († 1997)
- 09. März: Walter Kohn, österreichisch-US-amerikanischer Physiker und Nobelpreisträger († 2016)
- 09. März: Augusto Magli, italienischer Fußballspieler († 1998)
- 10. März: Don Abney, US-amerikanischer Jazzpianist († 2000)
- 10. März: Zdenka Bergrová, tschechische Dichterin, Übersetzerin und Autorin († 2008)
- 10. März: Val Fitch, US-amerikanischer Physiker († 2015)
- 10. März: Hans Riegel jr., deutsch-österreichischer Unternehmer († 2013)

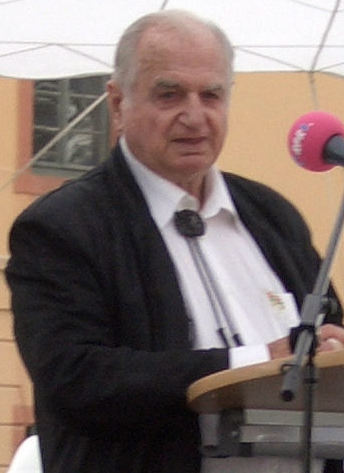
Hans Riegel jr. (2005)

- 10. März: Hedy Schlunegger, Schweizer Skirennläuferin († 2003)
- 10. März: Vladimír Šrámek, slowakischer Komponist († 2004)
- 11. März: Louise Brough, US-amerikanische Tennisspielerin († 2014)
- 11. März: Horst Fügner, deutscher Motorradrennfahrer († 2014)
- 11. März: Hildegard Gerster-Schwenkel, deutsche Mundartdichterin († 2016)
- 11. März: Alice von Hildebrand, katholische Philosophin und Theologin († 2022)
- 12. März: Hjalmar Andersen, norwegischer Eisschnellläufer († 2013)
- 12. März: Ugo Attardi, italienischer Maler, Bildhauer und Schriftsteller († 2006)
- 12. März: Norbert Brainin, österreichisch-britischer Violinist († 2005)
- 12. März: Hanne Hiob, deutsche Schauspielerin († 2009)
- 12. März: Erwin Jehle, liechtensteinischer Skilangläufer († 2004)
- 12. März: Walter Schirra, US-amerikanischer Astronaut († 2007)
- 14. März: Diane Arbus, US-amerikanische Fotografin und Fotojournalistin († 1971)
- 15. März: Willy Semmelrogge, deutscher Schauspieler († 1984)
- 15. März: Guy Troy, US-amerikanischer Moderner Fünfkämpfer († 2023)
- 16. März: Bruno Wilhelm Augenstein, deutsch-US-amerikanischer Mathematiker und Physiker († 2005)
- 16. März: Heinz Wallberg, deutscher Dirigent († 2004)
- 17. März: Friedrich W. Bauschulte, deutscher Schauspieler und Synchronsprecher († 2003)
- 17. März: Wolfgang O. Sack, deutsch-amerikanischer Veterinäranatom († 2005)
- 18. März: Andy Granatelli, US-amerikanischer Rennstallbesitzer († 2013)
- 18. März: Tamura Ryūichi, japanischer Lyriker († 1998)
- 19. März: Bobby Brown, schottischer Fußballspieler und -trainer († 2020)
- 19. März: Oskar Fischer, Minister für Auswärtige Angelegenheiten der DDR († 2020) Oskar Fischer

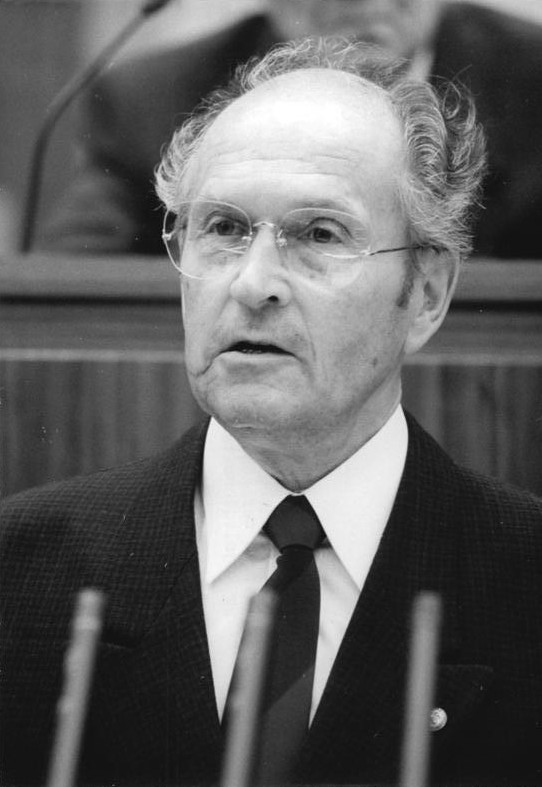
Oskar Fischer

- 19. März: Dietrich Katzenstein, Richter am deutschen Bundesverfassungsgericht († 2008)
- 19. März: Giuseppe Rotunno, italienischer Kameramann († 2021)
- 20. März: Ralph Giordano, deutscher Journalist († 2014)
- 21. März: Tsuna Iwami, japanischer Komponist und Shakuhachispieler († 2012)
- 21. März: Nirmala Srivastava, Begründerin von Sahaja Yoga († 2011)
- 22. März: David L. Hoggan, nationalsozialistischer Geschichtsrevisionist († 1988)
- 22. März: Marcel Marceau, französischer Pantomime († 2007)

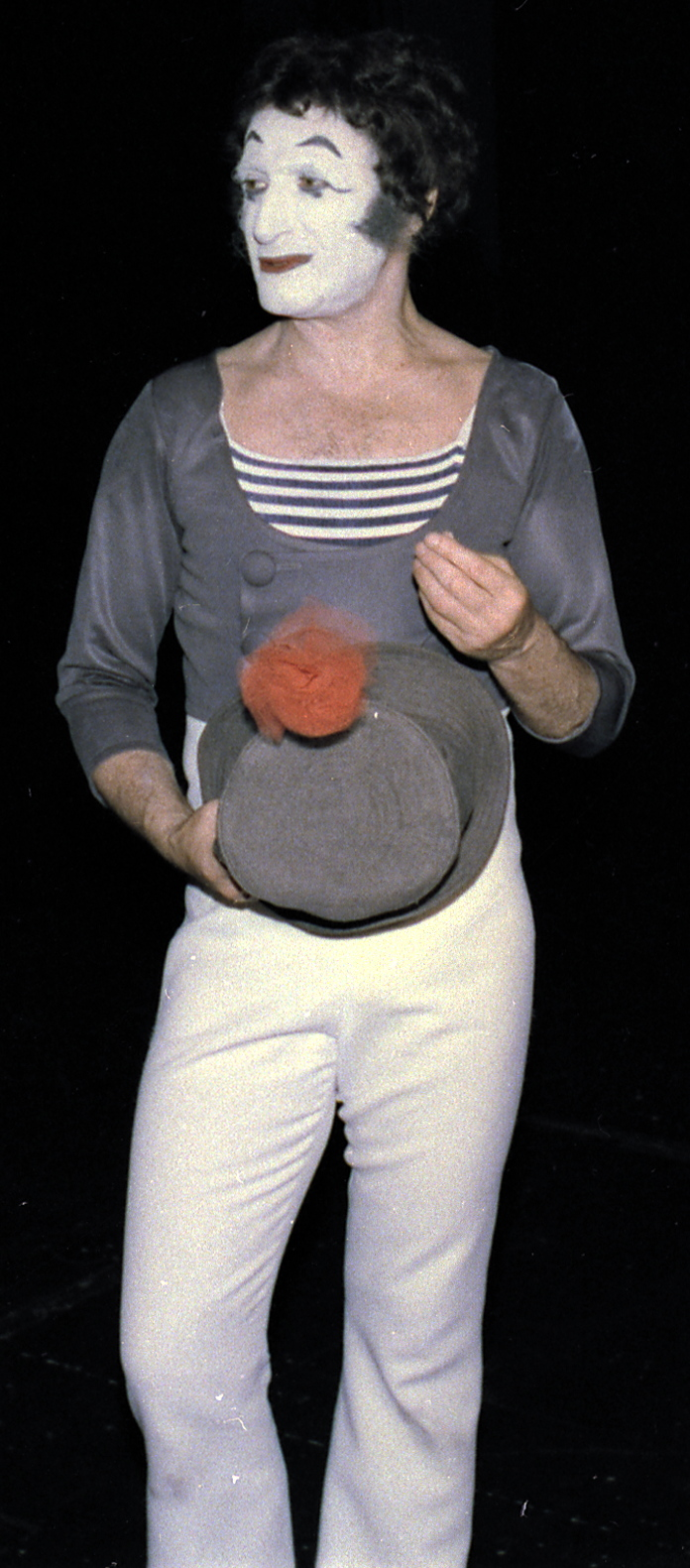
Marcel Marceau, 1977

- 22. März: Walter Mattheis, deutscher Fußballtorhüter
- 23. März: Arnie Weinmeister, kanadischer American-Football-Spieler († 2000)
- 24. März: Brian Naylor, britischer Automobilrennfahrer († 1989)
- 25. März: Reimar Lüst, deutscher Astrophysiker und Wissenschaftsmanager († 2020)
- 26. März: Rudolf Adametz, deutscher Politiker († 1983)
- 26. März: Alois Anzenberger, österreichischer Politiker († 2005)
- 26. März: Gert Bastian, deutscher General und Politiker († 1992)
- 26. März: Clifton Williams, US-amerikanischer Komponist, Hornist und Musikpädagoge († 1976)
- 27. März: Josua Bruyn, niederländischer Kunsthistoriker († 2011)
- 27. März: Endō Shūsaku, japanischer Schriftsteller († 1996)
- 28. März: Thad Jones, US-amerikanischer Jazz-Trompeter († 1986)
- 28. März: Bill Richards, kanadischer Geiger und Komponist († 1995)
- 29. März: Geoff Duke, britischer Motorradrennfahrer († 2015)
- 30. März: Herbert Asmodi, deutscher Schriftsteller und Dramatiker († 2007)
- 30. März: Walter Niephaus, deutscher Schachspieler († 1992)
- 31. März: Don Barksdale, US-amerikanischer Basketballspieler († 1993)
- 31. März: Shoshana Damari, israelische Sängerin († 2006)
- März: Mukarram Talabani, kurdischer Politiker im Irak († 2025)

### April
- 01. April: Brigitte Alice Askonas, britische Immunologin († 2013)
- 01. April: Don Butterfield, US-amerikanischer Jazzmusiker (Tuba, Komposition) und Musikverleger († 2006)
- 01. April: Diana Vandenberg, niederländische Malerin († 1997)
- 01. April: Mario Vitale, italienischer Filmschauspieler († 2003)
- 02. April: Adãozinho, brasilianischer Fußballspieler († 1991)
- 02. April: Raffael Ganz, Schweizer Schriftsteller († 2004)
- 02. April: Gloria Henry, US-amerikanische Filmschauspielerin († 2021)
- 02. April: George Spencer-Brown, britischer Philosoph und Mathematiker († 2016)
- 03. April: Eusebio Sempere, spanischer Maler († 1985)
- 03. April: Chuck Weyant, US-amerikanischer Automobilrennfahrer († 2017)
- 04. April: Rafael Arozarena Doblado, spanischer Schriftsteller († 2009)
- 04. April: Dorothy Hart, US-amerikanische Schauspielerin († 2004)
- 04. April: Gene Reynolds, US-amerikanischer Filmschauspieler († 2020)
- 05. April: Léon Fleuriot, französischer Keltologe und Historiker († 1987)
- 05. April: Ernest Mandel, marxistischer Ökonom, Theoretiker († 1995)
- 05. April: K. R. H. Sonderborg, deutscher Maler († 2008) Sonderborg 1962 in Hannover

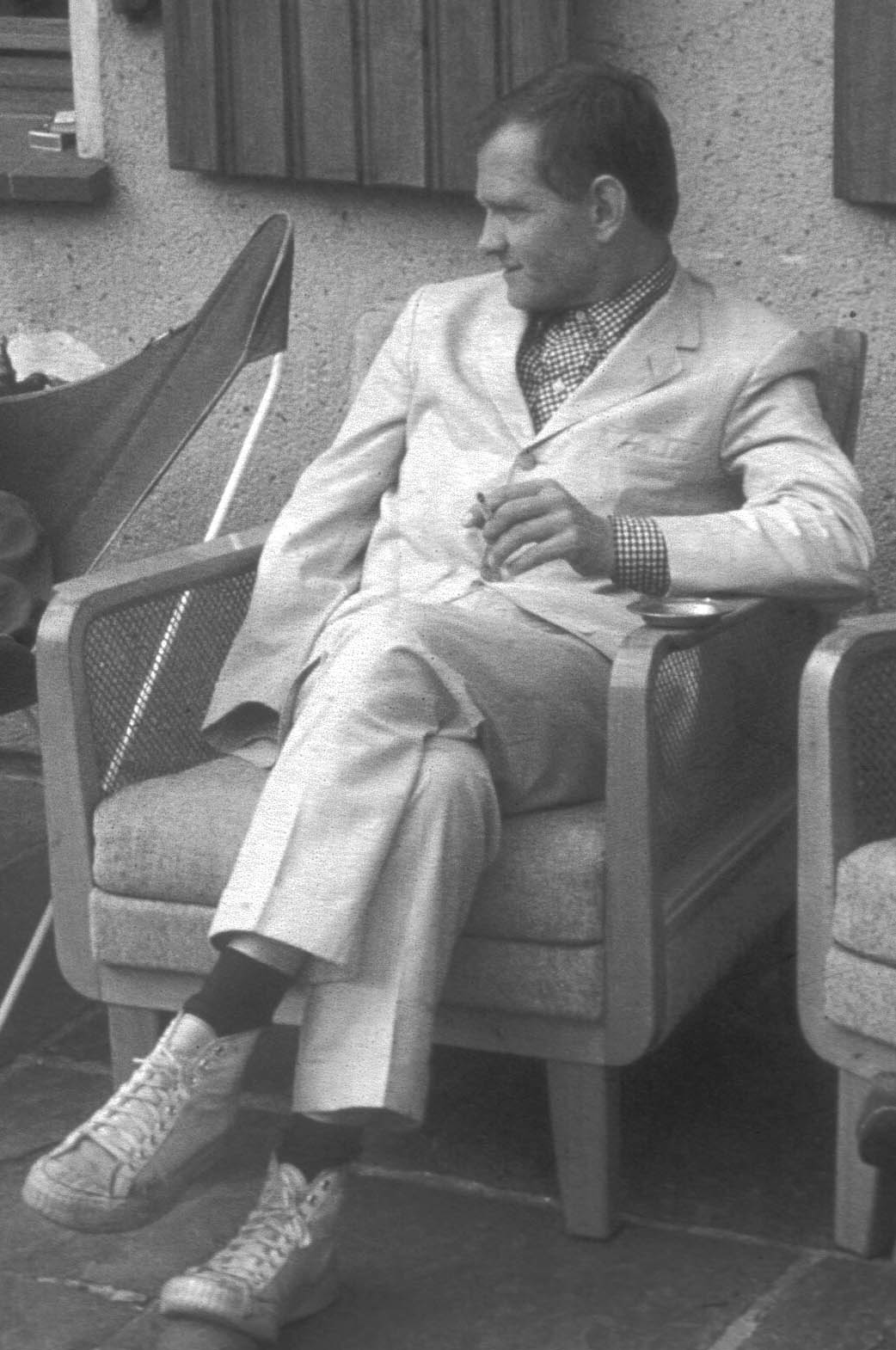
Sonderborg 1962 in Hannover

- 06. April: Skeeter Bonn, US-amerikanischer Country-Musiker († 1994)
- 06. April: Karl Christ, deutscher Althistoriker († 2008)
- 08. April: Edward Mulhare, US-amerikanischer Schauspieler († 1997)
- 10. April: David Murdock, US-amerikanischer Unternehmer († 2025)
- 10. April: Hans Terofal, deutscher Schauspieler († 1976)
- 11. April: Roger-Émile Aubry, schweizerischer Vikar († 2010)
- 12. April: Ernst Aust, deutscher Politiker († 1985)
- 12. April: Ann Miller, US-amerikanische Schauspielerin und Tänzerin († 2004)
- 13. April: Don Adams, US-amerikanischer Schauspieler († 2005)
- 13. April: Lothar Quinte, deutscher Maler der Avantgarde († 2000)
- 14. April: Erich Auer, österreichischer Schauspieler († 2004)
- 14. April: Lydia Clarke, US-amerikanische Schauspielerin und Fotografin († 2018)
- 14. April: John Caldwell Holt, US-amerikanischer Autor und Lehrer († 1985)
- 14. April: Roberto Schopflocher, deutsch-argentinischer Schriftsteller († 2016)
- 15. April: Otto Schnellbacher, US-amerikanischer American-Football-Spieler († 2008)
- 16. April: Warren Barker, US-amerikanischer Komponist († 2006)
- 16. April: Harry Cox, belgischer Pianist und Komponist († 2009)
- 16. April: Arch A. Moore, US-amerikanischer Politiker († 2015)
- 16. April: Erwin Wirschaz, deutscher Schauspieler und Hörspielsprecher († 2011)
- 17. April: Lindsay Gordon Anderson, britischer Theater-, Spiel- und Dokumentarfilmregisseur († 1994)
- 17. April: Else Hessenauer, deutsche Skilangläuferin († 2018)
- 17. April: Gianni Raimondi, italienischer Tenor († 2008)
- 17. April: Jacques Sternberg, belgischer Schriftsteller († 2006)
- 18. April: Leif Panduro, dänischer Schriftsteller und Zahnarzt († 1977)
- 18. April: Walter Scheler, deutscher Buchhalter, Opfer des Aufstands vom 17. Juni 1953 in der DDR, Ehrenbürger Jenas († 2008)
- 18. April: Ferenc Sidó, ungarischer Tischtennisspieler († 1998)
- 19. April: Sen Sōshitsu XV., japanischer Teemeister († 2025)
- 20. April: Sten Sture Andersson, schwedischer Politiker († 2006)
- 20. April: Olivia Ausoni, Schweizer Skirennfahrerin († 2010)
- 20. April: Tito Puente, US-amerikanischer Jazz-, Salsa- und Mambo-Musiker († 2000)
- 21. April: Jakow Estrin, russischer Schachspieler († 1987)
- 21. April: John Mortimer, englischer Schriftsteller († 2009)
- 22. April: Vratislav Effenberger, tschechischer Literaturtheoretiker († 1986)
- 22. April: Paula Fox, US-amerikanische Schriftstellerin († 2017)
- 22. April: Bettie Page, US-amerikanisches Fotomodell († 2008)
- 22. April: Aaron Spelling, US-amerikanischer Film- und Fernsehproduzent († 2006)
- 25. April: Anita Björk, schwedische Schauspielerin († 2012)
- 25. April: Albert King, US-amerikanischer Bluesmusiker († 1992)
- 25. April: Josef Weidinger, österreichischer Boxer († 2002)
- 26. April: Swetlana Geier, russisch-deutsche Literaturübersetzerin († 2010)
- 28. April: Carolyn Cassady, US-amerikanische Schriftstellerin und Malerin († 2013)
- 28. April: Fina García Marruz, kubanische Dichterin († 2022)
- 28. April: Horst-Eberhard Richter, deutscher Psychoanalytiker und Autor († 2011)
- 29. April: Maxine Audley, britische Schauspielerin († 1992)
- 29. April: Irvin Kershner, US-amerikanischer Filmregisseur († 2010)
- 30. April: Hans Jürgen Diedrich, deutscher Schauspieler und Kabarettist († 2012)
- 30. April: Percy Heath, US-amerikanischer Jazz-Musiker (Kontrabassist) († 2005)
- 00. April: Hassan Ali Mansur, iranischer Politiker († 1965)

### Mai
- 01. Mai: Hans Bunje, deutscher Schriftsteller, Bühnen- und Hörspielautor († 2008)
- 01. Mai: Joseph Heller, US-amerikanischer Schriftsteller († 1999)
- 01. Mai: Milan Kangrga, jugoslawischer bzw. kroatischer Philosoph und Politiker († 2008)
- 01. Mai: Friedrich Opferkuh, österreichischer Steinmetzmeister und Bildhauer († 1993)
- 02. Mai: Patrick Hillery, irischer Politiker, Minister und Staatspräsident († 2008)
- 02. Mai: Albert Nordengen, norwegischer Politiker, langjähriger Bürgermeister von Oslo († 2004)
- 02. Mai: Hans-Joachim Rauschenbach, deutscher Sportreporter († 2010)
- 03. Mai: Ralph Hall, US-amerikanischer Politiker († 2019)
- 03. Mai: Norman Thelwell, britischer Cartoonist († 2004)
- 04. Mai: Peter Adler, deutscher Schriftsteller († 2012)
- 04. Mai: Karel Berka, tschechischer Philosoph († 2004)
- 04. Mai: Carlo Giustini, italienischer Schauspieler († 2005)
- 04. Mai: Godfrey Quigley, irischer Schauspieler und Theaterregisseur († 1994)
- 04. Mai: Guy Warren, ghanaischer Jazzmusiker († 2008)
- 05. Mai: Sergei Fjodorowitsch Achromejew, sowjetischer Militär und Marschall der Sowjetunion († 1991)
- 06. Mai: Galyani Vadhana, thailändische Prinzessin und Schwester des thailändischen Königs Bhumibol († 2008)
- 07. Mai: Anne Baxter, US-amerikanische Schauspielerin († 1985)
- 07. Mai: Maria Becke-Rausch, deutsche Bildhauerin
- 07. Mai: Ruth Megary, deutsche Sängerin und Schauspielerin
- 08. Mai: Cheikha Rimitti, algerische Raï-Sängerin († 2006)
- 08. Mai: Ralph Spinella, US-amerikanischer Fechter († 2021)
- 09. Mai: Ruth Kommerell, deutsche Schauspielerin († 1986)
- 10. Mai: Heydər Əliyev, aserbaidschanischer Politiker († 2003)
- 10. Mai: Johannes Jourdan, deutscher Theologe und Schriftsteller († 2020)
- 10. Mai: Víctor Piñero, venezolanischer Sänger († 1975)
- 10. Mai: Nicolaus Sombart, deutscher Kultursoziologe und Schriftsteller († 2008)
- 10. Mai: Gerhard Wahrig, deutscher Lexikograph († 1978)
- 11. Mai: Ilse Buck, österreichische Gymnastiklehrerin, Radiomoderatorin und Autorin († 2012)
- 12. Mai: Georges Abi-Saber, libanesischer Bischof († 2015)
- 13. Mai: Ikegami Kaneo, japanischer Schriftsteller und Drehbuchautor († 2007)
- 13. Mai: Charlotte Webb, britische Kryptoanalystin († 2025)
- 14. Mai: Adnan Patschatschi, irakischer Politiker († 2019)
- 14. Mai: Mrinal Sen, indischer Filmregisseur († 2018)
- 15. Mai: Richard Avedon, US-amerikanischer Fotograf († 2004)
- 15. Mai: Johanne Autenrieth, deutsche Paläografin und Mittellateinische Philologin († 1996)
- 15. Mai: Adolf Grünbaum, US-amerikanischer Philosoph und Wissenschaftstheoretiker († 2018)
- 15. Mai: Reinhard Raffalt, deutscher Schriftsteller und Journalist († 1976)
- 16. Mai: Erwin Leiser, deutsch-schwedischer Publizist († 1996)
- 16. Mai: Merton H. Miller, US-amerikanischer Ökonom und Nobelpreisträger († 2000)
- 16. Mai: Jeanine Salagoïty, französische Leichtathletin und Triathletin († 2020)
- 17. Mai: Sloane Farrington, bahamaischer Segler († 1997)
- 17. Mai: Peter Mennin, US-amerikanischer Komponist († 1983)
- 19. Mai: Georgi Arkadjewitsch Arbatow, sowjetisch-russischer Politologe († 2010)
- 19. Mai: Peter Wildeblood, britisch-kanadischer Autor, Journalist, Fernsehproduzent († 1999)
- 20. Mai: Peter Steinforth, deutscher Künstler († 1981)
- 21. Mai: Clarence Gaines, US-amerikanischer College-Basketballtrainer († 2005)
- 22. Mai: Eduard Aslanovich Abramyan, armenischer Pianist und Musikpädagoge († 1986)
- 22. Mai: Max Velthuijs, niederländischer Autor und Zeichner († 2005)
- 22. Mai: Karl Otto Zimmer, Richter am deutschen Bundessozialgericht († 2004)
- 23. Mai: Alicia de Larrocha, spanische Pianistin († 2009)
- 23. Mai: Joseph Roman, US-amerikanischer Schauspieler († 2018)
- 23. Mai: Georg Sturmowski, deutscher Politiker († 2017)
- 24. Mai: Knut Ahnlund, schwedischer Literaturhistoriker und Autor († 2012)
- 24. Mai: Ivano Blason, italienischer Fußballspieler († 2002)
- 25. Mai: Eduardo Estéban Tejeda, argentinischer Komponist
- 26. Mai: James Arness, US-amerikanischer Schauspieler († 2011)
- 26. Mai: Roy Dotrice, britischer Schauspieler († 2017)
- 26. Mai: Arno Gruen, deutsch-schweizerischer Psychoanalytiker und Schriftsteller († 2015)
- 26. Mai: Alfons Höckmann, deutscher Schauspieler, Theaterleiter und Regisseur († 2014)
- 26. Mai: Horst Tappert, deutscher Schauspieler († 2008)

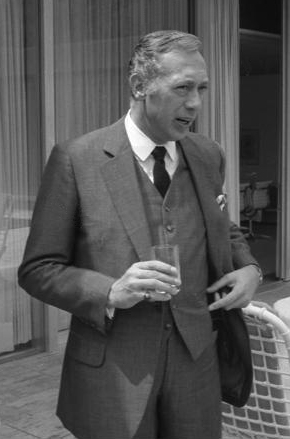
Horst Tappert, 1971

- 27. Mai: Henry Kissinger, US-amerikanischer Diplomat und Friedensnobelpreisträger († 2023)

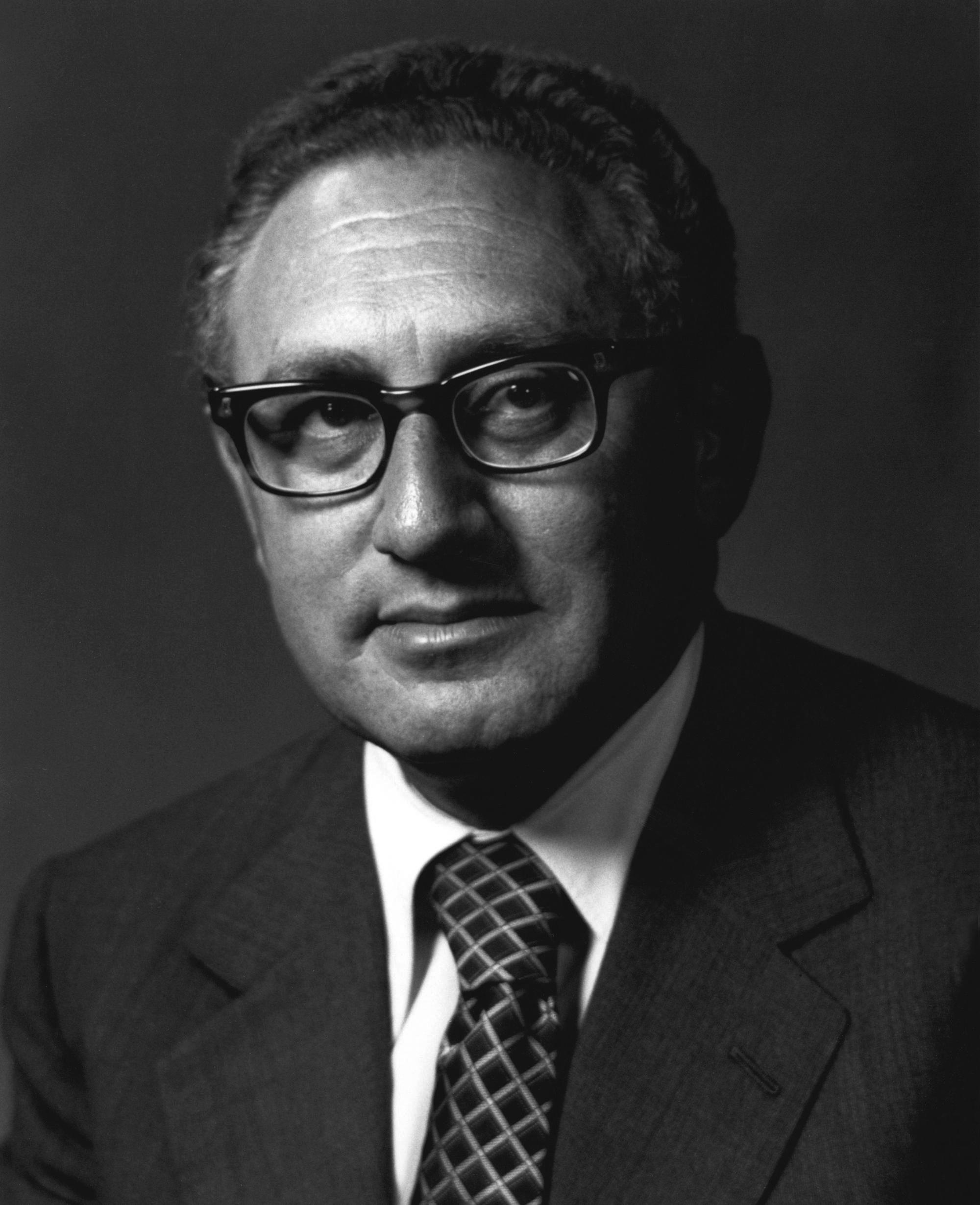
Henry Kissinger

- 27. Mai: Danilo Martelli, italienischer Fußballspieler († 1949)
- 27. Mai: Inge Morath, österreichische Fotografin († 2002)
- 27. Mai: Sumner Redstone, US-amerikanischer Unternehmer († 2020)
- 28. Mai: György Ligeti, ungarischer Komponist († 2006)
- 28. Mai: Wolfgang Schmitz, österreichischer Politiker († 2008)
- 29. Mai: Carl Duering, britischer Schauspieler († 2018)
- 29. Mai: Eugene Wright, US-amerikanischer Jazz-Kontrabassist († 2020)
- 30. Mai: Jimmy Lydon, US-amerikanischer Schauspieler und Fernsehproduzent († 2022)
- 31. Mai: Cecil Cooke, bahamaischer Regattasegler und Olympiasieger († 1983)
- 31. Mai: Ellsworth Kelly, US-amerikanischer Maler († 2015)
- 31. Mai: Rainer III., Fürst von Monaco († 2005)

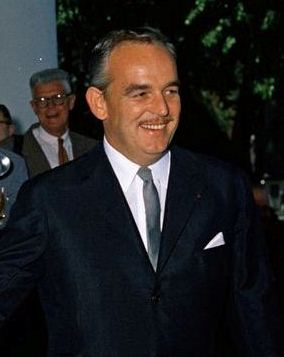
Fürst Rainier III., 1961

### Juni
- 02. Juni: Fritz Baier, deutscher Politiker, MdB († 2012)
- 02. Juni: Wioleta Jakowa, bulgarische Widerstandskämpferin († 1944)
- 02. Juni: Margot Trooger, deutsche Schauspielerin († 1994)
- 03. Juni: Alfred Beni, österreichischer Schachmeister († 1995)
- 03. Juni: Zenon Brzewski, polnischer Musikpädagoge und Geiger († 1993)
- 03. Juni: Werner Danz, deutscher Politiker und MdB († 1999)
- 03. Juni: June Newton, australische Fotografin († 2021)
- 03. Juni: Wolfgang Stegmüller, deutsch-österreichischer Philosoph († 1991)
- 04. Juni: Hans Sauer, deutscher Erfinder († 1996)
- 04. Juni: Carlos Teppa, venezolanischer Komponist und Cellist
- 05. Juni: Yona Friedman, französischer Architekt († 2019)
- 05. Juni: Edgar Meddings, britischer Bobfahrer († 2020)
- 05. Juni: Jesús Rafael Soto, venezolanischer Künstler († 2005)
- 05. Juni: Peggy Stewart, US-amerikanische Schauspielerin († 2019)
- 06. Juni: V. C. Andrews, US-amerikanische Schriftstellerin († 1986)
- 06. Juni: Ivor Bueb, britischer Automobilrennfahrer († 1959)
- 06. Juni: Trude Marzik, österreichische Erzählerin und Lyrikerin († 2016)
- 06. Juni: René Monory, französischer Politiker († 2009)
- 06. Juni: Jim Rigsby, US-amerikanischer Automobilrennfahrer († 1952)
- 07. Juni: Ricarda Jacobi, deutsche Malerin († 2020)
- 07. Juni: Carlos Thompson, Schauspieler und Schriftsteller, zweiter Ehemann von Lilli Palmer († 1990)
- 08. Juni: Gerhard Leo, deutscher Journalist, Autor und Kämpfer der französischen Résistance († 2009)
- 09. Juni: Milena Folberová, tschechoslowakische Turnerin († 2009)
- 09. Juni: Gerald Götting, CDU-Vorsitzender und Präsident der Volkskammer der DDR († 2015)
- 09. Juni: Olga Knoblach-Wolff, deutsche Malerin, Grafikerin und Schriftstellerin († 2008)
- 10. Juni: Akinola Aguda, nigerianischer Jurist († 2001)
- 10. Juni: Georg Moser, katholischer Bischof der Diözese Rottenburg-Stuttgart († 1988)
- 10. Juni: Heinrich Rombach, Ordinarius für Philosophie († 2004)
- 10. Juni: Sergiu Samarian, rumänischer Schachspieler und Schachschriftsteller († 1991)
- 10. Juni: Françoise Sullivan, kanadische Malerin, Bildhauerin, Tänzerin und Choreographin
- 11. Juni: Wolfram Achtnich, deutscher Pflanzenbauwissenschaftler († 2008)
- 11. Juni: Connie Clausen, US-amerikanische Schauspielerin, Schriftstellerin und Literaturagentin († 1997)
- 11. Juni: Jean Pierre Vité, deutscher Forstwissenschaftler († 2016)
- 12. Juni: Juan Arza Íñigo, spanischer Fußballspieler und -trainer († 2011)
- 14. Juni: Judith Kerr, britische Schriftstellerin und Illustratorin († 2019)
- 14. Juni: Gerhard Pfeiffer, deutscher Schachspieler († 2000)
- 14. Juni: Robert Watts, US-amerikanischer Künstler und Bildhauer († 1988)
- 15. Juni: Dieter Hennebo, deutscher Agrarwissenschaftler und Landschaftsarchitekt († 2007)
- 15. Juni: Walter Jansen, deutscher Weihbischof († 2004)
- 15. Juni: Erland Josephson, schwedischer Schauspieler († 2012)
- 16. Juni: Henryk Czyż, polnischer Komponist, Dirigent und Musikpädagoge († 2003)
- 16. Juni: Ron Flockhart, britischer Automobilrennfahrer und Pilot († 1962)
- 16. Juni: Wilhelm Mayrhofer, österreichischer Politiker († 1996)
- 17. Juni: Enrique Ángel Angelelli, argentinischer Bischof von La Rioja († 1976)
- 17. Juni: Anthony Joseph Kardinal Bevilacqua, Erzbischof von Philadelphia († 2012)
- 18. Juni: Robert Ellenstein, US-amerikanischer Schauspieler und Sänger († 2010)
- 18. Juni: Ray Romero, puerto-ricanischer Perkussionist († 2006)
- 18. Juni: Szymon Szurmiej, polnischer Schauspieler, Regisseur und Theaterleiter († 2014)
- 20. Juni: Peter Gay, US-amerikanischer Historiker und Psychoanalytiker († 2015)
- 20. Juni: Sepp Tezak, österreichischer Eisenbahnmaler, -historiker und -journalist († 2013)
- 20. Juni: Wolfgang Ullrich, deutscher Zoologe, Tierfilmer, Tierbuchautor und Direktor des Dresdner Zoos († 1973)
- 21. Juni: Werner Stiehler, deutscher Journalist und Chefredakteur der Leipziger Volkszeitung
- 22. Juni: José Giovanni, französisch-schweizerischer Schriftsteller und Filmemacher († 2004)
- 23. Juni: Silkirtis Nichols, indianischer Schauspieler († 2016)
- 23. Juni: Wolf Rahtjen, deutscher Hörspielsprecher, Regisseur, Schauspieler und Autor († 2003)
- 23. Juni: George Russell, US-amerikanischer Jazzmusiker († 2009)
- 23. Juni: Heinrich Severloh, deutscher Soldat († 2006)
- 24. Juni: Marc Riboud, französischer Fotograf († 2016)
- 24. Juni: Cesare Romiti, italienischer Manager, Geschäftsführer von Fiat († 2020)
- 25. Juni: Dschamschid Amusegar, iranischer Premierminister († 2016)
- 25. Juni: Sam Francis, US-amerikanischer Maler († 1994)
- 25. Juni: Georg Kossack, deutscher Vorgeschichtsforscher († 2004)
- 26. Juni: Oswald Döpke, deutscher Regisseur († 2011)
- 26. Juni: Hans-Joachim Preil, deutscher Theaterautor, Regisseur und Komiker († 1999)
- 27. Juni: Jacques Berthier, französischer Organist und Komponist († 1994)
- 27. Juni: Martin Schetter, deutscher Politiker der CDU und Gewerkschaftsfunktionär († 2003)
- 27. Juni: Peter Schiff, deutscher Schauspieler († 2014)
- 29. Juni: Olav Thon, norwegischer Immobilienunternehmer († 2024)
- 30. Juni: Gad Beck, deutscher jüdischer Widerstandskämpfer und Autor († 2012)

### Juli
- 02. Juli: Karl Otmar von Aretin, deutscher Historiker († 2014)
- 02. Juli: Wisława Szymborska, polnische Dichterin und Nobelpreisträgerin († 2012) Wisława Szymborska (2009)

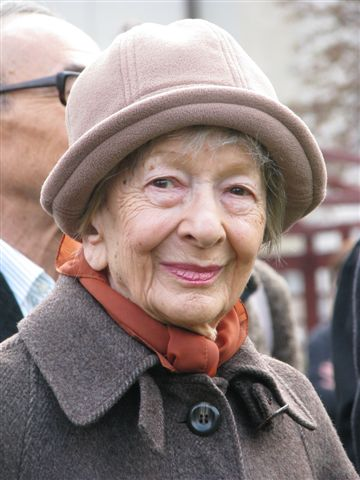
Wisława Szymborska (2009)

- 03. Juli: Jacques Français, französischer Geigenbauer und -experte († 2004)
- 03. Juli: Johnny Hartman, US-amerikanischer Jazzsänger († 1983)
- 03. Juli: Charles Hernu, französischer Politiker († 1990)
- 03. Juli: Milan Munclinger, tschechischer Flötist, Dirigent, Komponist und Musikwissenschaftler († 1986)
- 04. Juli: Rudolf Friedrich, Schweizer Politiker (FDP) († 2013)
- 04. Juli: Hans Jochem, deutscher Architekt († 2017)
- 05. Juli: Ivan Gams, jugoslawischer und slowenischer Geograph und Hochschullehrer († 2014)
- 05. Juli: Gustaaf Joos, belgischer Theologe und Kardinal († 2004)
- 06. Juli: Wojciech Jaruzelski, polnischer Politiker und Militär, Staatspräsident von Polen von 1989 bis 1990 († 2014)
- 06. Juli: Josef Plöger, Weihbischof in Köln († 2005)
- 07. Juli: Roberto Caamaño, argentinischer Komponist, Pianist und Musikpädagoge († 1993)
- 08. Juli: Didier Anzieu, französischer Psychoanalytiker († 1999)
- 08. Juli: Walter Buschhoff, deutscher Schauspieler († 2010)
- 08. Juli: Harrison Dillard, US-amerikanischer Leichtathlet († 2019)
- 09. Juli: Kurt Asendorf, deutscher Autor und Heimatforscher († 1999)
- 09. Juli: Molly O’Day, US-amerikanische Countrysängerin († 1987)
- 09. Juli: Julio Elías Musimessi, argentinischer Fußballspieler († 1997)
- 09. Juli: Inge Schulz, deutsche Schauspielerin, Hörspiel- und Synchronsprecherin († 2014)
- 10. Juli: Amalia Mendoza, mexikanische Sängerin und Schauspielerin († 2001)
- 10. Juli: Fred Strittmatter, deutsch-schweizerischer Filmmusikkomponist († 1985)
- 11. Juli: Germain Muller, französischer Kulturpolitiker, Kabarettist und Dichter († 1994)
- 11. Juli: Richard Pipes, US-amerikanischer Historiker († 2018)
- 12. Juli: James Gunn, US-amerikanischer Schriftsteller († 2020)
- 12. Juli: Erwin Halletz, österreichischer Komponist, Arrangeur und Dirigent († 2008)
- 12. Juli: Bill Lloyd, US-amerikanischer Automobilrennfahrer
- 12. Juli: Georgi Iwanowitsch Salnikow, russischer Komponist und Professor († 2015)
- 13. Juli: Alexandre Astruc, französischer Filmregisseur und Schriftsteller († 2016)
- 13. Juli: Erich Lessing, österreichischer Fotograf († 2018)
- 13. Juli: Hans Otten, deutscher Journalist († 1971)
- 14. Juli: René Gerónimo Favaloro, argentinischer Arzt († 2000)
- 14. Juli: Primo Nebiolo, italienischer Sportfunktionär († 1999)
- 14. Juli: Dale Robertson, amerikanischer Schauspieler († 2013)
- 15. Juli: Fred Oberhauser, deutscher Literaturkritiker († 2016)
- 16. Juli: Chris Argyris, US-amerikanischer Verwaltungswissenschaften († 2013)
- 17. Juli: John Cooper, britischer Autokonstrukteur († 2000)
- 18. Juli: Michael Medwin, britischer Schauspieler († 2020)
- 18. Juli: Maria Pacôme, französische Schauspielerin († 2018)
- 18. Juli: Héctor Tosar, uruguayischer Komponist († 2002)
- 19. Juli: Alex Hannum, US-amerikanischer Basketballtrainer († 2002)
- 19. Juli: Joseph Hansen, US-amerikanischer Schriftsteller († 2004)
- 20. Juli: Giorgio Pellini, italienischer Fechter († 1986)
- 21. Juli: Rudolph Arthur Marcus, US-amerikanischer Chemiker und Nobelpreisträger
- 21. Juli: Ueda Miyoji, japanischer Lyriker und Literaturkritiker († 1989)
- 22. Juli: Franco Calabrese, italienischer Sänger (Bassbariton) († 1992)
- 22. Juli: Bob Dole, US-amerikanischer Politiker († 2021)
- 22. Juli: Lillian Ellison, US-amerikanischer weiblicher Wrestlingstar († 2007)
- 22. Juli: Nettie Witziers-Timmer, niederländische Leichtathletin († 2005)
- 23. Juli: Morris Halle, lettisch-amerikanischer Sprachwissenschaftler († 2018)
- 24. Juli: Warren E. Hearnes, US-amerikanischer Politiker († 2009)
- 24. Juli: Albert Kardinal Vanhoye, französischer Exeget und Theologe († 2021)
- 26. Juli: Alexander Hegarth, deutscher Schauspieler († 1984)
- 27. Juli: Peter Cabus, belgischer Komponist († 2000)
- 27. Juli: Ōyama Masutatsu, Begründer des Kyokushin-Karate-Stiles († 1994)
- 27. Juli: José Pardo Llada, kubanischer Journalist und Politiker († 2009)
- 28. Juli: Wen-chung Chou, US-amerikanischer Komponist chinesischer Herkunft († 2019)
- 29. Juli: Boris Pawlowitsch Bugajew, Minister für zivile Luftfahrt der Sowjetunion († 2007)
- 30. Juli: Dipa Nusantara Aidit, indonesischer Politiker († 1965)
- 31. Juli: Stephanie Kwolek, US-amerikanische Chemikerin († 2014)

### August
- 01. August: Carter Brown, australischer Kriminalautor († 1985)
- 01. August: Götz R. Richter, deutscher Schriftsteller († 2016)

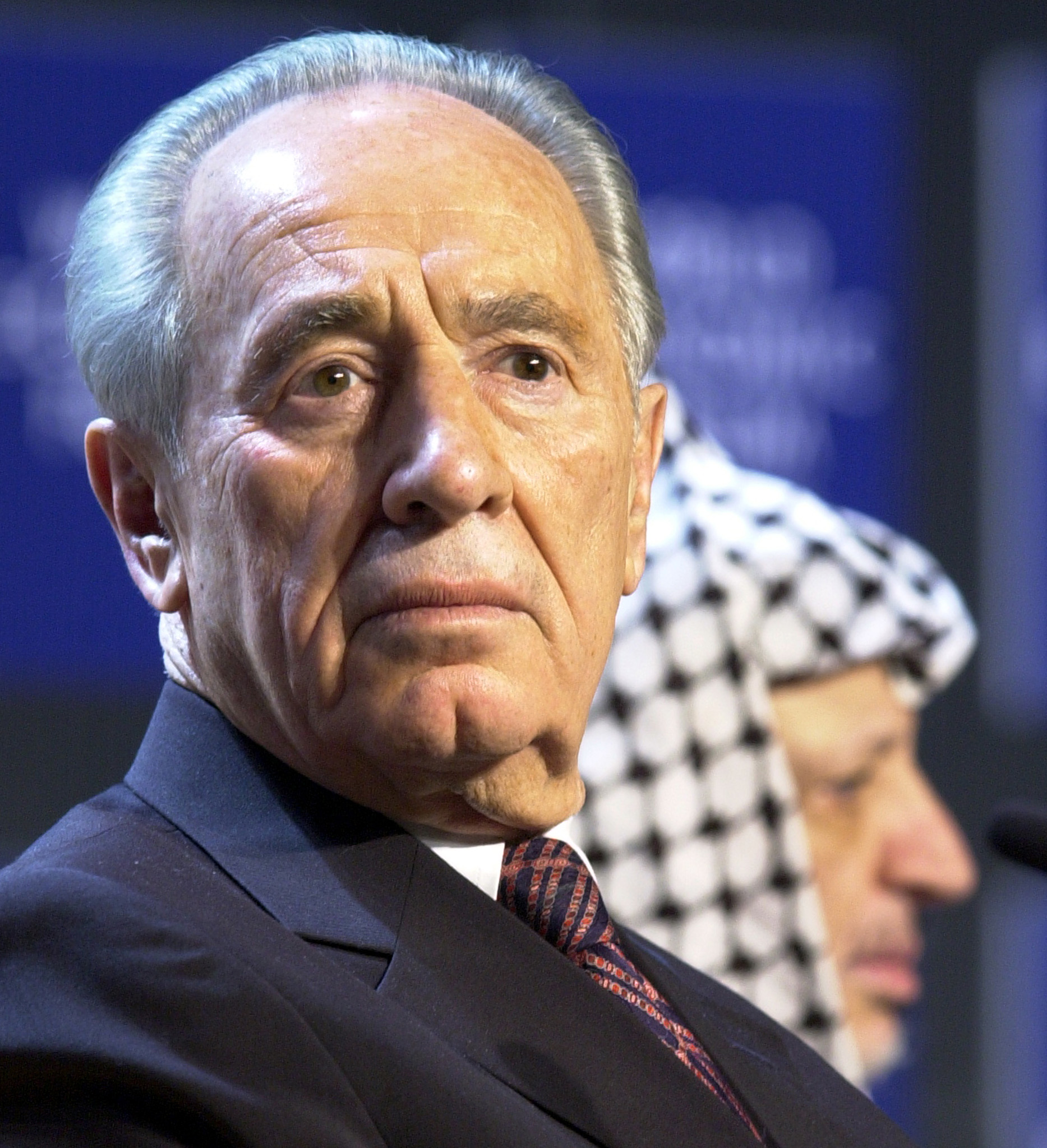
Peres und Jassir Arafat beim Weltwirtschaftsforum 2001 in Davos

- 02. August: Schimon Peres, israelischer Ministerpräsident und Friedensnobelpreisträger († 2016)
- 02. August: Anne-Marie Vurpas, französische Dialektologin († 2017)
- 03. August: Schenuda III., 117. Patriarch von Alexandrien und Papst der Kopten († 2012)
- 04. August: Reg Grundy, australischer Unternehmer († 2016)
- 04. August: Franz Karl Stanzel, österreichischer Anglist und Literaturwissenschaftler († 2023)
- 05. August: Kurt Aurin, deutscher Erziehungswissenschaftler († 2017)
- 05. August: Richard G. Kleindienst, US-amerikanischer Politiker († 2000)
- 05. August: Devan Nair, dritter Staatspräsident von Singapur († 2005)
- 06. August: Hans Aebli, Schweizer Pädagoge († 1990)
- 06. August: Hans Jacobus, deutscher Journalist († 2003)
- 07. August: Liane Berkowitz, deutsche Widerstandskämpferin († 1943)
- 07. August: Douglas Bodle, kanadischer Organist, Pianist, Cembalist und Musikpädagoge († 2022)
- 07. August: Shiba Ryōtarō, japanischer Schriftsteller († 1996)
- 07. August: Curth Anatol Tichy, österreichischer Schauspieler († 2004)
- 08. August: Eve Miller, US-amerikanische Schauspielerin († 1973)
- 08. August: Antonio Quarracino, Kardinal der römisch-katholischen Kirche († 1998)
- 10. August: Jean Graton, französischer Comic-Zeichner und -Autor († 2021)
- 10. August: Rhonda Fleming, US-amerikanische Schauspielerin und Sängerin († 2020)
- 10. August: Vera Lwowski, deutsche Tierbildhauerin († 2025)
- 10. August: Theo Mezger, deutscher Drehbuchautor und Regisseur († 2023)
- 10. August: Dietmar Walther, deutscher Dirigent, Komponist und Akkordeonist († 2017)
- 12. August: Dragutin Haramija, kroatischer Premierminister († 2012)
- 14. August: Hans Arnold, deutscher Diplomat und Publizist († 2021)
- 14. August: Kuldip Nayar, indischer Journalist († 2018)
- 14. August: John Pozdro, US-amerikanischer Komponist und Musikpädagoge († 2009)
- 15. August: Jerald Thompson, US-amerikanischer Leichtathlet († 2021)
- 16. August: Gerhard Scholten, österreichischer Autor († 1995)
- 16. August: Walter Torbrügge, deutscher Prähistoriker († 1994)
- 16. August: Rudolf Schulten: Nukleartechnologe, Entwickler des Kugelhaufenreaktors († 1996)
- 17. August: Carlos Cruz-Diez, venezolanischer Künstler († 2019)
- 17. August: Robert Sabatier, französischer Schriftsteller und Literaturkritiker († 2012)
- 19. August: Erik Aalbæk Jensen, dänischer Schriftsteller († 1997)
- 19. August: Edgar F. Codd, US-amerikanischer Mathematiker und Datenbankforscher († 2003)
- 19. August: Nikolaus Egender, belgischer Abt († 2025)
- 19. August: Magdalene Ehlers, deutsche Autorin († 2016)
- 20. August: Jim Reeves, US-amerikanischer Country-Sänger († 1964)
- 21. August: Cliff Adams, britischer Orchesterleiter, Sänger und Radiomoderator († 2001)
- 21. August: Keith Allen, kanadischer Eishockeyspieler, -trainer und -funktionär († 2014)
- 21. August: Chris Schenkel, US-amerikanischer Sportreporter († 2005)
- 23. August: Leo Leandros, griechischer Komponist, Sänger, Texter und Produzent
- 24. August: Arthur Jensen, US-amerikanischer Psychologe († 2012)
- 25. August: Ayya Khema, deutsche buddhistische Nonne († 1997)
- 25. August: Fernando Távora, portugiesischer Architekt († 2005)
- 26. August: Hans Kolditz, deutscher Komponist und Dirigent († 1996)
- 26. August: Wolfgang Sawallisch, deutscher Dirigent und Pianist († 2013)
- 27. August: Rolando Laserie, kubanischer Sänger († 1998)
- 27. August: Lindolfo Weingärtner, brasilianischer evangelischer Pfarrer, praktischer Theologe, Schriftsteller und Liederdichter († 2018)
- 28. August: Velta Līne, sowjetische bzw. lettische Schauspielerin († 2012)
- 28. August: Fernando Rielo, spanischer Philosoph und Gründer der Missionare Identesv († 2004)

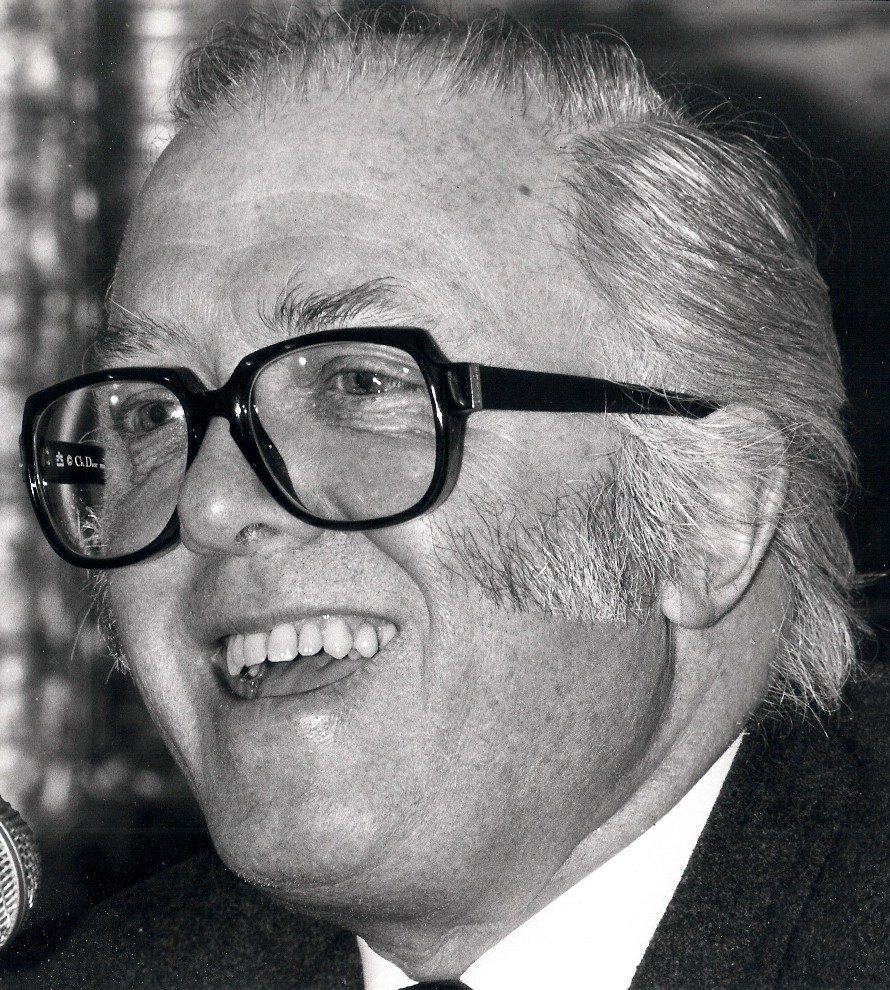
Richard Attenborough, 1983

- 29. August: Richard Attenborough, britischer Schauspieler und Filmregisseur († 2014)
- 30. August: William Duell, US-amerikanischer Schauspieler († 2011)
- 30. August: Vic Seixas, US-amerikanischer Tennisspieler († 2024)
- 31. August: Emilinha Borba, brasilianische Sängerin und Schauspielerin († 2005)
- 31. August: Nikolaus Schilling, deutscher Schauspieler († 2021)
- 000August: Hassan Arsanǰānī, persischer Rechtsanwalt, Journalist und Landwirtschaftsminister († 1969)

### September
- 01. September: Rocky Marciano, US-amerikanischer Boxer († 1969)
- 01. September: Kenneth Thomson, kanadischer Unternehmer († 2006)
- 02. September: René Thom, französischer Professor für Mathematik († 2002) René Thom, 1970

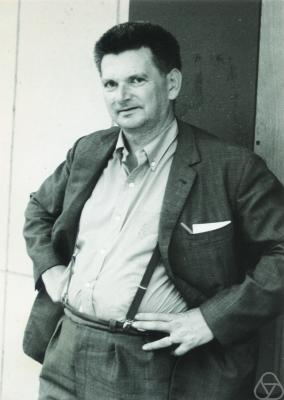
René Thom, 1970

- 03. September: Herbert Binkert, deutscher Fußballspieler und -trainer († 2020)
- 03. September: Alan Connell, US-amerikanischer Automobilrennfahrer und Rancher († 1999)
- 03. September: Kishan Maharaj, indischer Tablaspieler († 2008)
- 03. September: Ed Sprinkle, US-amerikanischer American-Football-Spieler († 2014)
- 03. September: Mort Walker, US-amerikanischer Comiczeichner († 2018)
- 04. September: Edith Aron, deutsche Schriftstellerin und Übersetzerin († 2020)
- 05. September: Otto Knefler, deutscher Fußballtrainer († 1986)
- 05. September: Gustavo Rojo, Schauspieler in der spanischsprachigen Welt († 2017)
- 06. September: Hubert Abreß, deutscher Verwaltungsbeamter († 2009)
- 06. September: Peter II., König von Jugoslawien († 1970)
- 06. September: Karlheinz Rudolph, deutscher Journalist und Fernsehmoderator († 1994)
- 06. September: Max Ziegelbauer, deutscher katholischer Theologe und Bischof († 2016)
- 07. September: Eduard Arkadjewitsch Assadow, russischer Dichter und Prosaist († 2004)
- 07. September: Peter Lawford, britischer Schauspieler († 1984)
- 08. September: Jacques Rey, Schweizer Automobilrennfahrer († 2012)
- 09. September: Daniel Carleton Gajdusek, US-amerikanischer Virologe und Nobelpreisträger († 2008)
- 09. September: Cliff Robertson, US-amerikanischer Schauspieler († 2011)
- 09. September: Marcel Zanini, französischer Jazzmusiker († 2023)
- 10. September: Uri Avnery, israelischer Journalist, Schriftsteller, Friedensaktivist († 2018)
- 10. September: Rolf Bossi, deutscher Strafverteidiger († 2015)
- 10. September: Shmuel N. Eisenstadt, israelischer Soziologe († 2010)
- 11. September: Betsy Drake, US-amerikanische Schauspielerin († 2015)
- 11. September: Vasilije Mokranjac, serbischer Komponist († 1984)
- 14. September: Giuseppe Maria Attardi, italienisch-US-amerikanischer Genetiker († 2008)
- 14. September: Radhamés Reyes Alfau, dominikanischer Musiker, Komponist und Arrangeur († 2006)
- 15. September: Anton Heiller, österreichischer Komponist, Organist und Musikpädagoge († 1979)
- 15. September: Hamlet Lima Quintana, argentinischer Schriftsteller und Musiker († 2002)
- 16. September: Lee Kuan Yew, Politiker in der Republik Singapur († 2015)
- 16. September: Robert Coldwell Wood, US-amerikanischer Politiker und Politikwissenschaftler († 2005)
- 17. September: Hank Williams, US-amerikanischer Countrymusiker († 1953)
- 18. September: Anna von Bourbon-Parma, rumänische Königin († 2016)
- 18. September: Al Quie, US-amerikanischer Politiker († 2023)
- 18. September: Peter Smithson, britischer Architekt († 2003)
- 19. September: Rodrigo Riera, venezolanischer Gitarrist und Komponist († 1999)
- 21. September: Horst Buhtz, deutscher Fußballspieler und -trainer († 2015)
- 21. September: A. Linwood Holton, US-amerikanischer Politiker († 2021)
- 22. September: Dannie Abse, britischer Schriftsteller und Dichter († 2014)
- 22. September: Johannes Adam, deutscher Biostatistiker und Hochschullehrer
- 24. September: Ladislav Fuks, tschechischer Prosa-Autor und Verfasser psychologischer Romane († 1994)
- 24. September: Fats Navarro, US-amerikanischer Jazztrompeter († 1950)
- 25. September: Gisela Niemeyer, deutsche Richterin des Bundesverfassungsgerichts († 2012)
- 25. September: Sam Rivers, US-amerikanischer Jazzmusiker († 2011)
- 26. September: Dev Ānand, indischer Schauspieler, Regisseur und Produzent († 2011)
- 26. September: Wanda Bottesi, österreichische Gerechte unter den Völkern († 2008)
- 26. September: Stanisław Zaczyk, polnischer Schauspieler († 1985)
- 27. September: Hans Albrecht, deutscher Forstmann und Politiker († 2006)
- 27. September: Jocelyne Binet, kanadische Komponistin († 1968)
- 27. September: James Condon, australischer Schauspieler († 2014)
- 27. September: Heinz-Georg Sievers, deutscher Arzt und Handballspieler († 2007)
- 28. September: Giuseppe Casale, italienischer Erzbischof († 2023)
- 28. September: Tuli Kupferberg, US-amerikanischer Beatnik-Poet, Autor, Cartoonist († 2010)
- 28. September: Karl-Heinz Muus, deutscher Eishockeyspieler († 2008)
- 29. September: Roland Gööck, deutscher Redakteur, Sachbuchautor und Lektor († 1991)
- 30. September: Didier Poissant, französischer Regattasegler († 2021)
- 000September: Barney Burcham, US-amerikanischer Country- und Rockabilly-Musiker († 1992)

### Oktober
- 02. Oktober: Hans Hausmann, Schweizer Schauspieler, Regisseur, Übersetzer und Hörspielautor († 1997)
- 02. Oktober: Judith Hemmendinger, israelische Autorin († 2024)
- 02. Oktober: Margarete Rabe, Aufseherin im KZ Ravensbrück
- 02. Oktober: Sitor Situmorang, indonesischer Schriftsteller († 2014)
- 03. Oktober: Edward Oliver LeBlanc, dominicanischer Politiker († 2004)
- 03. Oktober: Stanisław Skrowaczewski, polnischer Dirigent († 2017) Stanisław Skrowaczewski, 2011

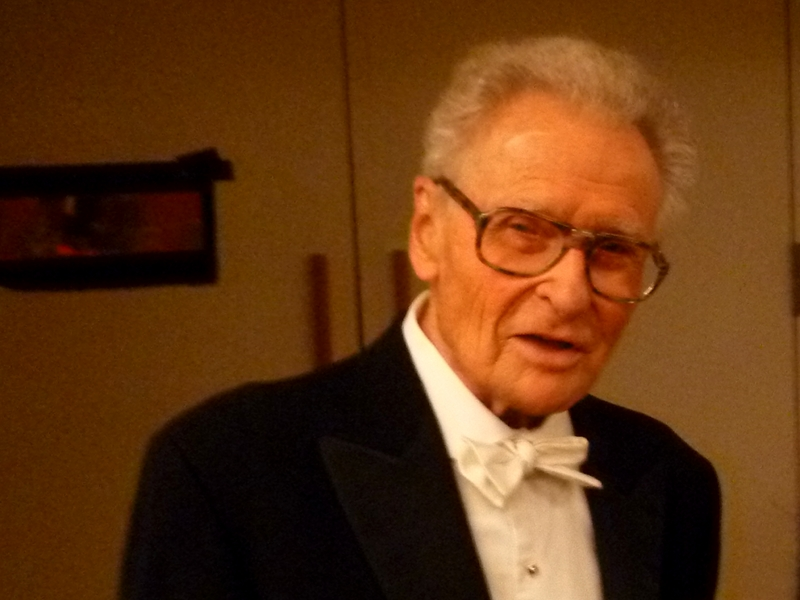
Stanisław Skrowaczewski, 2011

- 04. Oktober: Charlton Heston, US-amerikanischer Schauspieler († 2008)

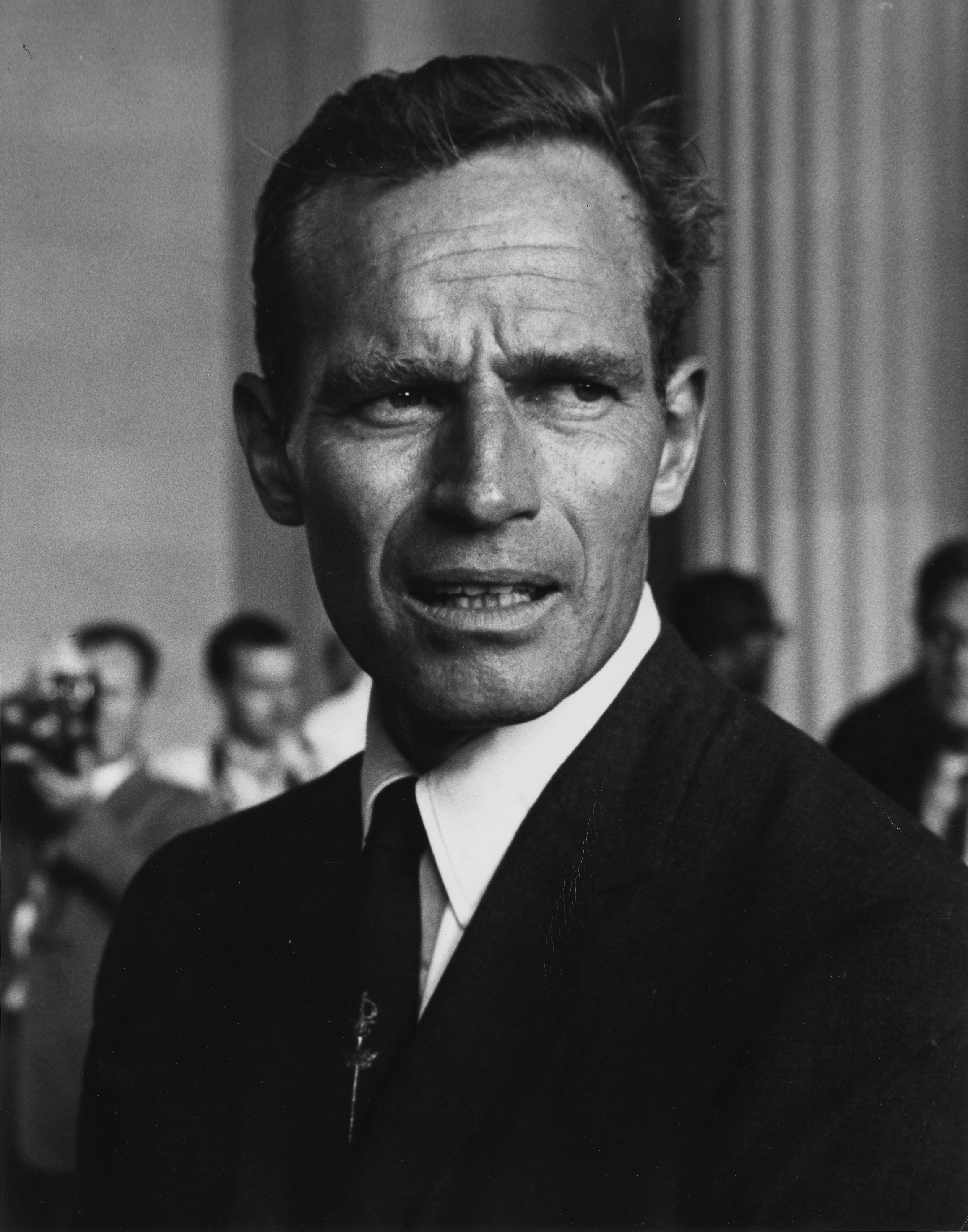
Charlton Heston, 1963

- 04. Oktober: Reinhard Ludewig, deutscher Pharmakologe, Toxikologe und Hochschullehrer († 2016)
- 05. Oktober: Philip Berrigan, US-amerikanischer Friedensaktivist und römisch-katholischer Priester († 2002)
- 05. Oktober: Glynis Johns, walisische Schauspielerin († 2024)
- 06. Oktober: Nanna Ditzel, dänische Designerin († 2005)
- 06. Oktober: Yaşar Kemal, türkischer Schriftsteller kurdischer Abstammung († 2015)
- 07. Oktober: Irma Grese, Aufseherin in den KZs Auschwitz und Bergen-Belsen († 1945)
- 07. Oktober: Jean-Paul Riopelle, frankokanadischer Maler und Bildhauer († 2002)
- 08. Oktober: Severo Aparicio Quispe, peruanischer Theologe, Kirchenhistoriker und Weihbischof († 2013)
- 08. Oktober: Wilhelm Knabe, deutscher Politiker († 2021)
- 08. Oktober: Eva Maria Meineke, deutsche Schauspielerin († 2018)
- 09. Oktober: Donald Sinden, britischer Schauspieler († 2014)
- 09. Oktober: Rupert Stöckl, deutscher Maler († 1999)
- 10. Oktober: Datuk Mohamad Muda Asri, malaysischer Politiker († 1992)
- 10. Oktober: Nicholas Parsons, britischer Schauspieler und Moderator († 2020)
- 10. Oktober: Murray Walker, britischer Motorsport-Kommentator († 2021)
- 11. Oktober: Elizabeth Eisenstein, US-amerikanische Historikerin († 2016)
- 12. Oktober: Moritz-Casimir zu Bentheim-Tecklenburg, deutscher Diplom-Forstwirt und Unternehmer († 2014)
- 12. Oktober: Hellmuth Hecker, buddhistischer Autor und Chronist († 2017)
- 12. Oktober: Fernando Sabino, brasilianischer Schriftsteller und Journalist († 2004)
- 12. Oktober: Jean Wallace, US-amerikanische Schauspielerin († 1990)
- 15. Oktober: Italo Calvino, italienischer Schriftsteller († 1985)
- 16. Oktober: Hartmut Goethe, deutscher Schiffs- und Tropenmediziner († 2020)
- 16. Oktober: Rupprecht Grzimek, deutscher Brigadegeneral, Abteilungsleiter im Bundesnachrichtendienst († 2022)
- 16. Oktober: Bert Kaempfert, deutscher Komponist und Orchesterleiter († 1980)
- 16. Oktober: Bill McLaren, schottischer Rugbykommentator († 2010)
- 17. Oktober: Henryk Roman Kardinal Gulbinowicz, Erzbischof von Breslau († 2020)
- 17. Oktober: Barney Kessel, US-amerikanischer Jazz-Gitarrist († 2004)
- 18. Oktober: Paulo Amaral, brasilianischer Fußballspieler und -trainer († 2008)
- 18. Oktober: Ilse Donath, deutsche Tischtennisspielerin
- 18. Oktober: Marta Emmenegger, Schweizer Journalistin und Sexberaterin († 2001)
- 20. Oktober: Peter Böhmer, deutscher Tänzer und Schauspieler († 2011)
- 20. Oktober: Otfried Preußler, deutscher Kinderbuchautor († 2013)
- 21. Oktober: Eva Maria Bauer, deutsche Schauspielerin († 2006)
- 21. Oktober: Horst Herold, Richter, Polizeipräsident von Nürnberg, Präsident des Bundeskriminalamtes († 2018)
- 21. Oktober: Reinhart Lempp, deutscher Facharzt für Kinder- und Jugendpsychiatrie († 2012)
- 22. Oktober: Göke Frerichs, deutscher Politiker und MdB († 2014)
- 22. Oktober: Ilse Helbich, österreichische Publizistin und Schriftstellerin († 2024)
- 22. Oktober: Lotte Kramer, britische Schriftstellerin
- 22. Oktober: Pete Pihos, US-amerikanischer American-Football-Spieler († 2011)
- 22. Oktober: Bert Trautmann, deutscher Fußballspieler († 2013)
- 23. Oktober: Ned Rorem, US-amerikanischer Komponist († 2022)
- 25. Oktober: Achille Kardinal Silvestrini, Kurienkardinal der römisch-katholischen Kirche († 2019)
- 26. Oktober: Robert Hinde, britischer Verhaltensforscher und Autor († 2016)
- 27. Oktober: Roy Lichtenstein, amerikanische Ikone und Lehrer der Pop-Art († 1997)

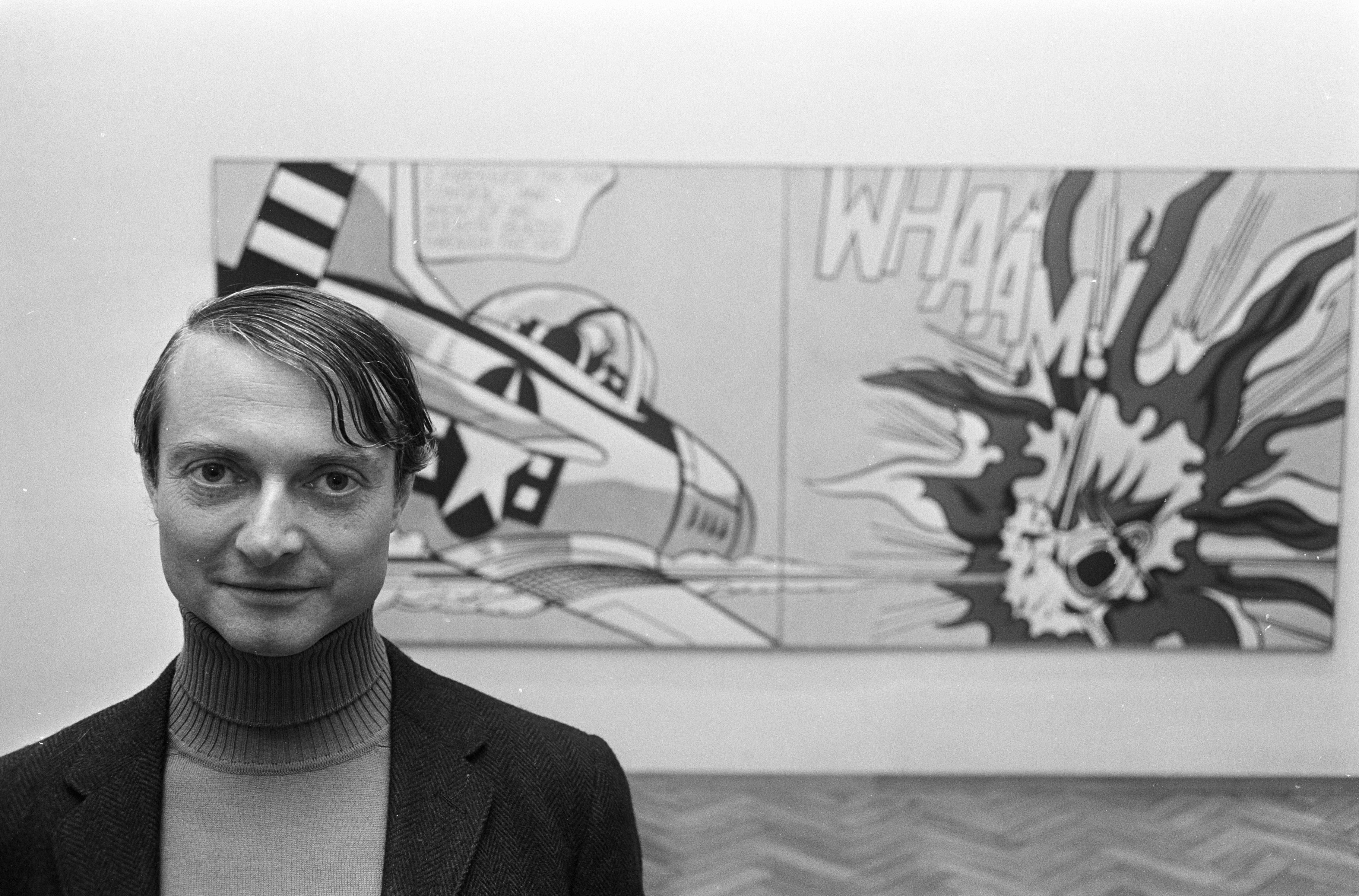
Roy Lichtenstein, 1967

- 29. Oktober: Carl Djerassi, Chemiker und „Vater der Antibabypille“ († 2015)

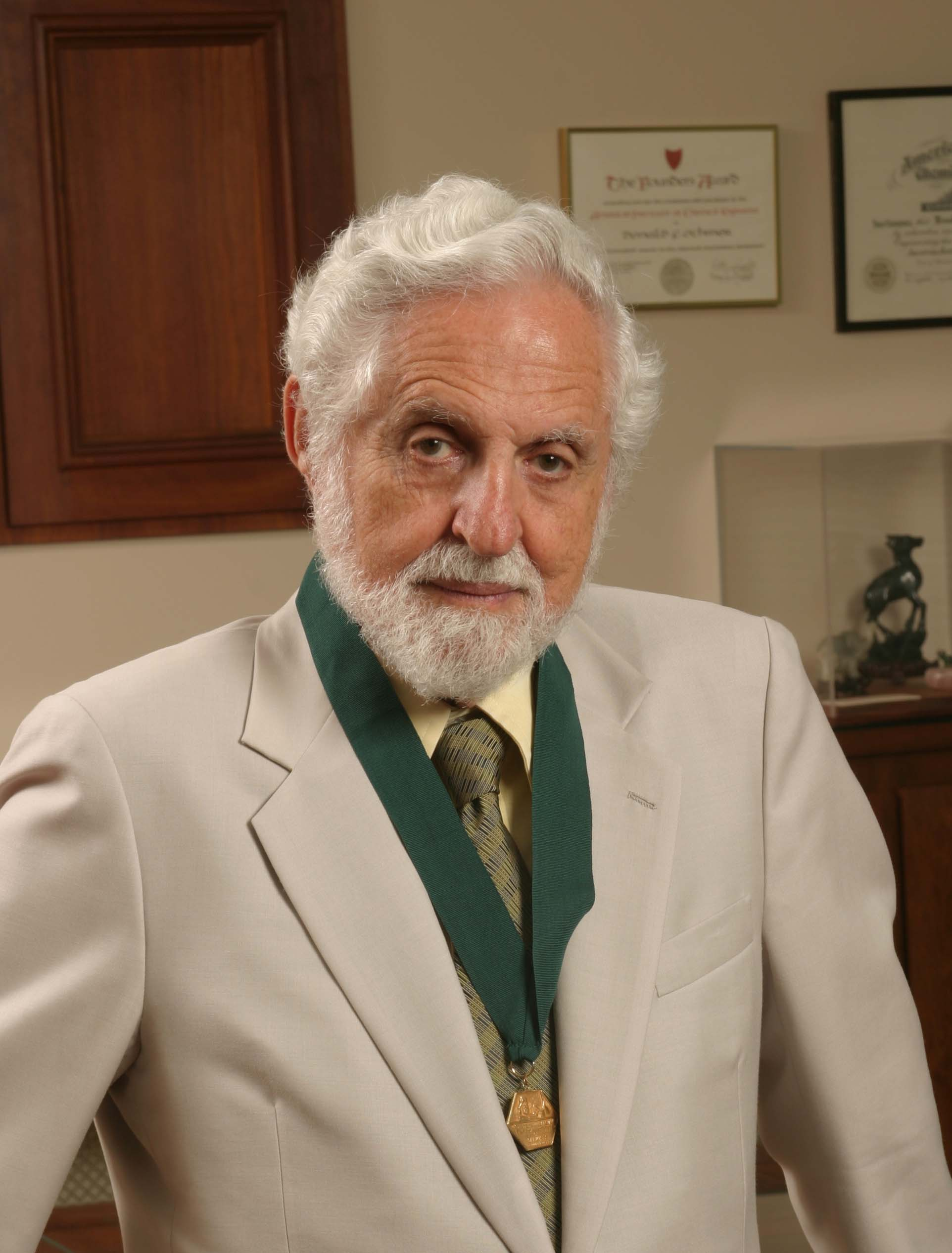
Carl Djerassi, 2004

- 29. Oktober: Grigori Danilowitsch Jastrebenezki, russischer Bildhauer († 2022)
- 29. Oktober: Gerda van der Kade-Koudijs, niederländische Leichtathletin († 2015)
- 29. Oktober: Dietrich Manicke, deutscher Komponist und Musiktheoretiker († 2013)
- 29. Oktober: Barney Poole, US-amerikanischer American-Football-Spieler († 2005)
- 30. Oktober: Fritz Abromeit, deutscher Fußballspieler († 2004)
- 30. Oktober: Horst Astroth, deutscher Geher († 2017)
- 30. Oktober: Artur Woll, deutscher Wirtschaftswissenschaftler († 2020)

### November
- 01. November: Victoria de los Ángeles, spanische Opernsängerin († 2005)
- 01. November: Egon von Neindorff, deutscher Hippologe († 2004)
- 01. November: Imre Varga, ungarischer Bildhauer († 2019)
- 02. November: Cesare Rubini, italienischer Basketballtrainer († 2011)
- 02. November: Ida Vitale, uruguayische Schriftstellerin und Übersetzerin
- 03. November: Carl-Ludwig Furck, deutscher Erziehungswissenschaftler und Bildungsreformer († 2011)
- 03. November: Yamaguchi Hitomi, japanischer Schriftsteller († 1995)
- 04. November: Barbara Bartos-Höppner, deutsche Schriftstellerin († 2006)
- 04. November: Carlos Botto Vallarino, chilenischer Komponist und Musikpädagoge († 2004)
- 04. November: Howie Meeker, kanadischer Eishockeyspieler († 2020)
- 04. November: Harry Valérien, deutscher Sportjournalist und Fernsehmoderator († 2012)
- 05. November: Rudolf Augstein, deutscher Journalist, Gründer des Magazins Der Spiegel († 2002)

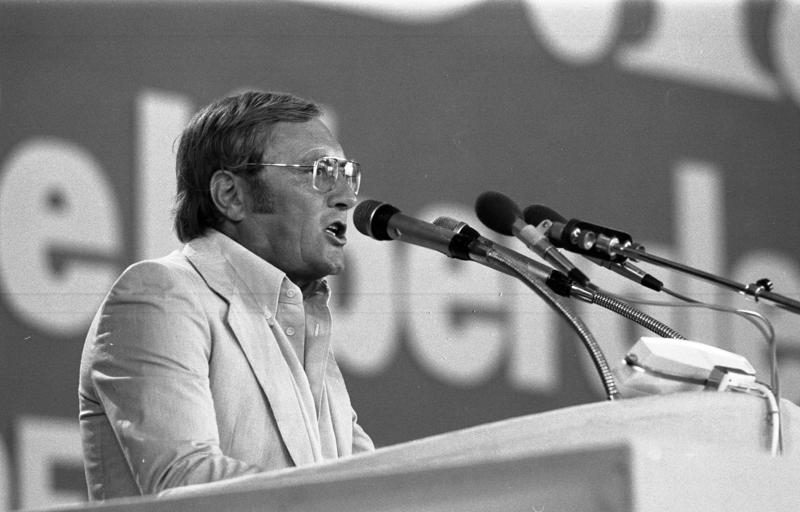
Rudolf Augstein, 1980

- 06. November: Franz Austeda, österreichischer Beamter, Philosoph und Pädagoge († 2009)
- 06. November: Robert P. Griffin, US-amerikanischer Politiker († 2015)
- 06. November: Rudolf Günter Langer, deutscher Schriftsteller und Lyriker († 2007)
- 06. November: Rolando Valdés, kubanischer Bandleader († 2015)
- 08. November: Józef Hen, polnischer Schriftsteller
- 08. November: Jack Kilby, US-amerikanischer Ingenieur, gilt als Erfinder der integrierten Schaltung († 2005)
- 09. November: Alice Coachman, US-amerikanische Leichtathletin († 2014)
- 09. November: Elizabeth Hawley, US-amerikanische Journalistin und Chronistin († 2018)
- 09. November: Pasquale Macchi, Privatsekretär von Papst Paul VI. († 2006)
- 09. November: Karin Voß, deutsche rechtsextreme Politikerin († 2013)
- 10. November: Óscar González, uruguayischer Automobilrennfahrer († 2006)
- 11. November: Jorge Arias Gómez, salvadorianischer Autor († 2002)
- 11. November: Roger Masson, französischer Automobilrennfahrer und Landwirt († 2014)
- 11. November: Richard Venture, US-amerikanischer Schauspieler († 2017)
- 12. November: Aleksy Antkiewicz, polnischer Boxer († 2005)
- 12. November: Alirio Díaz, venezolanischer klassischer Gitarrist († 2016)
- 12. November: Oswald Dreyer-Eimbcke, deutscher Schiffsmakler, kartographischer Experte, Publizist, Honorarkonsul von Chile und Island († 2010)
- 12. November: Loriot, deutscher Humorist, Zeichner, Schauspieler und Regisseur († 2011)

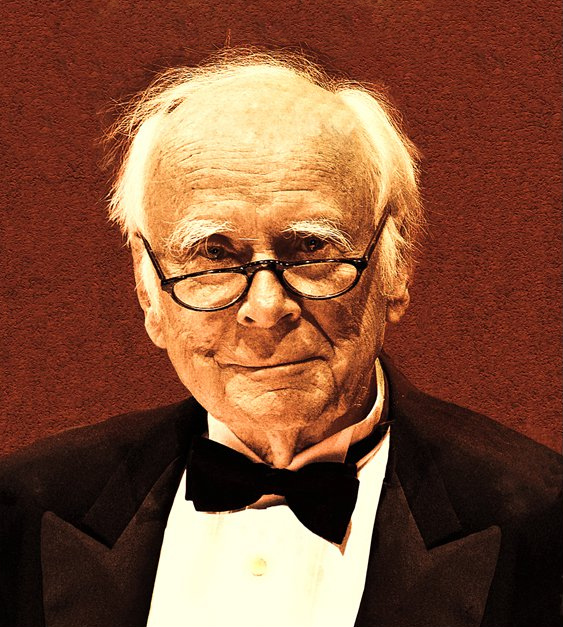
Loriot (2011)

- 12. November: Charlie Mariano, US-amerikanischer Saxophonist († 2009)
- 14. November: Alberto Madero, argentinischer Ruderer († 2011)
- 14. November: Ingeborg Sommer, deutsche Journalistin († 2001)
- 14. November: Herbert Zand, österreichischer Erzähler, Lyriker, Essayist und Übersetzer († 1970)
- 15. November: Marc Moret, Schweizer Manager († 2006)
- 15. November: Miriam Schapiro, US-amerikanische Künstlerin († 2015)
- 15. November: Rüdiger von Wechmar, Botschafter der Bundesrepublik Deutschland bei den Vereinten Nationen († 2007)
- 17. November: Alexander Adrion, deutscher Zauberkünstler († 2013)
- 17. November: Hubertus Brandenburg, deutscher katholischer Bischof des Bistums Stockholm († 2009)
- 17. November: Terry Haass, französische Malerin und Grafikerin († 2016)
- 17. November: Horst Michael Neutze, deutscher Schauspieler († 2006)
- 18. November: Robert Graf, deutscher Theater- und Filmschauspieler († 1966)
- 18. November: Alan Shepard, US-amerikanischer Astronaut († 1998)
- 18. November: Ted Stevens, US-amerikanischer Politiker († 2010)
- 19. November: Piera Aulagnier, französische Psychoanalytikerin und Psychiaterin († 1990)
- 19. November: Helena Zmatlíková, tschechische Malerin und Illustratorin († 2005)
- 20. November: Tonino Delli Colli, italienischer Kameramann († 2005)
- 20. November: Nadine Gordimer, südafrikanische Schriftstellerin († 2014)
- 22. November: Arthur Hiller, kanadischer Filmregisseur († 2016)
- 22. November: Gerhard Kienle, deutscher Anthroposoph, Arzt, Universitätsgründer, Wissenschaftstheoretiker († 1983)
- 22. November: Dika Newlin, US-amerikanische Komponistin, Musikwissenschaftlerin und Komponistin († 2006)
- 24. November: Rudolf Angerer, österreichischer Illustrator und Karikaturist († 1996)
- 24. November: Zlatko Čajkovski, jugoslawisch-kroatischer Fußballspieler und -trainer († 1998)
- 24. November: Serge Chaloff, US-amerikanischer Jazz-Saxophonist († 1957)
- 25. November: Walter Butscheidt, deutscher Fußballspieler († 1980)
- 25. November: Mauno Koivisto, finnischer Präsident († 2017)
- 26. November: Luigi Bettazzi, italienischer Bischof († 2023)
- 26. November: Ingeborg Hoffmann, deutsche Politikerin († 2012)
- 27. November: Juvenal Amarijo, brasilianischer Fußballspieler († 2009)
- 27. November: Gerd Hildebrandt, deutscher Forstwissenschaftler († 2017)
- 28. November: Helen Delich Bentley, US-amerikanische Politikerin († 2016)
- 28. November: James Karen, US-amerikanischer Schauspieler († 2018)
- 30. November: Paul Armagnac, französischer Automobilrennfahrer († 1962)

### Dezember
- 01. Dezember: Morris, belgischer Comic-Zeichner und Autor (Lucky Luke) († 2001)

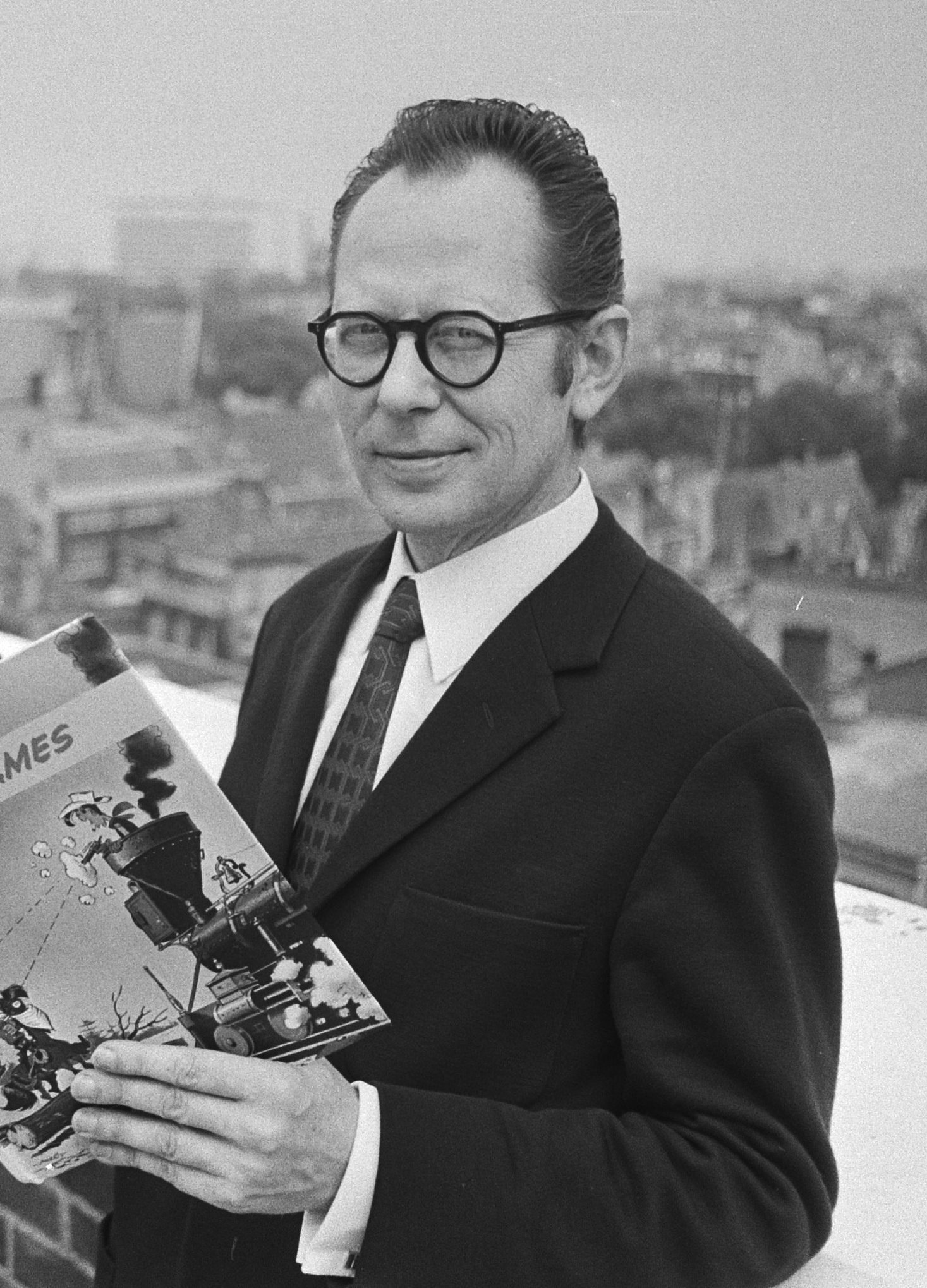
Morris (Maurice de Bevere), 1971

- 01. Dezember: Stansfield Turner, US-amerikanischer Admiral und Direktor der Central Intelligence Agency († 2018)
- 02. Dezember: Rudolf Aitzetmüller, österreichischer Slawist († 2000)
- 02. Dezember: Dschalāl Āl-e Ahmad, persischer Schriftsteller († 1969)
- 02. Dezember: Maria Callas, US-amerikanische Sopranistin († 1977)
- 02. Dezember: Alexander Nikolajewitsch Jakowlew, sowjetischer Politiker († 2005)
- 03. Dezember: Wolfgang Neuss, Kabarettist und Schauspieler († 1989)
- 03. Dezember: Paul Kardinal Shan Kuo-hsi, chinesischer römisch-katholischer Bischof († 2012)
- 04. Dezember: Arnold Kempkens, deutscher Komponist und Dirigent († 2001)
- 05. Dezember: Wladimir Tendrjakow, russischer Schriftsteller († 1984)
- 06. Dezember: Nicola Arigliano, italienischer Pop- und Jazzsänger († 2010)
- 07. Dezember: Alan Ford, US-amerikanischer Schwimmer († 2008)
- 07. Dezember: Raúl Schiaffino, uruguayischer Fußballspieler († 1982)
- 08. Dezember: Dewey Martin, US-amerikanischer Schauspieler († 2018)
- 08. Dezember: Pio Taofinu’u, Erzbischof von Samoa-Apia und Kardinal († 2006)
- 09. Dezember: Wolfgang Harich, deutscher Philosoph und Journalist in der DDR († 1995)
- 09. Dezember: Guntram Hecht, deutscher Musiklehrer, Organist und Komponist († 2018)
- 09. Dezember: Dina Merrill, US-amerikanische Schauspielerin († 2017)
- 09. Dezember: Karl Richard Tschon, deutscher Schriftsteller und Hörspielautor († 1993)
- 10. Dezember: Harold Gould, US-amerikanischer Schauspieler († 2010)
- 10. Dezember: Jorge Semprún, spanischer Schriftsteller († 2011)
- 12. Dezember: Bob Barker, US-amerikanischer Fernsehmoderator († 2023)
- 12. Dezember: Bob Dorough, US-amerikanischer Jazzsänger, Komponist und Pianist († 2018)
- 12. Dezember: Žibuntas Mikšys, litauisch-amerikanischer Druckgraphiker und Schriftsteller († 2013)
- 12. Dezember: Lupita Palomera, mexikanische Sängerin und Schauspielerin († 2009)
- 12. Dezember: John Pulman, englischer Snookerspieler († 1998)
- 13. Dezember: Philip Warren Anderson, US-amerikanischer Physiker († 2020)
- 13. Dezember: Edward Bede Kardinal Clancy, Erzbischof von Sydney († 2014)
- 13. Dezember: Antoni Tàpies, spanischer Maler († 2012)
- 14. Dezember: Walter Schmithals, evangelischer Theologe, Neutestamentler († 2009)
- 14. Dezember: Walter Siegenthaler, Schweizer Mediziner († 2010)
- 15. Dezember: Freeman Dyson, englisch-US-amerikanischer Physiker und Mathematiker († 2020)
- 15. Dezember: Uzi Gal, israelischer Waffentechniker († 2002)
- 15. Dezember: Inge Keller, deutsche Schauspielerin († 2017)
- 15. Dezember: Leon Niemczyk, polnischer Schauspieler († 2006)
- 15. Dezember: Harri Parschau, deutscher Karikaturist († 2006)
- 16. Dezember: Hiltraud Ast, österreichische Volkskundlerin und Heimatforscherin († 2020)
- 16. Dezember: Hans Joachim Fröhlich, deutscher Forstwissenschaftler, Naturschützer und Sachbuchautor († 2008)
- 16. Dezember: Menahem Pressler, israelischer Pianist († 2023)
- 17. Dezember: Michel d’Aillières, französischer Politiker († 2010)
- 17. Dezember: Jaroslav Pelikan, Historiker, Spezialist für Theologiegeschichte († 2006)
- 17. Dezember: Jürgen Ponto, deutscher Bankier, Vorstandssprecher der Dresdner Bank AG († 1977)
- 18. Dezember: Joachim Angermeyer, deutscher Politiker († 1997)
- 18. Dezember: Arno Görke, deutscher Bühnen- und Fernsehschauspieler und Komödiant († 1992)
- 18. Dezember: Rudolf Christoph, deutscher Schauspieler († 1982)
- 19. Dezember: Aaron Antonovsky, US-amerikanischer Professor († 1994)
- 19. Dezember: Onofre Marimón, argentinischer Automobilrennfahrer († 1954)
- 20. Dezember: Rodney Amateau, US-amerikanischer Drehbuchautor, Produzent und Regisseur († 2003)
- 20. Dezember: Ignace Raad, libanesischer Erzbischof († 1999)
- 20. Dezember: Marlene Reidel, deutsche Malerin, Illustratorin und Kinderbuchautorin († 2014)
- 23. Dezember: T. L. Osborn, US-amerikanischer Pfingstpastor, Heilungsevangelist und Autor († 2013)
- 23. Dezember: James Stockdale, US-amerikanischer Offizier († 2005)
- 25. Dezember: René Girard, französischer Sprach- und Literaturwissenschaftler und Philosoph († 2015)
- 25. Dezember: José de Jesús Lora, dominikanischer Geiger († 2013)
- 25. Dezember: Franz-Günter Roth, Brigadegeneral des Heeres der Bundeswehr († 1976)
- 25. Dezember: Noël Vandernotte, französischer Steuermann († 2020)
- 26. Dezember: Richard Artschwager, US-amerikanischer Künstler († 2013)
- 27. Dezember: Andrej Afanassowitsch Babajew, aserbaidschanischer Komponist († 1964)
- 27. Dezember: Elsbeth Janda, deutsche Conférencière († 2005)
- 27. Dezember: Alfons Bayerl, deutscher Politiker († 2009)
- 28. Dezember: Josef Hassid, polnischer Violinist († 1950)
- 29. Dezember: Yvonne Choquet-Bruhat, französische Mathematikerin und theoretische Physikerin († 2025)
- 29. Dezember: Friedrich Jahn, österreichischer Gastronom und Gründer der Wienerwald-Kette († 1998)
- 29. Dezember: Rosa Winter, österreichische KZ-Überlebende († 2005)
- 30. Dezember: Max Affolter, Schweizer Jurist und Politiker († 1991)
- 30. Dezember: Karl Aurand, deutscher Physiker († 2007)
- 30. Dezember: Sara Lidman, schwedische Schriftstellerin († 2004)
- 31. Dezember: John William Atkinson, US-amerikanischer Psychologe († 2003)
- 31. Dezember: Heinz Kreutz, deutscher Maler († 2016)

### Genaues Geburtsdatum unbekannt
- Marysia Ajzensztat, polnische Sängerin († 1942)
- Zahit Atakan, türkischer Admiral († 2013)
- Abdul Ghani Assar, afghanischer Fußballspieler
- Asrifi Bonsu Attafua, ghanaischer Diplomat († 1997)
- Percival Borde, US-amerikanischer Tänzer, Choreograph und Tanzpädagoge († 1979)
- Albert Ferber, deutscher Ringer († 2010)
- Sonja Friedmann-Wolf, deutsche Autorin († 1986)
- Gerda Henning, deutsche Malerin († 2007)
- Mohammed Larbi Ben M'hidi, politischer Führer im Algerischen Unabhängigkeitskrieg († 1957)
- Rudolf Moosbrugger-Leu, Schweizer Archäologe († 2011)
- Ágnes Salamon, ungarische Archäologin († 1986)
- Siegfried Vierzig, deutscher evangelischer Theologe und Religionspädagoge († 2020)

## Gestorben

### Januar/Februar
- 02. Januar: Hedwig Blesi, Schweizer Erzieherin und Mundartschriftstellerin (* 1869)
- 03. Januar: Jaroslav Hašek, tschechischer Schriftsteller (* 1883)
- 04. Januar: Anders Andersen-Lundby, dänischer Kunstmaler (* 1841)
- 05. Januar: Adam Müller-Guttenbrunn, österreichischer Schriftsteller und Theaterdirektor (* 1852)
- 05. Januar: Heinrich Rattermann, deutschamerikanischer Schriftsteller und Zeitschriftenherausgeber (* 1832)
- 09. Januar: Katherine Mansfield, britische Schriftstellerin (* 1888)
- 10. Januar: Lon Vest Stephens, US-amerikanischer Politiker (* 1858)
- 11. Januar: Konstantin I., griechischer König (* 1868)
- 12. Januar: Thyra Sehested, dänische Historikerin (* 1840)
- 13. Januar: Alexandre Ribot, französischer Politiker, Ministerpräsident (* 1842)
- 13. Januar: Georg Ziegler, deutscher Missionar in China (* 1859)
- 18. Januar: Anna Marie Geibelt, Gründerin mehrerer Stiftungen (* 1838)
- 18. Januar: Wallace Reid, US-amerikanischer Filmschauspieler (* 1891)
- 30. Januar: Franz Brümmer, deutscher Lehrer und Lexikograph (* 1836)
- 01. Februar: Frédéric Raisin, Schweizer Jurist, Politiker und Kunstsammler (* 1851)
- 01. Februar: Ernst Troeltsch, deutscher Theologe und Politiker (* 1865)
- 02. Februar: Walter Caspari, deutscher Theologe und Geistlicher (* 1847)
- 03. Februar: Charles M. Floyd, US-amerikanischer Politiker (* 1861)
- 05. Februar: Georg Ahsbahs, deutscher Pferdezüchter (* 1853)
- 06. Februar: Wyatt Aiken, US-amerikanischer Politiker (* 1863)
- 06. Februar: Adolf Heyduk, tschechischer Dichter (* 1835)
- 06. Februar: Edward Barnard, amerikanischer Astronom (* 1857)
- 07. Februar: Albert Vater, sozialdemokratischer Politiker und Mitbegründer der KPD in Magdeburg (* 1859)
- 09. Februar: Otto Wilhelm Aulie, norwegischer Fußballspieler (* 1894)
- 10. Februar: James A. Hemenway, US-amerikanischer Politiker (* 1860)

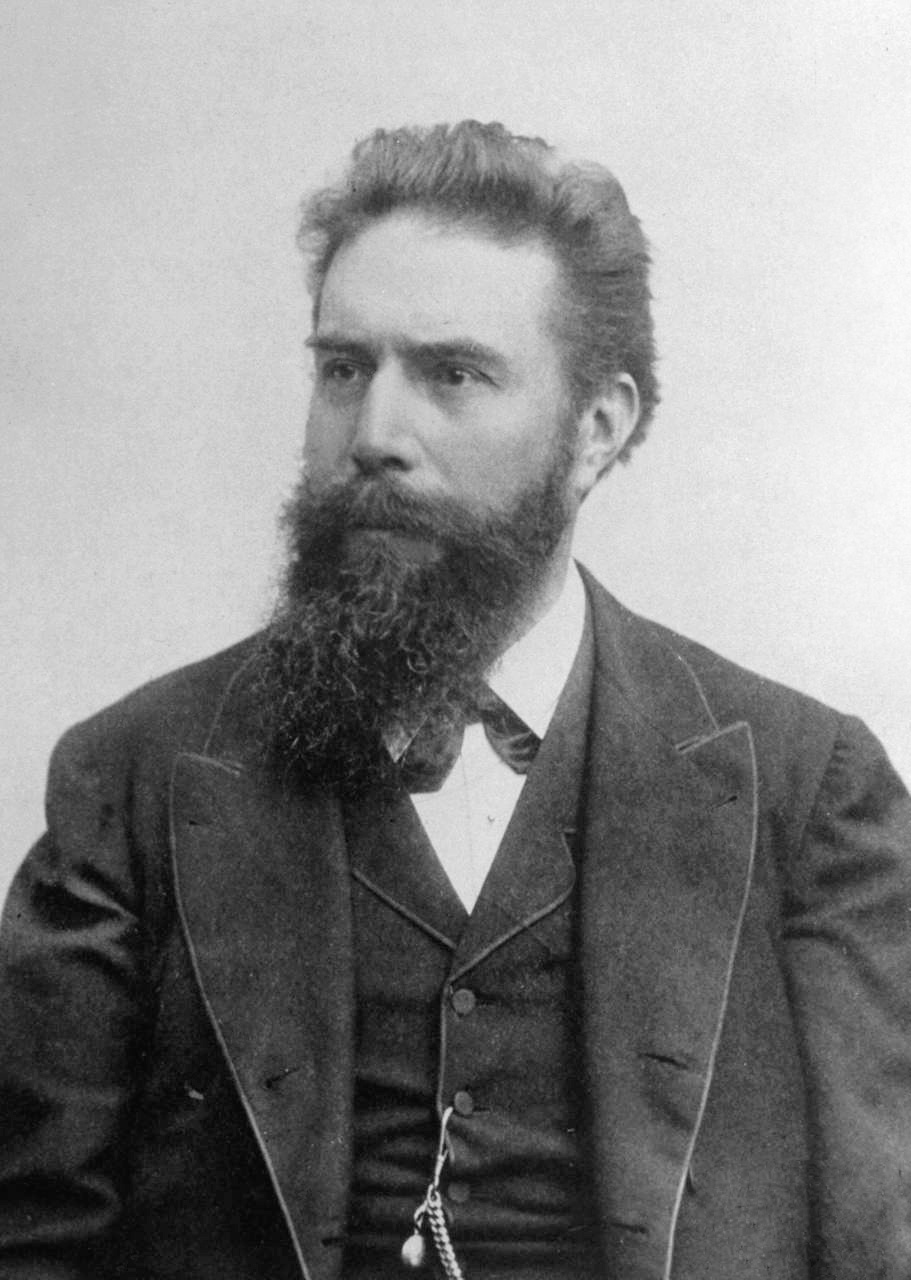
Wilhelm Conrad Röntgen

- 10. Februar: Wilhelm Conrad Röntgen, deutscher Physiker und Nobelpreisträger (* 1845)
- 11. Februar: Wilhelm Killing, deutscher Mathematiker (* 1847)
- 16. Februar: Thomas Charles Power, US-amerikanischer Politiker (* 1839)
- 19. Februar: Ivan Tavčar, slowenischer Anwalt, Politiker und Schriftsteller (* 1851)
- 21. Februar: Khama III., traditioneller Herrscher der Bamangwato in Bechuanaland (* um 1837)
- 22. Februar: Damdiny Süchbaatar, mongolischer kommunistischer Politiker (* 1893)
- 23. Februar: Félix Fourdrain, französischer Komponist, Organist und Musikpädagoge (* 1880)
- 24. Februar: Edward W. Morley, US-amerikanischer Chemiker (* 1838)
- 26. Februar: George Clement Perkins, US-amerikanischer Politiker (* 1839)
- 28. Februar: Hugo Licht, deutscher Architekt und Baubeamter in Leipzig (* 1841)

### März/April
- 02. März: Joseph Martin, kanadischer Politiker (* 1852)
- 05. März: Dora Pejačević, kroatische Komponistin (* 1885)

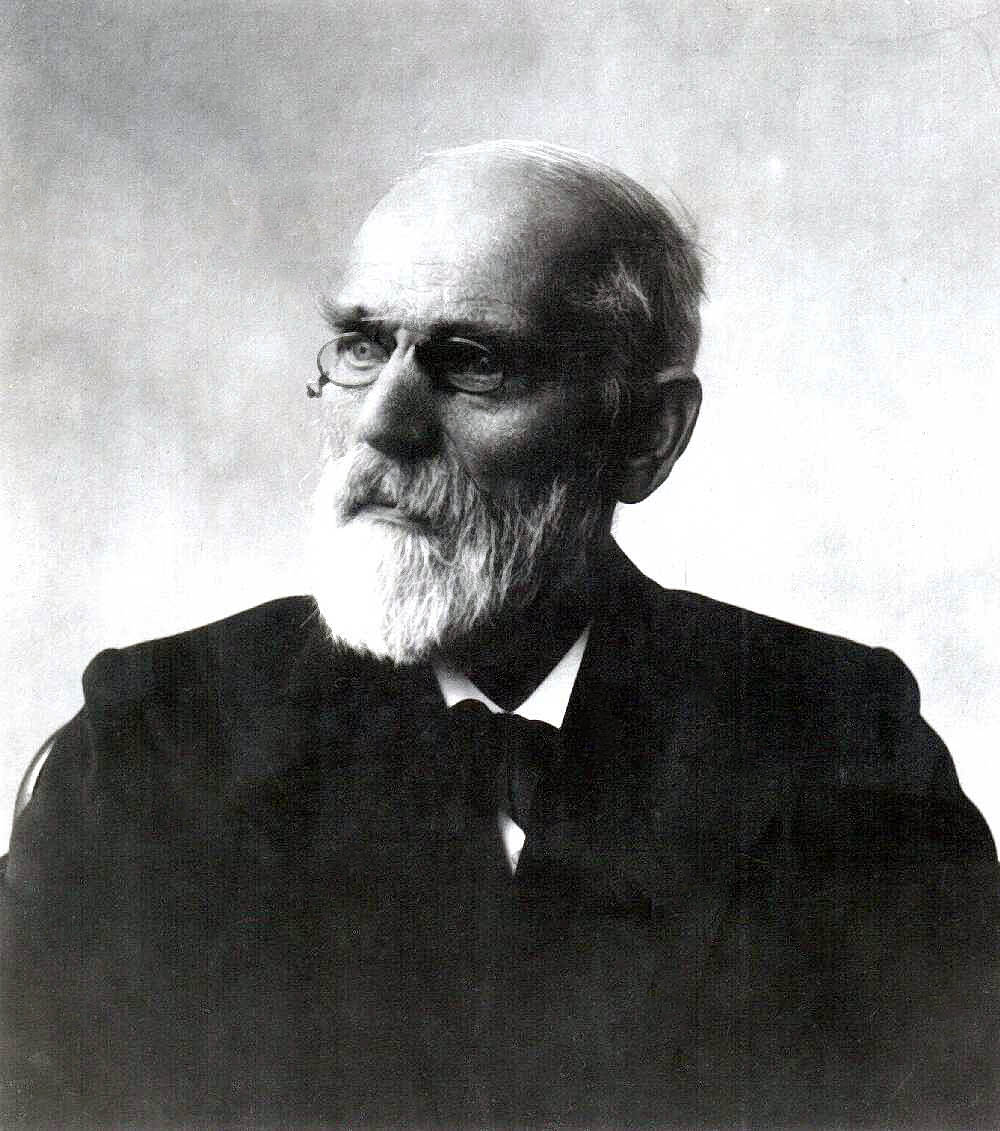
Johannes Diderik van der Waals

- 08. März: Johannes Diderik van der Waals, niederländischer Physiker (* 1837)
- 09. März: Wilhelm Heinrich Roscher, deutscher Altphilologe (* 1845)
- 10. März: Salvador Seguí, spanischer Anarchist und Syndikalist (* 1886)
- 14. März: Samuel Maharero, traditioneller Führer der Herero (* 1856)
- 24. März: Samuel D. Nicholson, US-amerikanischer Politiker (* 1859)
- 26. März: Sarah Bernhardt, französische Theater- und Filmschauspielerin (* 1844)
- 27. März: Sir James Dewar, britischer Chemiker und Physiker (* 1842)
- 30. März: Amandus Acker, deutscher Missions- und Kolonialpionier (* 1848)
- 30. März: Giovanni Dazzoni, Schweizer Jurist und Politiker (* 1851)
- 01. April: Kaspar Kögler, deutscher Maler und Schriftsteller (* 1838)
- 04. April: Julius Martow, russischer Politiker (* 1873)
- 04. April: Horace Boies, US-amerikanischer Politiker (* 1827)
- 05. April: George Herbert, 5. Earl of Carnarvon, englischer Lord und Financier (* 1866)
- 13. April: Willem Witsen, niederländischer Fotograf, Maler und Schriftsteller (* 1860)
- 14. April: Heinrich Eisenbach, österreichischer Kabarettist (* 1870)
- 15. April: Friedrich Adolf Borsdorf, deutscher Hornist (* 1854)
- 17. April: Marie Festetics, ungarische Hofdame (* 1839)
- 24. April: Karl von Schwartz, deutscher Theologe (* 1847)
- 28. April: Knute Nelson, US-amerikanischer Politiker (* 1843)
- 30. April: Gottfried Georg Andrä, deutscher Rittergutsbesitzer, Geheimer Ökonomierat und Politiker (* 1851)

### Mai/Juni
- 05. Mai: Rosario de Acuña, spanische Schriftstellerin (* 1850)
- 13. Mai: Charlotte Garrigue Masaryková, amerikanisch-tschechische Pianistin (* 1851)
- 19. Mai: Abhakorn Kiartiwongse, siamesischer Admiral, Prinz und Mediziner (* 1880)
- 26. Mai: Albert Leo Schlageter, Freikorps-Mitglied (* 1894)
- 28. Mai: Joseph W. Folk, US-amerikanischer Politiker (* 1869)
- 30. Mai: Camille Chevillard, französischer Komponist und Dirigent (* 1859)
- 01. Juni: Johann Heinrich Louis Krüger, bearbeitete geodätische Aufzeichnung von Carl Friedrich Gauß (* 1857)
- 04. Juni: Dmitri Nikolajewitsch Anutschin, russischer Geograph, Ethnologe und Anthropologe (* 1843)
- 05. Juni: Carl von Horn, bayerischer Generaloberst und Kriegsminister (* 1847)
- 09. Juni: Arishima Takeo, japanischer Schriftsteller (* 1878)
- 10. Juni: Pierre Loti, französischer Marineoffizier und Schriftsteller (* 1850)
- 11. Juni: Fritz Ebersold, Schweizer Redakteur, Schriftsteller und Bühnenautor (* 1851)
- 11. Juni: Hugo III. Henckel von Donnersmarck, schlesischer Magnat, Jurist und Offizier (* 1857)
- 14. Juni: Isabelle Bogelot, französische Feministin (* 1838)
- 14. Juni: Evasio Lampiano, italienischer Automobilrennfahrer (* 1888)
- 14. Juni: Aleksandar Stambolijski, bulgarischer Politiker (* 1879)
- 22. Juni: Morris Rosenfeld, US-amerikanischer Lyriker (* 1862)
- 26. Juni: Hermann Linde, deutscher Maler (* 1863)
- 29. Juni: Fritz Mauthner, deutscher Philosoph und Schriftsteller (* 1849)
- 30. Juni: Claude Terrasse, französischer Operettenkomponist (* 1867)

### Juli/August
- 03. Juli: Richard von Drasche-Wartinberg, österreichischer Asienforscher, Industrieller und Maler (* 1850)
- 09. Juli: William R. Day, US-amerikanischer Politiker (* 1849)
- 11. Juli: Siegmund Auerbach, deutscher Neurologe (* 1866)
- 12. Juli: Ernst Otto Beckmann, deutscher Chemiker (* 1853)
- 12. Juli: William P. Dillingham, US-amerikanischer Politiker (* 1843)
- 13. Juli: Asger Hamerik, dänischer Komponist und Dirigent (* 1843)
- 13. Juli: Charles Dwight Sigsbee, US-amerikanischer Marineoffizier (* 1845)
- 16. Juli: Josep Berga i Boada, katalanischer Maler, Zeichner, Illustrator und Schriftsteller (* 1872)
- 17. Juli: Philipp Stauff, deutscher Journalist und Schriftsteller (* 1876)
- 18. Juli: Emanuel Hegenbarth, deutscher Maler (* 1868)
- 19. Juli: Johann Martin Schmid, deutscher Orgelbauer (* 1847)
- 20. Juli: Pancho Villa, mexikanischer Revolutionär (* 1878)
- 23. Juli: Charles Dupuy, französischer Premierminister (* 1851)
- 28. Juli: August Brinkmann, deutscher Altphilologe (* 1863)
- 28. Juli: Otto Vesper, deutscher Politiker (* 1875)
- 01. August: Theophil Forchhammer, Schweizer Komponist, Kirchenmusiker und Organist (* 1847)

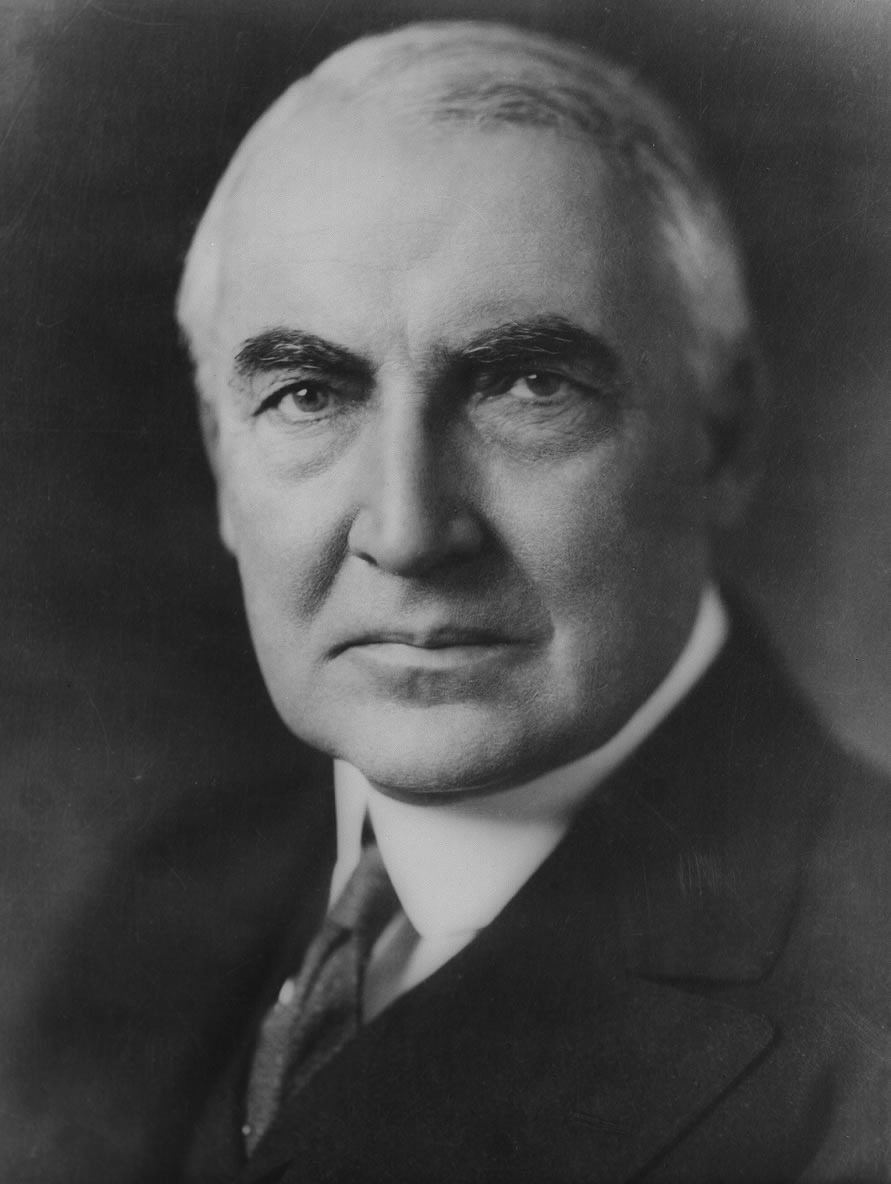
Warren G. Harding, 1920

- 02. August: Warren G. Harding, 29. Präsident der USA (* 1865)
- 02. August: Aurelio Silva, chilenischer Violinist und Musikpädagoge (* 1866)
- 04. August: Edward Hutton, britischer Offizier (* 1848)
- 05. August: Ahmed Kamāl, ägyptischer Ägyptologe (* 1851)
- 10. August: Joaquín Sorolla, spanischer Maler (* 1863)
- 11. August: Francisco Joaquim Ferreira do Amaral, portugiesischer Militär und Politiker (* 1843)
- 16. August: Horace Parnell Tuttle, US-amerikanischer Astronom (* 1837)

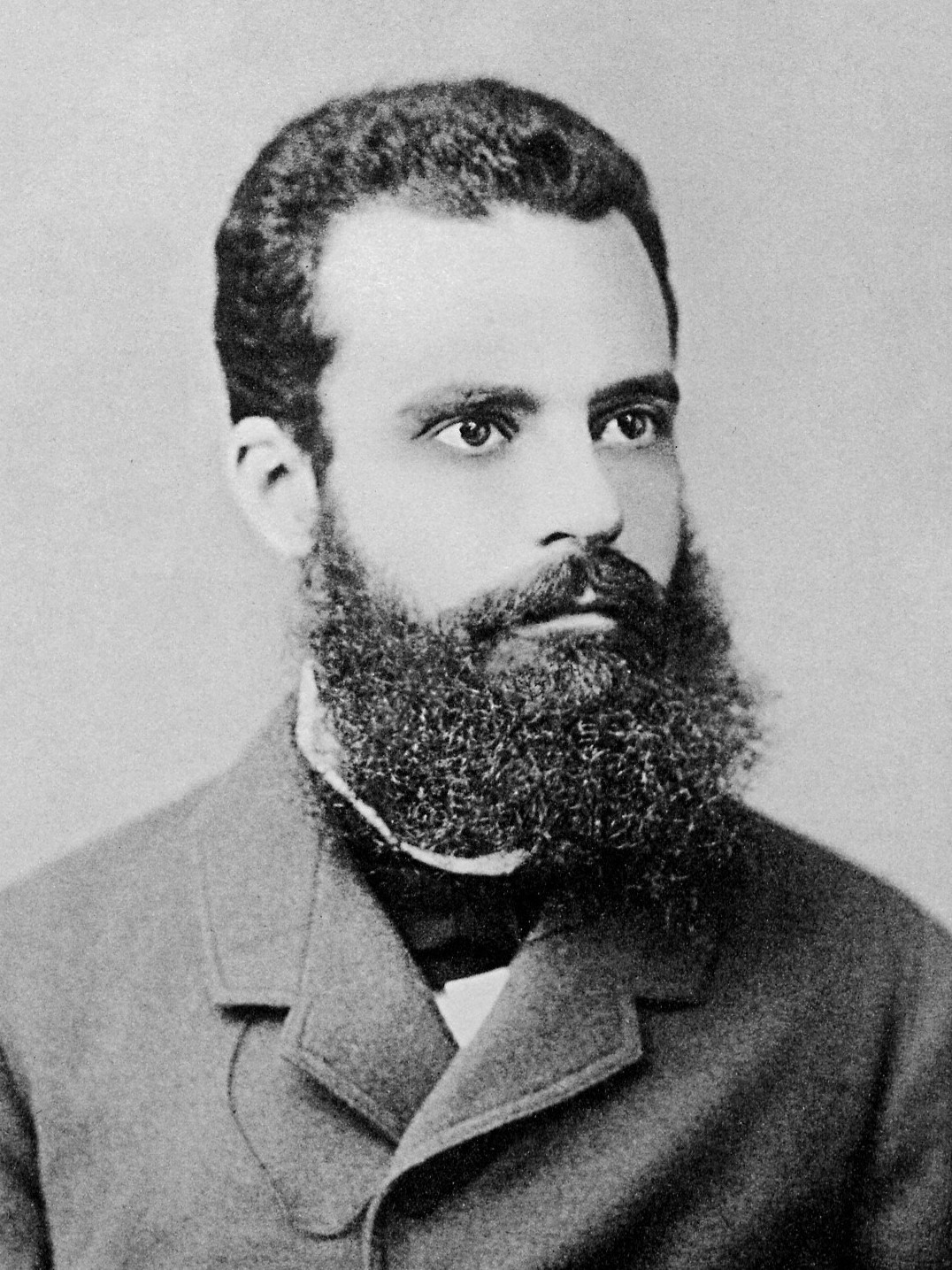
Vilfredo Pareto

- 19. August: Vilfredo Pareto, italienischer Soziologe (* 1848)
- 26. August: Hertha Marks Ayrton, britische Mathematikerin und Elektroingenieurin (* 1854)
- 26. August: Enrico Giaccone, italienischer Automobilrennfahrer (* 1890)
- 28. August: Elisabeth Vilma Lwoff-Parlaghy, ungarisch-amerikanische Porträtmalerin (* 1863)
- 29. August: Anastasia, Prinzessin von Griechenland und Dänemark (* um 1870)
- 30. August: Aaron Isaakowitsch Sundelewitsch, russischer Revolutionär (* 1853 oder 1854)
- 31. August: Gerrit Kalff, niederländischer Niederlandist (* 1856)

### September/Oktober
- 03. September: Adolf Klose, deutscher Maschinenbauingenieur (* 1844)
- 04. September: Paul Friedländer, deutscher Chemiker (* 1857)
- 04. September: Howard Wilcox, US-amerikanischer Automobilrennfahrer (* 1889)
- 08. September: Ugo Sivocci, italienischer Automobilrennfahrer (* 1885)
- 09. September: August Nattermann, deutscher Pharmakologe und Unternehmer (* 1861)
- 10. September: Volkmar Otto Erdmann von Arnim, deutscher Marineoffizier (* 1847)
- 10. September: Håkon Løken, norwegischer Jurist, Journalist und Politiker (* 1859)
- 17. September: Otto Böckel, deutscher Bibliothekar, Volksliedforscher und antisemitischer Politiker (* 1859)
- 21. September: Friedrich Vollmer, deutscher Klassischer Philologe (* 1867)
- 22. September: Ferdinand Avenarius, deutscher Dichter und Herausgeber der Zeitschrift „Der Kunstwart“ (* 1856)
- 24. September: Jonas Burki, Schweizer Landwirt und Politiker (* 1862)
- 28. September: Ferdinand Hanusch, österreichischer Sozialreformer (* 1866)
- 29. September: Juan Bautista Espínola Reyes, dominikanischer Musiker und Komponist (* 1894)
- 29. September: Anton Cyril Stojan, Erzbischof von Olmütz (* 1851)
- 29. September: Benno Jaffé, deutscher Chemiker, Industrieller und Kommunalpolitiker (* 1840)
- 29. September: Joseph Ruau, französischer Politiker (* 1865)
- 03. Oktober: Amiel-François Bessière, französischer Geistlicher und römisch-katholischer Bischof von Constantine-Hippone (* 1869)
- 03. Oktober: Kadambini Ganguly, indische Medizinerin (* 1862)
- 06. Oktober: Damad Ferid Pascha, Großwesir des Osmanischen Reiches (* 1853)
- 09. Oktober: Henry Markham, US-amerikanischer Politiker (* 1840)
- 10. Oktober: Andrés Avelino Cáceres, peruanischer General und Präsident von Peru (* 1836)
- 12. Oktober: Charles Rothschild, britischer Bankier, Entomologe und Naturschützer (* 1877)
- 13. Oktober: Aretas B. Fleming, US-amerikanischer Politiker (* 1839)
- 14. Oktober: George Elbridge Whiting, US-amerikanischer Komponist und Organist (* 1840)
- 18. Oktober: Heinrich Kern, Schweizer Landwirt und Politiker (* 1853)
- 30. Oktober: Andrew Bonar Law, britischer Politiker und Premierminister (* 1858)

### November/Dezember
- 04. November: Ernst Ziller, deutsch-griechischer klassizistischer Architekt, Bauforscher und Archäologe (* 1837)
- 05. November: Jacques d’Adelswärd-Fersen, französischer Aristokrat, Autor und Dichter (* 1880)
- 08. November: Alfhild Agrell, schwedische Schriftstellerin (* 1849)
- 09. November: Charles Ruffell, britischer Leichtathlet (* 1888)
- 14. November: Ernst August, Prinz von Großbritannien und Irland (* 1845)
- 15. November: Eduard Schäubli, deutsch-schweizerischer Lehrer, Unternehmer und Politiker (* 1866)
- 16. November: Guido Herzfeld, deutscher Schauspieler (* 1870)
- 19. November: Ludwig Wilser, deutscher Arzt und Schriftsteller (* 1850)
- 23. November: Julius Lassen, dänischer Jurist (* 1847)
- 02. Dezember: Helene Adler, deutsche Schriftstellerin (* 1849)
- 03. Dezember: Theodor Haarbeck, deutscher evangelischer Theologe (* 1846)
- 03. Dezember: Rosita Mauri, spanische Tänzerin und Tanzlehrerin (* 1856)
- 09. Dezember: John Herbert Turner, kanadischer Politiker (* 1834)
- 12. Dezember: Raymond Radiguet, französischer Schriftsteller (* 1903)
- 14. Dezember: Giuseppe Gallignani, italienischer Komponist und Musikpädagoge (* 1851)
- 14. Dezember: Théophile-Alexandre Steinlen, schweizerisch-französischer Maler und Grafiker (* 1859)
- 18. Dezember: Alfred Aubert, schweizerischer Politiker (* 1859)
- 22. Dezember: Georg Luger österreichischer Waffentechniker (* 1849)
- 25. Dezember: Jean-Philippe Dardier, französisch-schweizerischer Evangelist (* 1831)
- 26. Dezember: Dietrich Eckart, deutscher Dichter, Journalist und väterlicher Freund Adolf Hitlers (* 1868)
- 26. Dezember: Georg Frentzen, deutscher Architekt und Hochschullehrer (* 1854)
- 27. Dezember: Lluís Domènech i Montaner, katalanischer Architekt und Politiker (* 1850)
- 27. Dezember: Gustave Eiffel, französischer Ingenieur (* 1832)

### Genaues Todesdatum unbekannt
- Julie von Asten, österreich-deutsche Pianistin und Klavierlehrerin (* 1841)
- Friedrich Wilhelm Füchtner, deutscher Kunsthandwerker aus dem Erzgebirge (* 1844)
- Abdülkerim Pascha, osmanischer General (* unbekannt)